# F-14 (戦闘機)
F-14 トムキャット
アメリカ海軍のF-14D
- 用途：戦闘機
- 分類：艦上戦闘機
- 設計者：グラマン
- 製造者：グラマン（現ノースロップ・グラマン）社
- 運用者： アメリカ合衆国（アメリカ海軍・退役）
 イラン（イラン空軍・現役）
- 初飛行：1970年12月21日
- 生産数：712機[1]
- 運用開始：1974年9月22日
- 退役：2006年9月22日（アメリカ海軍）
- 運用状況：現役（イランのみ）

F-14は、アメリカ合衆国のグラマン（現ノースロップ・グラマン）社が開発した艦上戦闘機。愛称は「雄猫」を意味するトムキャット（Tomcat）。

## 概要

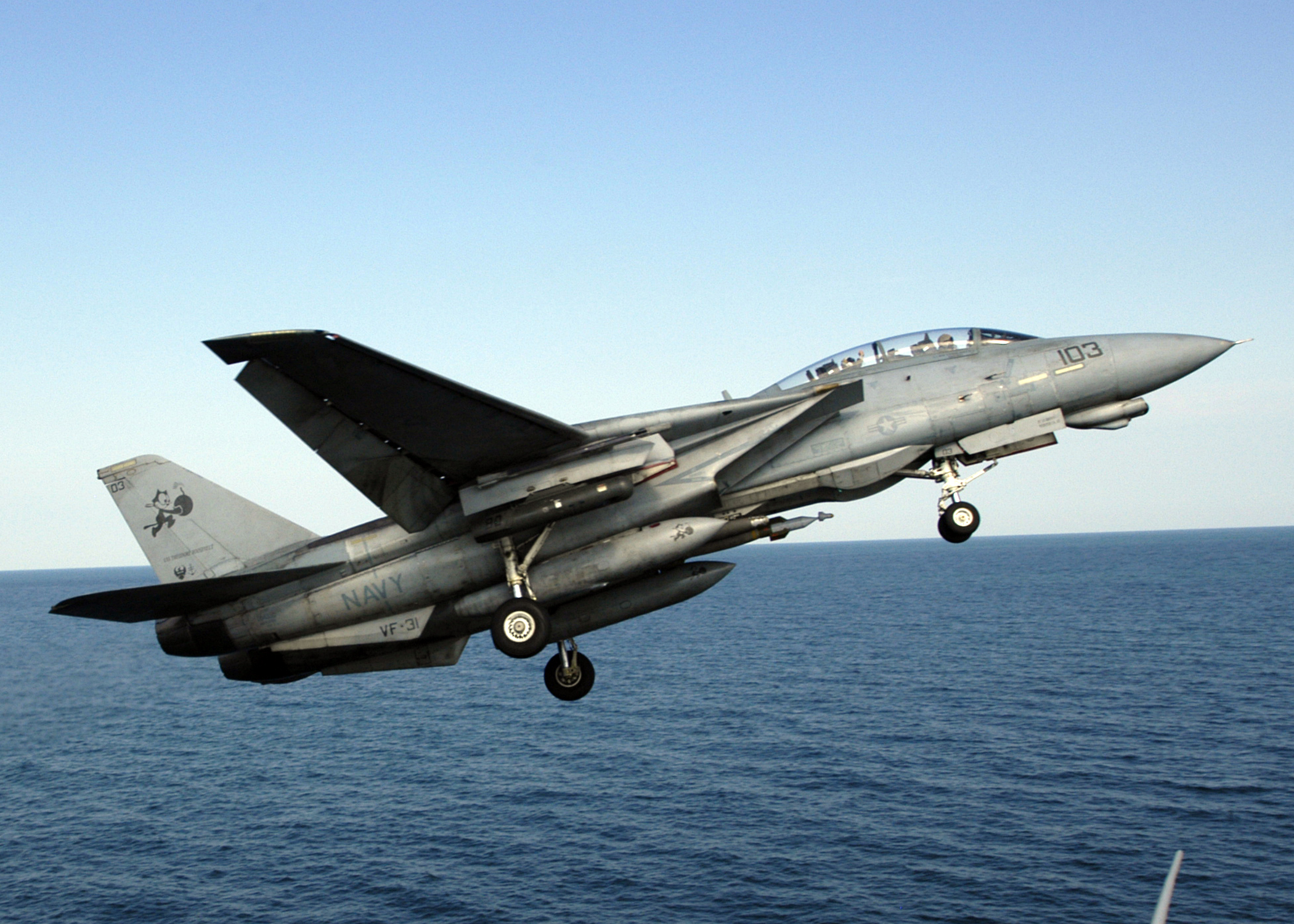
発艦したVF-31所属のF-14

アメリカ海軍の保有・運用するF-4 ファントム IIの後継機として、グラマン社（当時）の開発した可変翼と長射程のAIM-54 フェニックスの運用能力を特徴とした第4世代ジェット戦闘機に分類される艦上戦闘機。1970年の初飛行を経て1973年から運用部隊に配備された。
総計712機が製造され、アメリカ海軍の他には唯一イラン空軍で採用された。
アメリカ海軍のF-14は、F/A-18の改良版・発展型にあたるF/A-18E/F戦闘攻撃機への機種転換が次第に進み、2006年9月22日にVF-31トムキャッターズの解隊を最後に全機が完全退役した。

## 開発の経緯

### F6Dミサイリアー構想
F-14の源流は1950年代まで遡る。当時アメリカ海軍は仮想敵国の対艦攻撃機要撃用の機体を必要としており、1957年にはダグラス社でXF6D-1ミサイリアー（Missileer）を計画していた。F6Dは先進的な火器管制システム（AN/AWG-9）の元、ベンディックス社開発のAAM-N-10イーグル空対空ミサイル（速度マッハ4、射程203km）を運用し、遠距離迎撃のために約10時間のCAPを実施する構想であったが、このミサイル以外の武装を持たず機動力や汎用性に乏しいものであったため廃案となった。
しかしながら、空軍も同時期にAIM-47ミサイルとAN/ASG-18レーダー/火器管制システムを開発しており、その両者の計画は統合され、イーグルミサイルはAAM-N-11を経てAIM-54 フェニックスとなり、また、AN/AWG-9の開発も継続され、共にF-111B(試作機のみ)及びF-14で採用されるに至った。

### TFXプログラムとF-111Bの頓挫
1961年、ケネディ政権下で国防長官に就任したロバート・S・マクナマラは、効率化の一環として、海軍と空軍から要望されていた新型戦闘機を可変後退翼を持つ共通のプラットフォームTFX（Tactical Fighter Experimental）として開発する計画を立てた。空軍から出ていた要望は低空侵攻可能な戦闘爆撃機、海軍からの要望は対艦ミサイル搭載の大型機を対艦ミサイル射程外から迎撃するための長距離飛行可能かつ短距離での格闘戦を想定した戦闘機であり、共通化の困難なものであった。
1961年10月1日に入札各社は各案を提示。ジェネラル・ダイナミクス社が落札した。ジェネラル・ダイナミクス社はグラマン社と提携し、グラマン社は降着装置と本体後方部、および海軍型のTFX-N（後のF-111B）のデザインを担当した。
F-111Bの試作機は1965年の5月に初飛行を行ったが、重量過多、航行速度不足、降着装置の位置が前方に偏り過ぎていたことによる着艦時挙動の不安定さが問題点として指摘された。ジェネラル・ダイナミクス社はたびたび改修を行ったものの、要求仕様を満たすことができなかった。海軍は既にやる気を失っており、要求仕様の緩和などの対応をすることなく、採用見送りに至った。ただし、後に1機のF-111B（機体番号1510974）は1968年7月に空母「コーラル・シー」で着艦試験を行ったが特に問題はなく、海軍の要求が過剰であったことを示している。

### VFXプログラムの立ち上げとグラマン案の採用
当時海軍で使用していたF-4 ファントム IIおよびF-8 クルセイダーはソビエト連邦の新型機などの出現により早晩質的優位性を失ってしまうものと考えられていたため、海軍はF-111B不採用を決定後、直ちにVFX（Carrier-based Fighter Experimental）プログラムを立ち上げた。
1967年10月にグラマン、マクドネル・ダグラス、リング・テムコ・ボート、ジェネラル・ダイナミクス、ノースアメリカンの5社はこの要望に応札、グラマン社とマクドネル・ダグラス社が残った。翌年マクドネル・ダグラス社はモデル225を、グラマン社はモデル303を提示。最終的にグラマン社が落札した。グラマン社の案は管制システム、ミサイル、エンジンをF-111Bからそのまま転用したものだった。

### F-14の開発
F-14は当初、F-111同様垂直尾翼が1枚だったが、海軍の異議に応じて垂直尾翼を2枚とした最終案が1969年3月に採択された。開発を急ぐ海軍とグラマン社は、試作機による性能評価の結果を踏まえつつ開発した量産型を制式採用し発注するという従来の開発手順を踏まず、いきなり量産型の生産に入り、スローペースで生産する先行量産型でテストを行うクック・クレイギー計画を採用し、まず12機の先行量産型を製造した。そして、先行量産型の各機に受け持ちの性能評価項目を振り分け、迅速に開発を行うこととした。

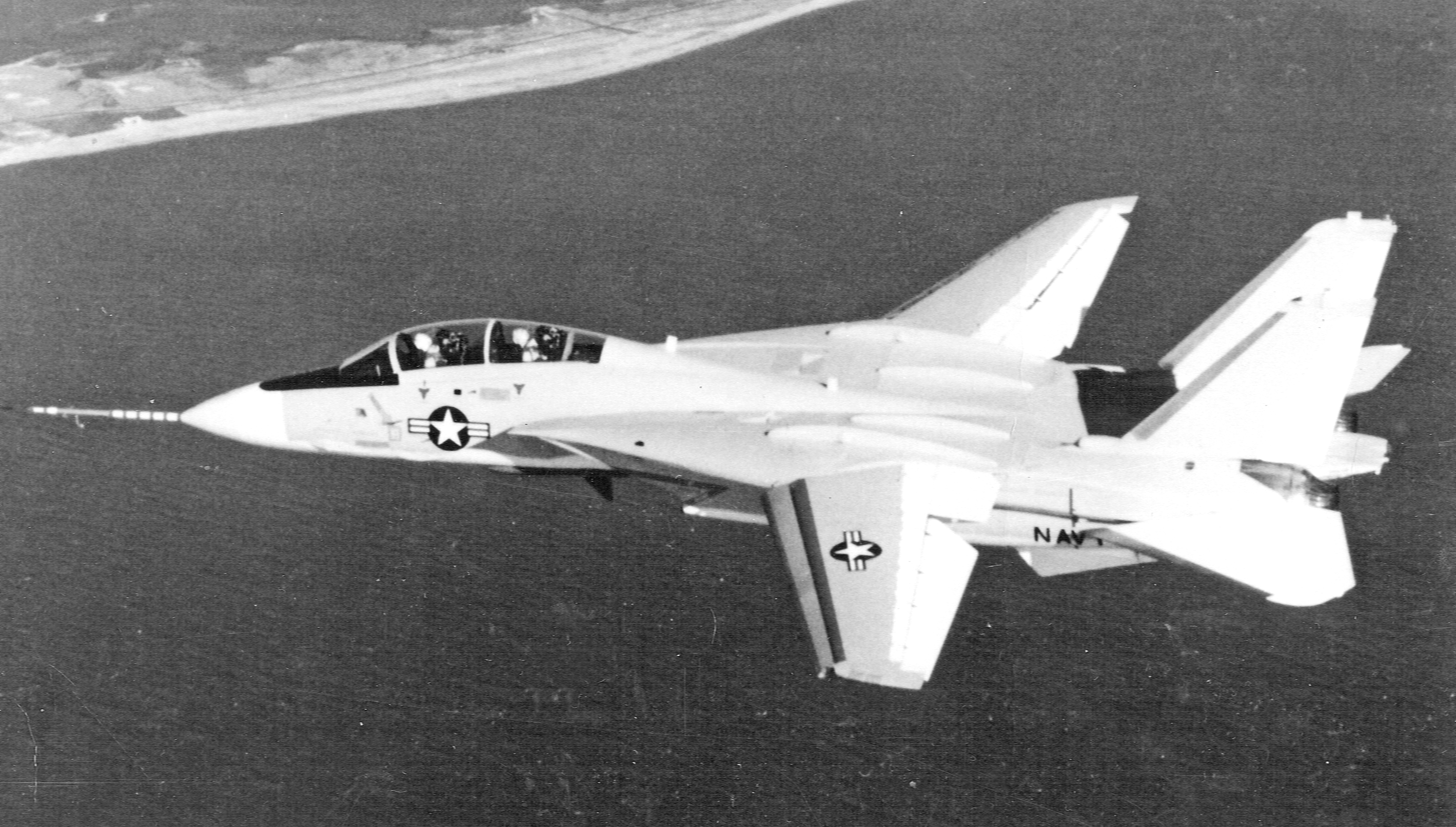
YF-14A

初飛行は1971年1月を予定していたが前倒しされ、1970年12月21日に試験飛行責任者のロバート・スマイズとプロジェクト・テスト・パイロットのウィリアム・ミラーによって敢行された。この飛行は悪天候と視界不良のために短時間で切り上げられた。9日後に再度飛行試験が行われたが、着陸の際に降着装置の油圧系統が故障し、予備系統も作動せず、試作機は墜落した。操縦士は射出座席で脱出したが、軽傷を負った。この時製作中の12号機を1X号機として試験に割り当てたため、試作機は都合13機である。
この設計ミスを修正した2機目の試作機は1971年5月24日に初飛行を行った。この試験機は低速度での動作確認、可変翼、および火器の動作確認に割り当てられた。3機目は搭載重量を増やしての飛行、4、5、6機目はポイントマグー海軍基地でAWG-9/AIM-54の搭載試験を行った。このうち5機目は1973年6月20日スパローミサイルの発射試験で自機に命中するという珍しい事故で墜落している。この事故の原因はスパローを下に打ち出す力が足りないことにあった。その結果、発射後に急上昇して高度を稼ぐようになっているスパローとの高度の再交差までの時間が不足し、その間にF-14を追い越せなかったスパローがF-14の機体下面に激突したものである。7機目はF401エンジンに換装された。8機目は生産ラインのデータ確認に使用され、9機目、11機目はレーダーとその他のシステム確認に割り当てられた。11機目は地上標的に対するM61 バルカンによる攻撃テストにも使用されている。10機目は海軍試験場で航空母艦での発着を想定した試験に使用された。
海軍による最初の試験飛行は1971年12月16日に行われたが、搭乗員からは着艦の際の挙動の制御が難しいためビースト（獣）と呼ばれた。翌1972年6月15日に最初のカタパルトを使用した発艦試験が空母「フォレスタル」で行われ、6月28日に初の着艦試験が同空母上で行われた。この10号機はのちに着艦に失敗し、操縦士は死亡している（火器管制員は同乗していなかった）。

### 運用開始と配備数の圧縮
F-14は初期導入機が老朽化しつつあったF-4の代替として1973年より配備が開始された。この年は第1次オイルショックによるインフレで諸物価が高騰、製造原価が海軍の買い取り値を超えた。グラマンは値上げを海軍に打診するも、海軍はなかなか首を縦に振らず、グラマンは多数のバックオーダーを抱えながら倒産目前にまで追いやられた。さすがに海軍も価格値上げを承諾せざるを得なくなった。
しかし同時に1973年は、アメリカ軍がベトナム戦争からの全面撤退が開始された年でもある。F-14の取得費用の高騰と、整備など諸費用が群を抜いて高いことが知られるようになると、野党の政治家をはじめとする各方面より強い非難を受けた。実際、民主党のハートキー（Hartke）とビンガム（Bingham）両上院議員から採用を非難する報告書が提出されるなどしたため、当初のF-14の配備予定数（722機）から最終的に313機にまで圧縮された。
その後も政治家やマスコミなどによる非難は止まず、更なる圧縮が計画されたが、当時のエルモ・ズムウォルト・ジュニア海軍作戦部長によって擁護され、免れることになった。
なおグラマン社の経営危機は、後述の通りイランが本機を採用したことによって、なんとか回避できた。

## 特徴

### 基本構造

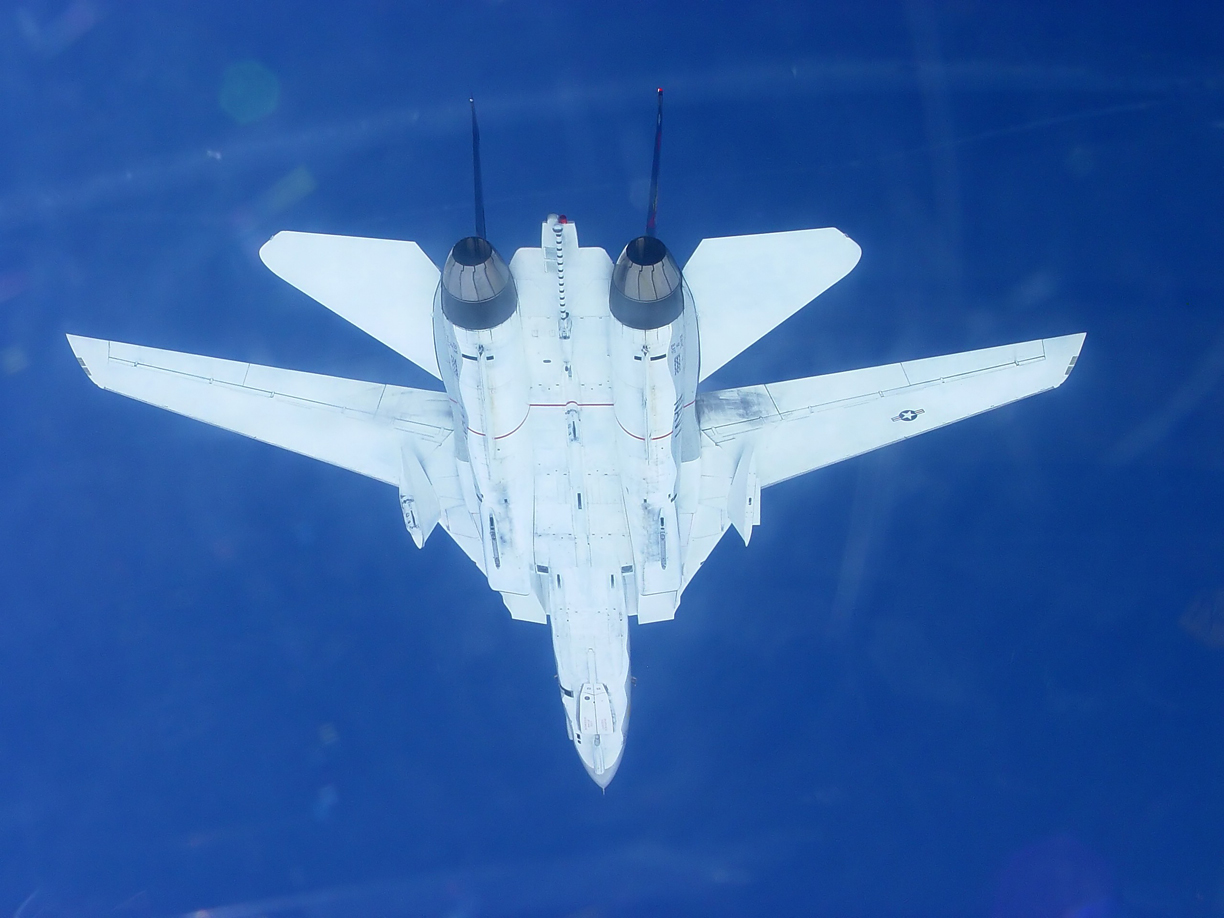
機体下面
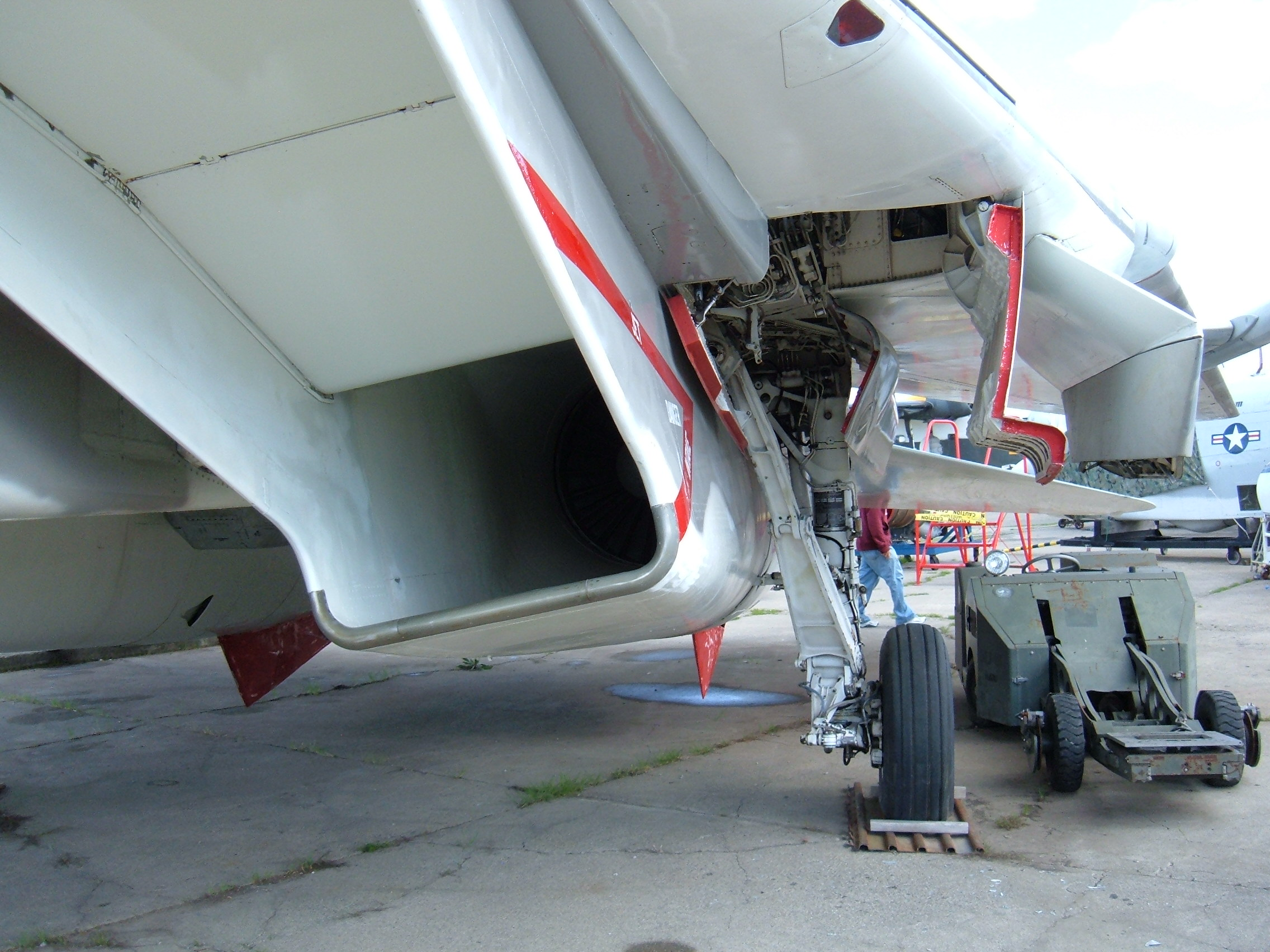
エアインテーク

F-14は艦隊防空戦闘機であり、長距離爆撃機から大量の空対艦ミサイルを発射するソビエト連邦軍の飽和攻撃戦術に対抗するために開発された。F-14の能力は防空に特化したものとなっている。これは攻撃機に対する要撃機として使用するためである。よってF-14は、格闘戦を重視したF-15やF/A-18とは異なる設計思想の元に開発された戦闘機といえる。
F-14の一番の特徴としては、AIM-54 フェニックス空対空ミサイルと、それを使用するための強力なレーダー火器管制装置を装備する点が挙げられる。操縦機構の付いていない後席には、F-4と同様にRIO（Rader Intercept Officer：レーダー迎撃士官）と呼ばれる専門のレーダー員が搭乗した。
元より航空機は迎角をつければ主翼以外の部分でもある程度の揚力を発生するものだが、F-14の機体には、リフティングボディ（揚力胴体）の技術が導入されており、その平たい胴体は揚力発生効果が高い。特に主翼前方にある固定翼部と後部胴体から、大きな揚力が発生するようになっている。これにより、機体が35度の大迎角を取っても揚力を増大させることができ、急激な機首上げを行った場合でも、その時の荷重は胴体部にかかり、主翼に大きな負担がかからないようになっている。主翼には、前縁に前縁スラット、後縁に機動フラップを装備しており、後述する可変翼機能と組合わせて低速飛行時の運動性を飛躍的に向上させている、また、主翼には、補助翼はなく、上部にスポイラーが装備されており、ロール機動（ローリング）を行うためには、左右の主翼のどちらかのスポイラーを上げる（スポイレロン）とともに、水平尾翼の差動（テイルロン）も合わせて行われる。また旋回半径については、後退角を自動制御によって最適化する。これらの効果もあり、実戦においてもMiG-23やSu-22相手に勝利している。
とはいえ、
- 艦隊防空を重視した機体設計
- 翼面荷重の高さ[注 5]
- 大型な機体による空力抵抗
- 可変翼の採用による重量
- 搭載エンジンTF-30の余剰推力の不足（高G旋回を行った後の運動エネルギーの回復が難しくなる）
- 神経質なエンジンを扱うためのスロットル操作の制限
- 最大9Gをかけられるとされているが実用上の限界荷重が6.5Gしかない[4]

などにより、同時期に開発されたF-15とのシミュレーション上の空戦は敗北しているほか、イラン・イラク戦争ではイラクのMiG-23に撃墜されてもいる。
実機を用いた模擬空戦においてはたびたび勝利し、2機のF-15を相手に1機で勝利したこともあるが、模擬空戦での評価が、実戦での評価に直結する訳ではない。
- 機体下面
- エアインテーク

### エンジン
エンジンの間隔を空けた双発エンジン配置は、流入空気の整流を容易にし、一方のエンジンの致命的な故障（被弾、爆発、火災、タービンブレードの破損による飛散など）の他方への影響を押さえることができるという利点がある。しかし、1発停止時の推力軸線と機体軸線とずれが大きくなるため、操縦はより困難になる。F-14では、開発当初から新エンジンへの換装を予定していたこともあり、2基のターボファンエンジンを胴体下面左右に間隔をあけて搭載し、左右のエンジンの間をミサイルの搭載場所として利用している。
F-14Aはプラット&ホイットニー社製TF30-P-412を搭載している。このエンジンはF-111Bで採用されたTF30-P-12の改良型でF-111Dにも採用されている。出力は12,350lbで、F-14の機体もF-111Bより軽量化されているため、推力重量比は向上しているが、F-15やF-16など同世代機との比較では劣っており、重量に対して推力不足と評されている。また、機体との適合性も悪く、エアインテーク付近での気流の乱れに敏感で簡単にサージング（コンプレッサーストールとも）を起こす。特に高迎え角飛行時かつアフターバーナー使用時においてスロットルを動かす際にエンジンがフレームアウトを起こしやすく、片方のエンジンがフル・アフターバーナー、もう片方のエンジンがフレームアウトという状況が生起した場合、前述の推力軸線と機体軸線とのずれが大きいことからフレームアウトしたエンジンの方向に大きなヨーイング・モーメントが発生する。ヨーイング・モーメントはまた、ローリング・モーメントを発生させることとなるが、この修正のためにラダーではなくエルロンを使用した場合、ますますヨーイングが加速し、回復困難なフラットスピンに陥ることが多い。このため、F-14のフライトマニュアルでは、高迎え角飛行時かつアフターバーナー使用時のスロットルの操作に制限を加えている。TF30を採用した全機種での重要障害は40にも及び、被害総額は10億ドルを越えている。
以上の問題は、まずF-111Bのエンジンと火器管制システムを流用して手っ取り早く実機を完成させ、その後に逐次性能向上を図っていくという開発方針によるものである。当初A型は最初の67機のみ製造し、プラット&ホイットニー社製のF401-PW-400に換装したB型を400機製造予定だった。
このF401-PW-400エンジンは空軍が後に開発したF100と同じくJTF22を基に設計された、安定性に加えて高出力、低燃費を目指すもので試作7号機（Bu No 157986）に搭載されたが、開発中に技術的な不具合に遭い、F-14の機体価格の高さから生産そのものを問題視される中での予算追加は困難とされた。そのため、このエンジンの実用化計画は消滅し、F-14Bの製造は開発段階で頓挫することとなった。2機目のF401搭載試験機（Bu No 15826）はほとんど完成していたものの試験飛行前にTF30に換装されている。
また、F401の計画が頓挫した後ゼネラル・エレクトリック F101を戦闘機用に改良したF101-DEFの装備が計画された。1981年7月14日には同エンジンに換装した試作7号機が初飛行を行い、ノンアフターバーナーでの発艦や燃費の向上、推力重量比で1を超えるなどの高性能を示したが、テストプログラムは9月には打ち切られ、製造されていた2機目のF101搭載機（Bu No 158630）は生産ライン上でA型へコンバージョンされた。結局、TF30の抱えた問題の解決はF-14B/DでのF101エンジンの派生型F110-GE-400の採用を待つことになった。

なお、TF30を装備した全部の機体に問題があったわけではなくBlock 95の67号機以降はエンジンがTF30-P-414A（推力5,600kg、アフターバーナー推力9,480kg）に換装され推力不足が若干解消したほか、エンジン制御がデジタル式となったことなどによりコンプレッサーストールはほとんど起こらなくなったとされる。

### ミサイル

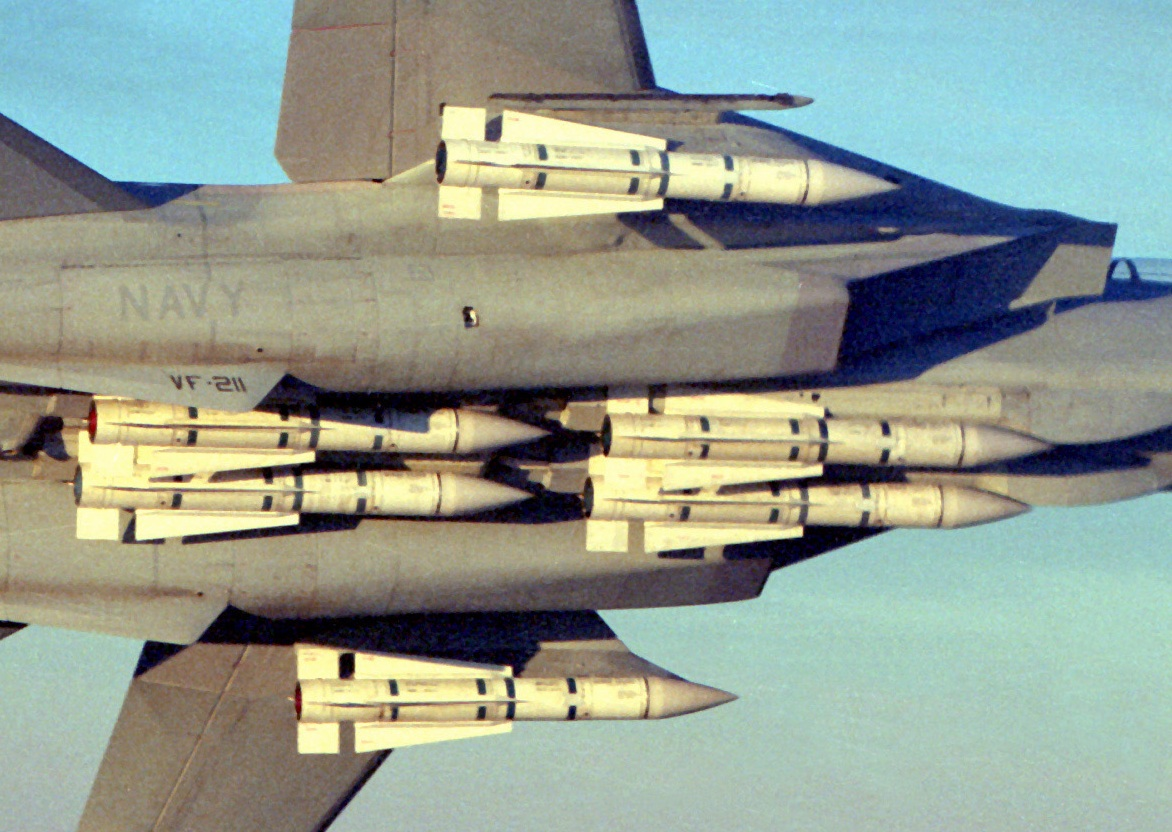
AIM-54最大装備状態

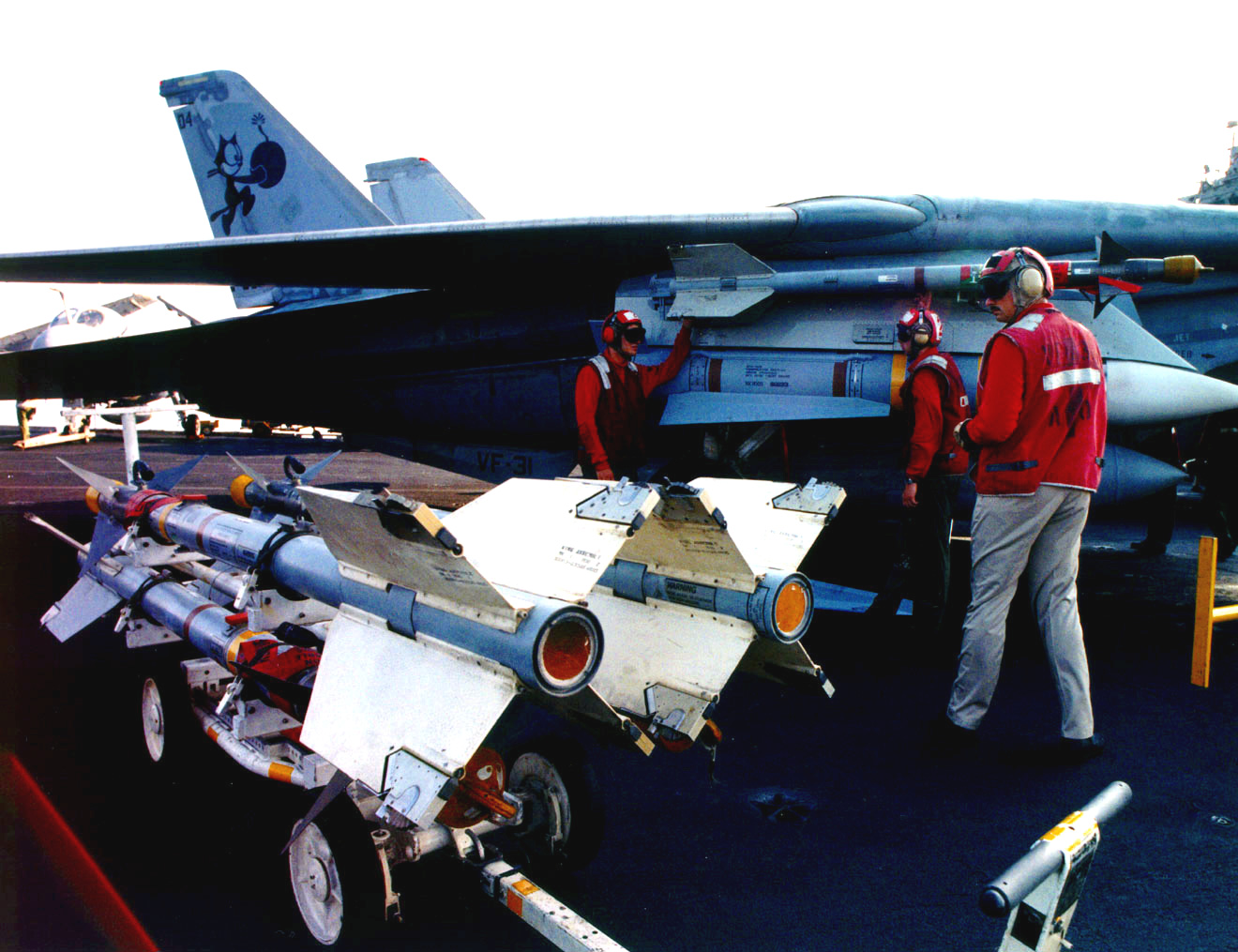
「カール・ヴィンソン」甲板上でのF-14とAIM-9

F-14が搭載するAIM-54 フェニックスは、アクティブレーダーホーミング長距離空対空ミサイルで、射程は200kmを超える。このミサイルはソ連のスタンドオフミサイルKh-22及び発射母機であるTu-22/22M爆撃機を空母戦闘群のはるか遠方で迎撃する目的で開発された。しかし、この高価なミサイルは大型で機動性が悪く、実戦使用例はイラン・イラク戦争と湾岸戦争時のみである。湾岸戦争時に一度使用した際は、最大射程で発射したため命中はしていない。イラン・イラク戦争での詳細はAIM-54 フェニックス#イラン空軍を参照。
AIM-54の他には、中距離空対空ミサイルであるAIM-7 スパロー、短距離空対空ミサイルのAIM-9 サイドワインダーも搭載できる。これらの空対空ミサイルあるいは爆弾などは、胴体下面の左右エンジン間にある4ヶ所のパイロンあるいはAIM-7用のランチャー、主翼根元に1ヶ所ずつあるパイロンおよびその側面にあるAIM-9用のレールランチャーの計8ヶ所に搭載する。
F-14の第一の目的は艦隊防空能力であるとされ、一応は対地攻撃能力を持っていたにもかかわらず、積極的に付加されなかった。このために特に空母戦闘群に対艦ミサイルで攻撃を仕掛けてくる可能性のあった唯一の国家であるソビエト連邦が崩壊した後、F-14の存在意義が大きく薄れていた。結果として、当時主流になりつつあった中距離空対空ミサイルAIM-120 AMRAAMの実弾発射試験には参加したものの、改修による延命効果と費用との勘案から搭載の制式化は見送られた。また、ウォールアイやAGM-88 HARMミサイルについてもF-14への搭載が検討され、後者についてはRDT&Eの組み込みが開始されていたが、結局両者とも搭載の制式化は見送られた。
なお、AIM-54は2004年9月30日にアメリカ海軍から退役した。
また、AIM-54の後継ミサイルとして小型かつフェニックスと同等の性能を持つAIM-152 AAAMが開発され、試験が行われていたがソ連崩壊による脅威の減少で開発が中止された。
搭載組み合わせ
艦隊防空任務
AIM-54最大搭載時
- AIM-9×2
- AIM-54×6

多目標対応時
- AIM-9×2
- AIM-7×2
- AIM-54×4

甲板発進迎撃時
- AIM-9×2
- AIM-7×3
- AIM-54×2

最長滞空時
- AIM-9×2
- AIM-7×6

偵察任務
- AIM-9×2
- AIM-7×2

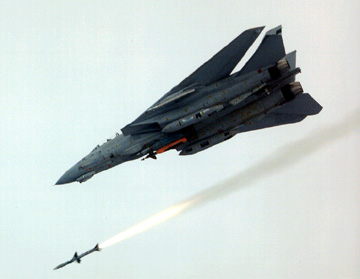
AIM-7を発射するF-14
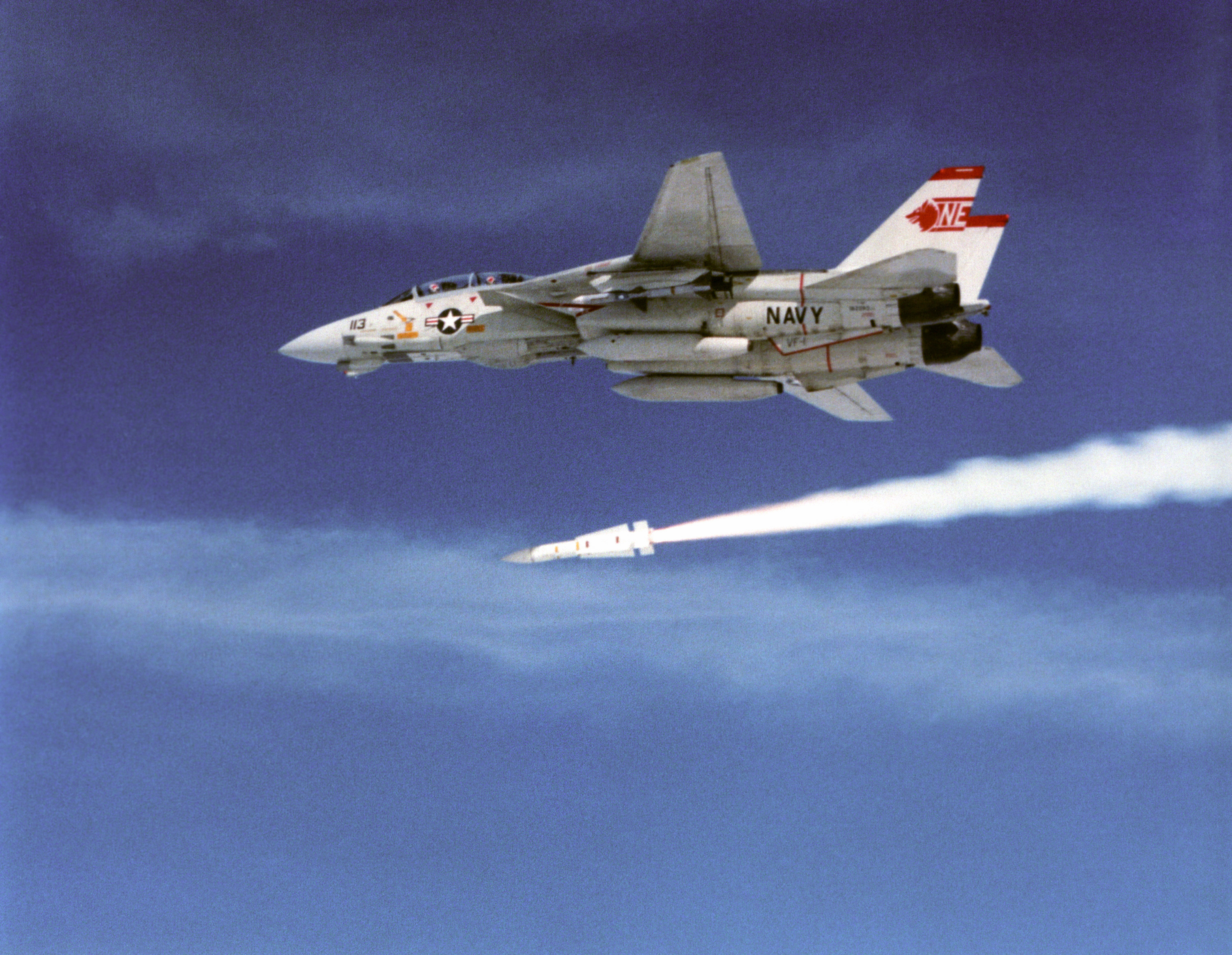
AIM-54を発射するF-14
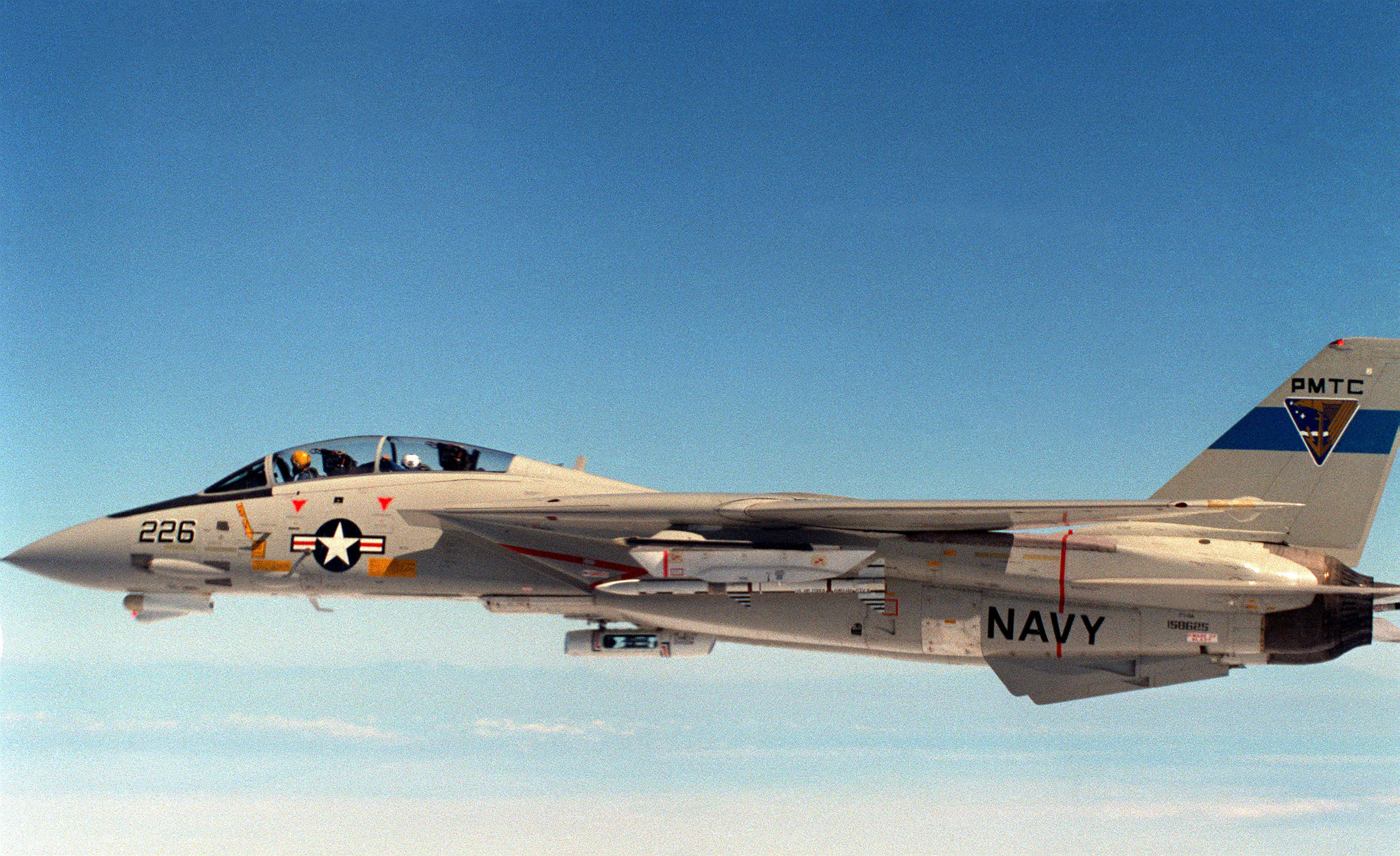
AMRAAMを搭載したF-14Aの試験機。ランチャーはAIM-7用のLAU-92を改造したものを使用
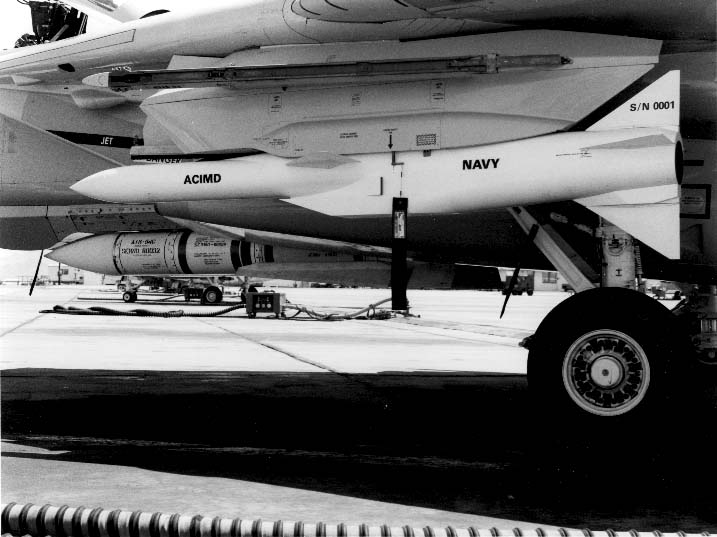
AIM-152を搭載したF-14

### 火器管制装置

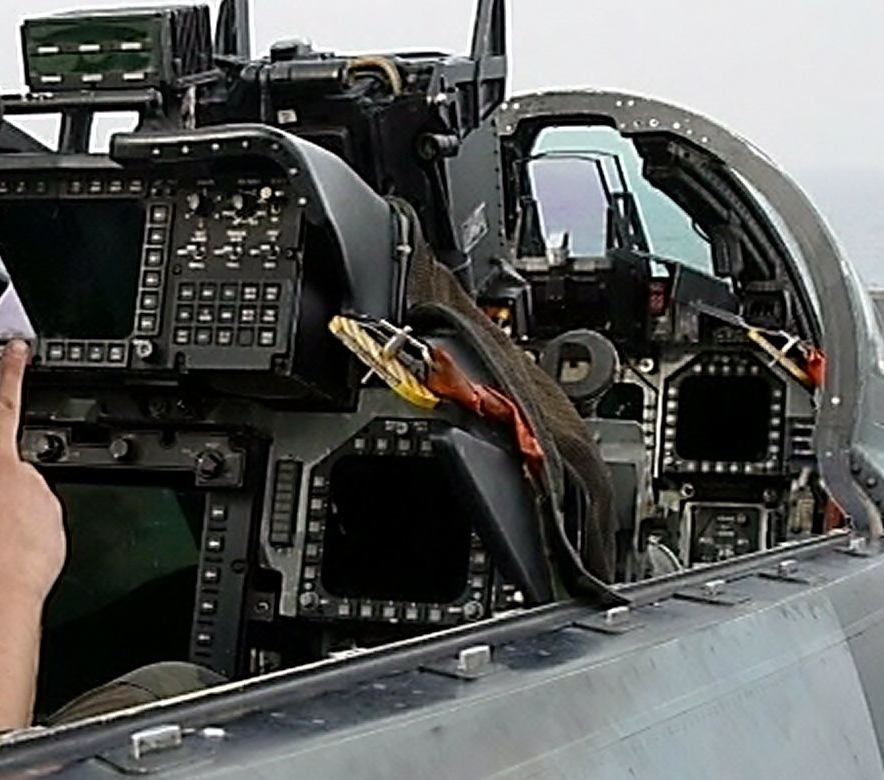
F-14Dの操縦席

F-14のレーダーAN/AWG-9は、最大探知距離が200kmを超える画期的な高性能レーダーである。操作は後部座席のレーダー迎撃士官が行う。AN/AWG-9は追跡（TWS）モードであれば、最大で24目標を同時追尾、そのうち6目標へAIM-54 フェニックスを発射し同時攻撃する能力がある。
前席からすべての武器の発射（および各種追加機器の操作）が可能だが、通常は中射程以上のミサイルの操作は後席のレーダー迎撃士官が行い、前席の操縦士は操縦に専念することで乗員の負担を分配している。ただし機関砲やサイドワインダーの様な短距離ミサイルの操作は前席からのみとなっている。
AN/AWG-9は、戦闘機間データ・リンクであるリンク4C（TADIL-C）に対応している。これは従来、空対地データ・リンクとして用いられてきたリンク4Aの発展型で、当時用いられていた空対空のデータ・リンクとしては最大容量のものであった。なお、リンク4Cの運用に対応しているのはF-14のみである。改良型のF-14Dではデジタル式へ変更したAN/APG-71が搭載され、電子妨害の耐性などが向上したほか、JTIDSが組み込まれたことでリンク 16に対応している。
計器類はアナログ式でレーダースコープもブラウン管だったが、飛行特性が変化する可変翼であるためエア・データ・コンピュータには最初期のマイクロプロセッサであるMP944で構成されたセントラル・エア・データ・コンピュータ（ギャレット・エアリサーチ製）が採用されるなど、当時最先端のアビオニクスが採用されている。

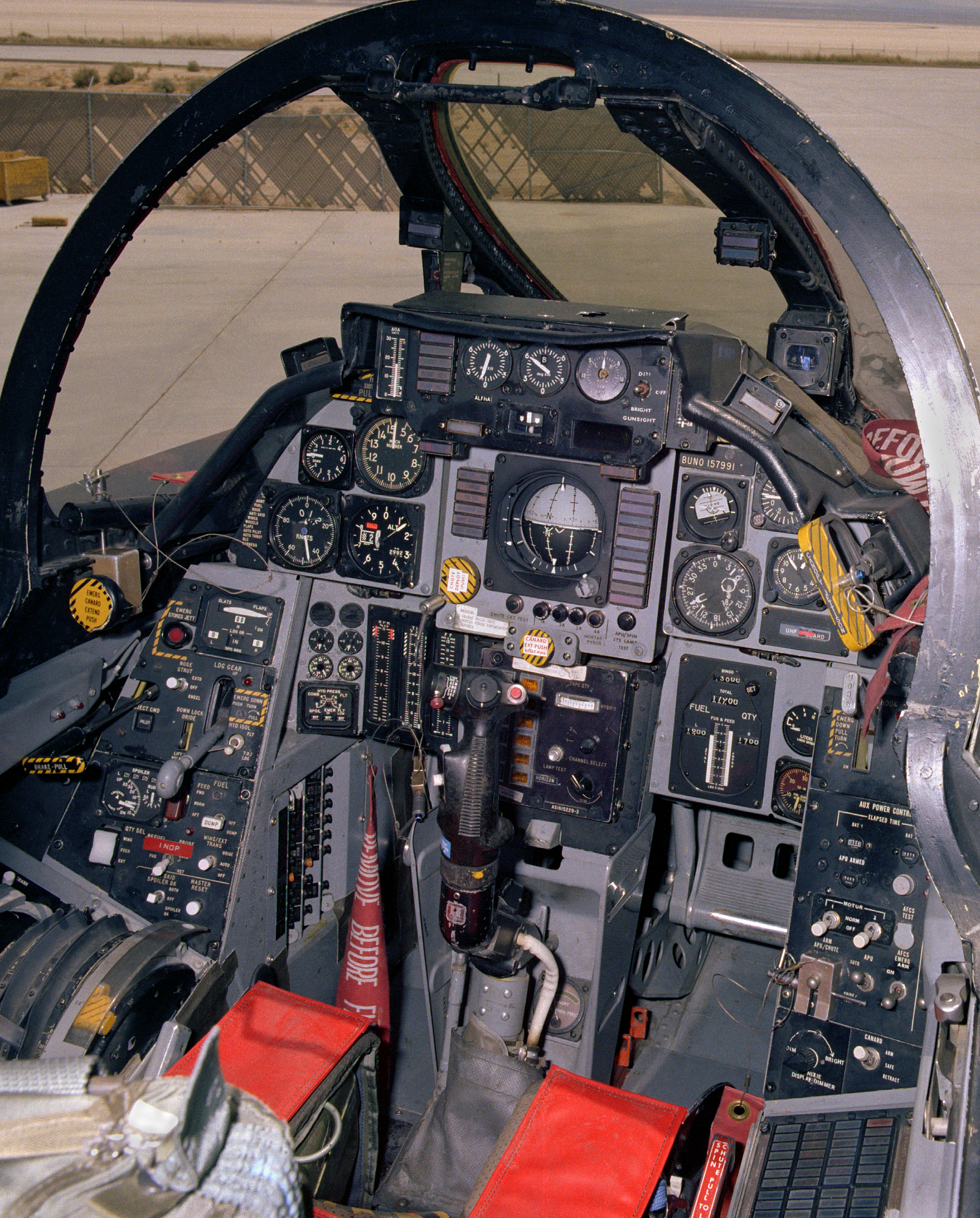
F-14Aの操縦席
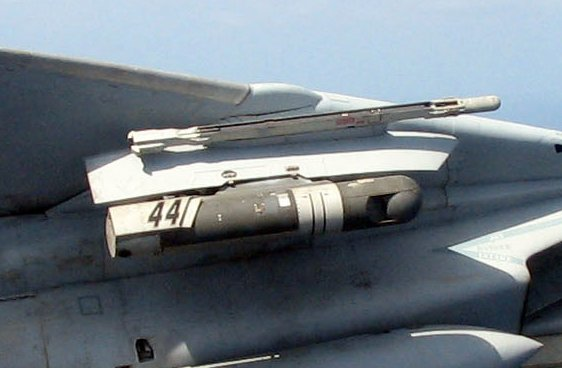
F-14Dに搭載されたLANTIRN
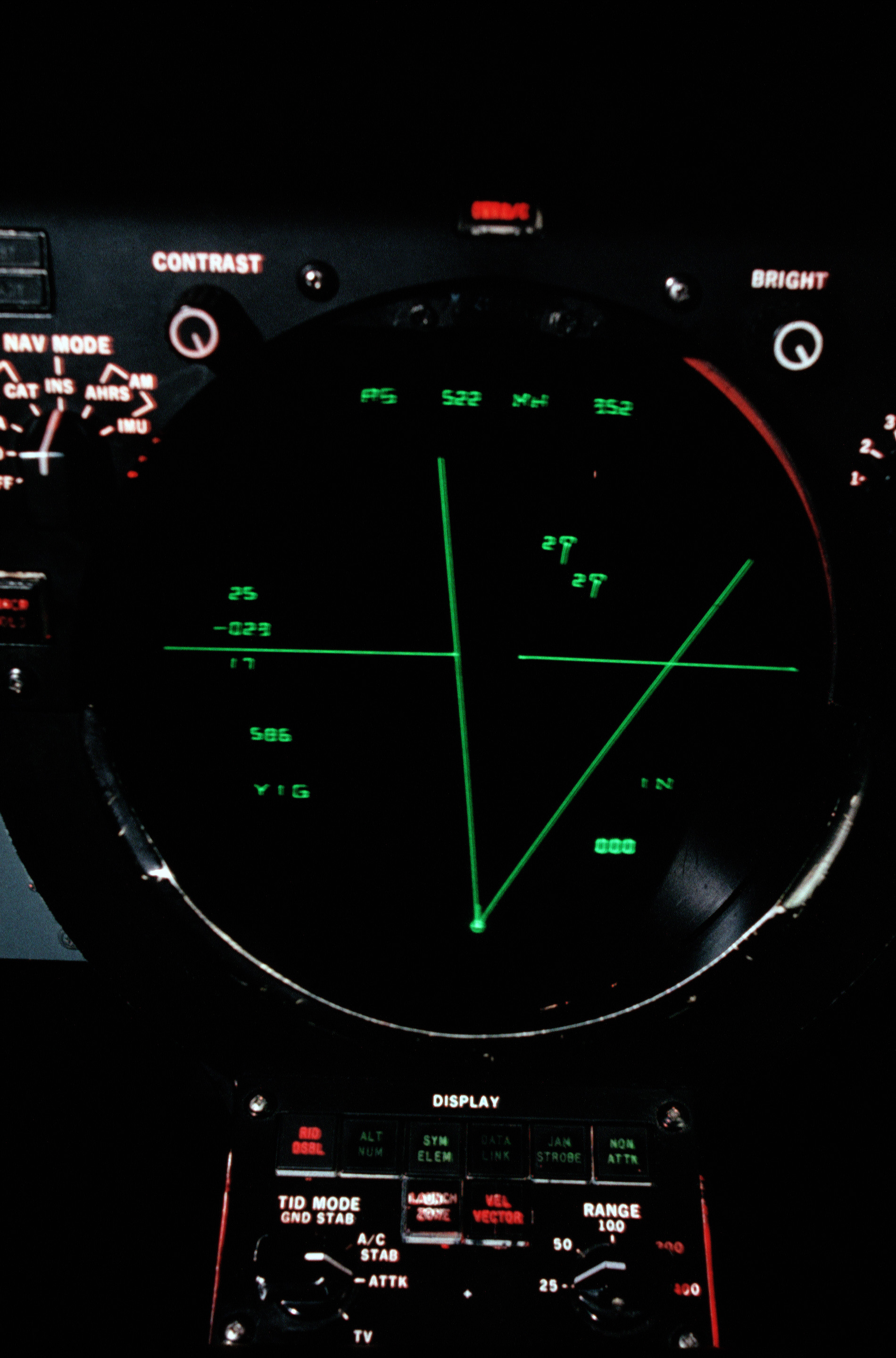
TID

### 電子光学システム

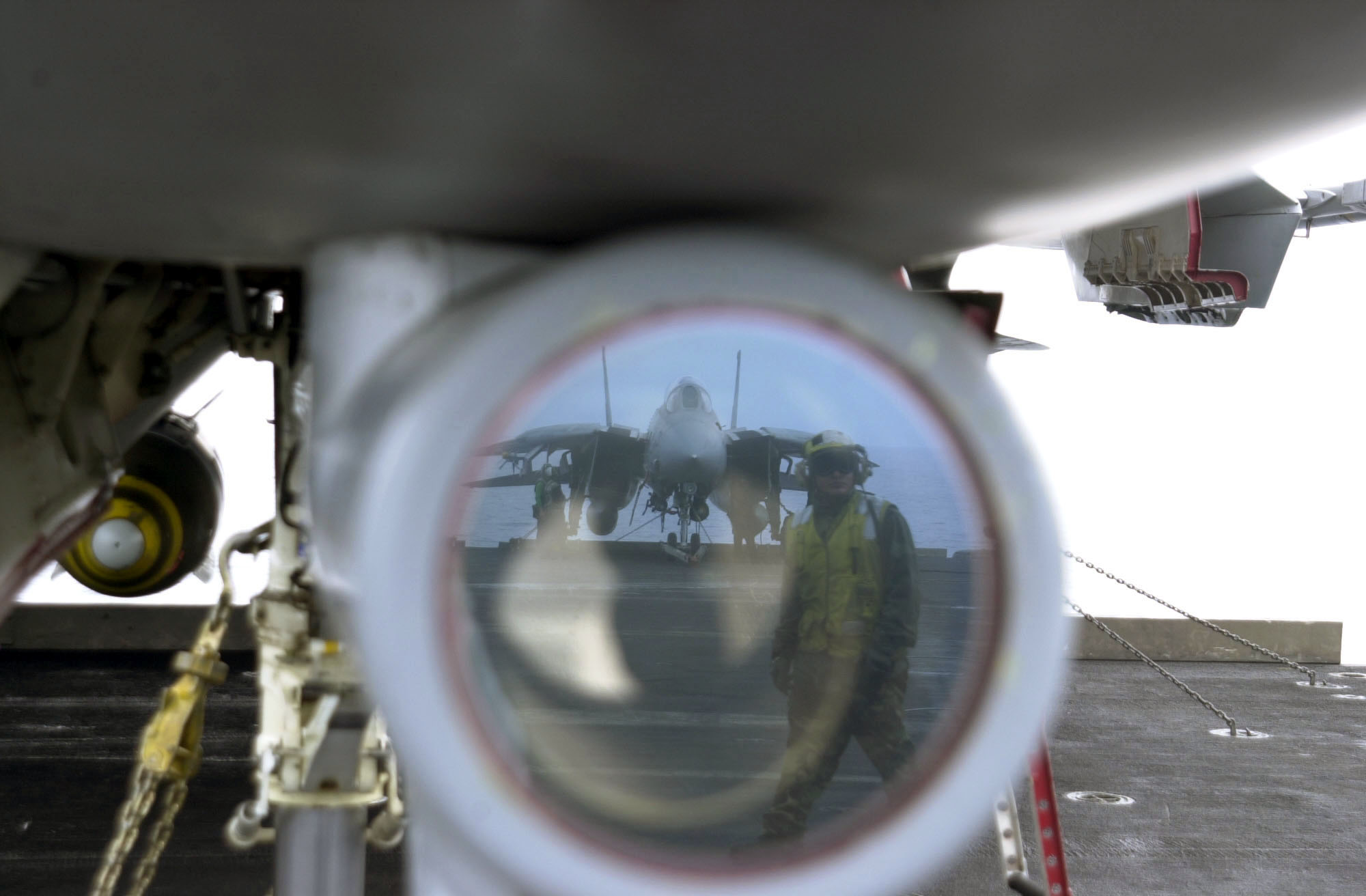
機首に装備されたAN/AXX-1 TVカメラセット

初期のF-14Aは機首の下にレーダーと連動または独立して使用することができるAN/ALR-23赤外線探索追跡装置（IRST）が装備されていた。ただ、このIRSTはアフターバーナーを使用している敵航空機を185km以遠で探知できる性能を持つが旧式化し、性能も満足のいくものではなくなっていったため、1980年代にはノースロップ社AN/AXX-1 TVカメラセット（Television Camera Set、TCS）へ置き換えられている。AN/AXX-1は、DC-10クラスの大きさなら85nm（153km）、F-111クラスなら40nm（72km）、C-130クラスなら35nm（63km）、F-5クラスなら10nm（18km）の探知距離を持つ。しかし、TCSは夜間や雲がかかっている状況などでは役に立たないため、F-14Dでは最新型のIRST AN/AAS-42と左右に並べて配置し、併用している。

### 電子対抗機器

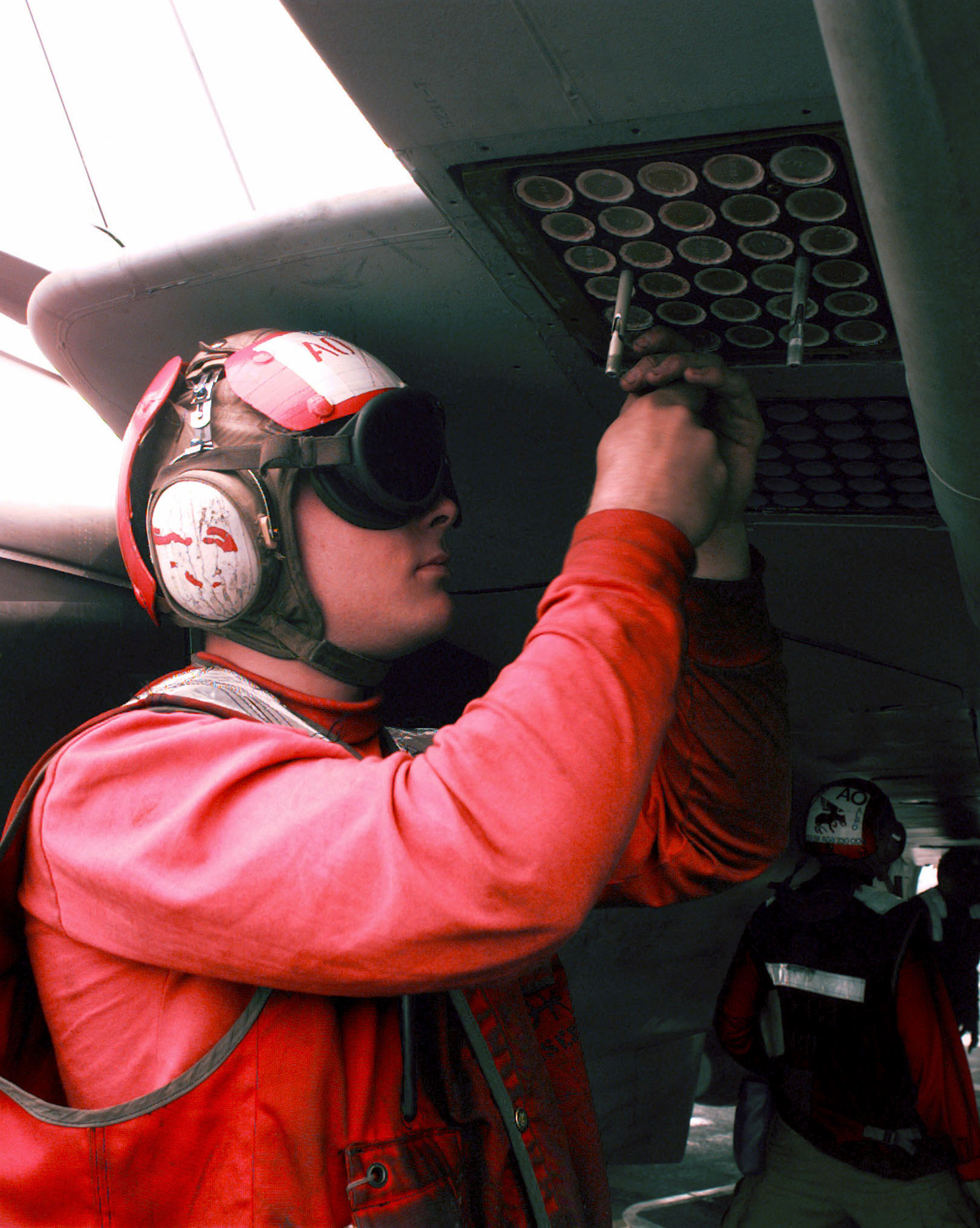
チャフ・フレア・ディスペンサー

| 型式          | 装備位置 | 搭載機 |
| ------------- | -------- | ------ |
| AN/APR-45     | 内部     | F-14A  |
| AN/ALR-50     | 内部     | F-14A  |
| AN/ALR-67     | 内部     | F-14B  |
| AN/ALR-67(V)2 | 内部     | F-14D  |

| 型式          | 装備位置 | 搭載機                       |
| ------------- | -------- | ---------------------------- |
| AN/ALE-29/-39 | 内部     | F-14A                        |
| AN/ALE-47     | 内部     | 改修によりすべての機体に装備 |
| AN/ALE-50     | 内部     | F-14D                        |
| AN/ALE-58     | 外部     | F-14A/B/D                    |

| 型式        | 装備位置 | 搭載機    |
| ----------- | -------- | --------- |
| AN/ALQ-100  | 外部     | F-14A     |
| AN/ALQ-126  | 内部     | F-14A     |
| AN/ALQ-126B | 内部     | F-14D     |
| AN/ALQ-165  | 外部     | F-14D     |
| AN/ALQ-167  | 外部     | F-14A/B/D |

### 可変翼
F-14の大きな特徴の一つとして、飛行中に速度によって主翼の後退角を変え、翼幅・翼面積・翼の平面形を変化させて、常に最適な揚抗比と主翼形状が得られる可変翼を装備しており、可変翼は後退角を20度から68度の範囲で動く。
可変翼はF-111でも採用していたが、F-111では巡航飛行時に操縦士が手動で角度を変更するのに対し、F-14ではマッハ・プログラム・コンピュータにより角度の自動制御を可能としている。この自動制御は速度に対応した最適化だけに留まらず、加速時には後退角を大きくして抵抗を減らして、マッハ2.34の最大速度で飛行することができ、旋回時には後退角を小さくし翼幅を広げて旋回半径を小さくしたりもする。F-4（J型）との比較では、加速性能で45%、旋回半径で40%、旋回率で64%向上している。この値は推力重量比や翼面荷重の比較からの計算値を上回っており、その分が可変後退翼による性能向上といえる。
後退モード切替スイッチはスロットルレバー側面にあり、自動（AUTO）モードにしておくと、マッハ後退プログラム（MSP:Mach Sweep Programmer）と呼ばれる自動可変システムにより、飛行速度と気圧高度の変化を検知して、主翼後退角を常に最適な位置に設定することが可能であり、マッハ0.4までの20度から線形に後退し、14,000ft以下の低空では0.6付近で約25度となり、そこから変化が急になり1.0付近で68度となる。20,000ft以上では0.7付近で約22度となり、1.0付近で68度となる。また、爆撃（BOMB）モードでは、主翼後退角を55度に設定され、正確な射爆撃を可能にしている。なお、MSPが故障した際には、最大角制限の下で手動により自由に後退角を変更することもできる。また、非常用レバーを使用することにより、20度、55度、68度、75度に設定ができる。ただし、75度の後退角では主翼と尾翼が重なる事になり、この状態で飛行した場合は主翼と尾翼の干渉で悪影響をもたらすため、これを使えるのは降着装置に荷重がかかっている時のみに限られている。そのため75度は後退角設定ではなく、他機種の主翼折りたたみ機構に相当する「空母上での収納スペースを節約し、取扱いを容易にするため」のモードである。
可変翼の主翼と機体の胴体との結合には、胴体の中央部に、チタンを真空中で電子ビーム溶接を使用して組立てられた、中央部タンクと主翼の取付け部分がある主翼中央部とで構成されている箱型構造部があり、主翼の取付け部分のピボット軸（旋回軸）にボール・ベアリングを介して取付けられており、箱型構造部に取付けられた油圧スクリュー・ジャッキにより、主翼後縁の一端を押したり引いたりすることにより主翼を可動させる。チタンを採用した理由には、強度確保と重量軽減を図るためであり、F-111で採用されていた鋼製のピボット軸において、ひび割れが多発していたためである。しかし、素材と工作技術の両面では製造コスト上昇の要因となった。

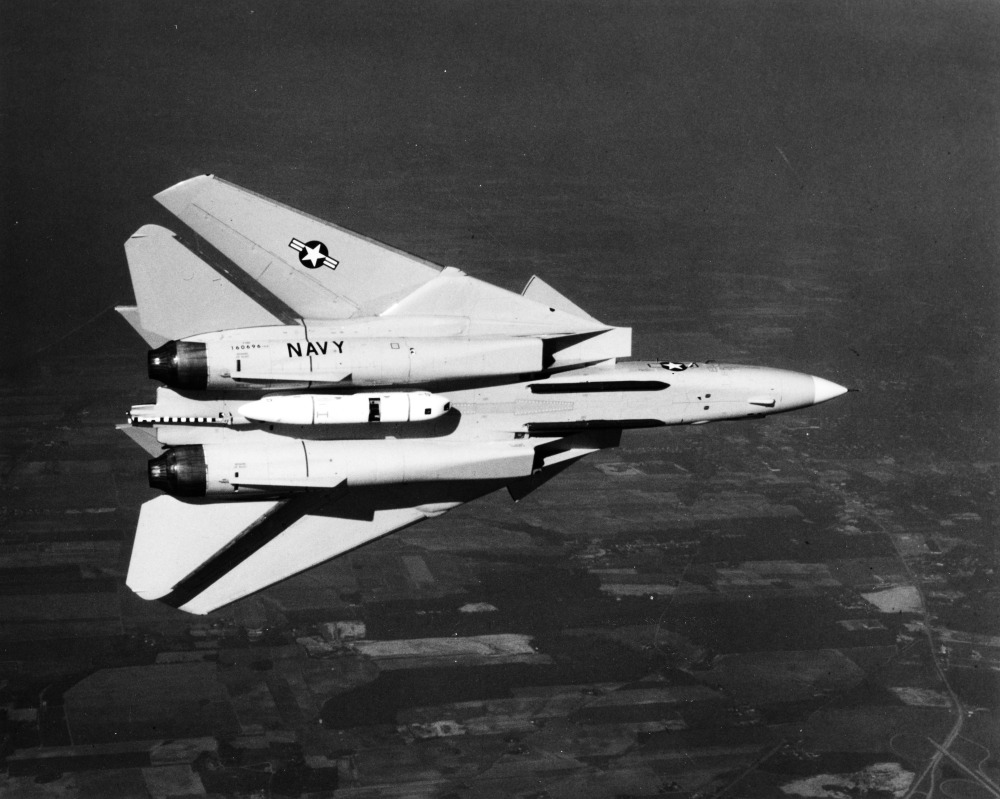
主翼付け根のグローブベーンを展開するF-14A

可変翼機は速度に応じて最適の揚抗比を得ることができるものの、主翼の後退による空力中心の移動、可動機構の複雑さや、可動部品、特に軸の強度確保を必要とするなどの面から、工数など諸コストの上昇を招く事が問題視された。また、重量増加もエネルギー機動性的には大きな問題であり、可変翼による性能向上効果が相殺される事となる。F-14に若干遅れて欧州機のトーネード戦闘機にも採用されているが、それ以降の採用は途絶えている。
当初F-14ではもう一つの可変翼として主翼付け根のグローブベーンを展開するようになっていた。これはマッハ1.4以上になると主翼付け根前縁から展開される小翼で、超音速飛行で揚力中心が後退するのを打ち消す狙いがあった。マッハ1.0-1.4では手動で操作でき、また、空戦モードにしておくと空戦フラップと連動して迎角とマッハ数に応じて作動した。さらには後退角55度の爆撃モードでは全開となった。しかし、飛行特性にほとんど影響を与えないことがわかり、A型機の運用当時では無効化され、B型およびD型機では搭載兵器との干渉をなくすために廃止されている。
戦闘爆撃機のF-111には可変翼部分にもパイロンが設けられ、後退角の変化に応じてパイロンも一定方向に向くように連動したが、本機には可変翼部分にはパイロンは設けられなかった。これによって機構はF-111と比べ簡易化したものの、後に本機に攻撃・爆撃能力を付加する際に、大きな欠点となった。

### 愛称
愛称「トムキャット」の由来は、可変翼の動きが猫の耳の動きに似ていることから名づけられた。かつてグラマン製戦闘機にシリーズ的に名付けられていた、猫もしくはネコ科の動物が含まれる愛称とは、直接は連続したものではないとされる。なお、当初愛称はシーキャットだったとされている。しかし、トム・コノリー海軍中将がこの機体の開発を強く支持していたことからトムの猫（英：Tom's Cat）という名で定着し、これに引っ張られるかたちでトムキャットという名になったと言われている。
一般には、グラマンのネコの名がついた戦闘機のシリーズと認識されることが多い。実際にも退役記念行事として、コンフィデレート・エアフォース（記念空軍）所属のF4F ワイルドキャット（正確にはゼネラルモーターズ製FM）、F6F ヘルキャット、F8F ベアキャットといった、ネコの名がつく一連のグラマン戦闘機と併走飛行を行ったことがある。F-14は失速直前でフラップを下ろした状態、逆にF4Fはほぼ全開出力での飛行だった。

## 改修

### 対地攻撃能力の付加

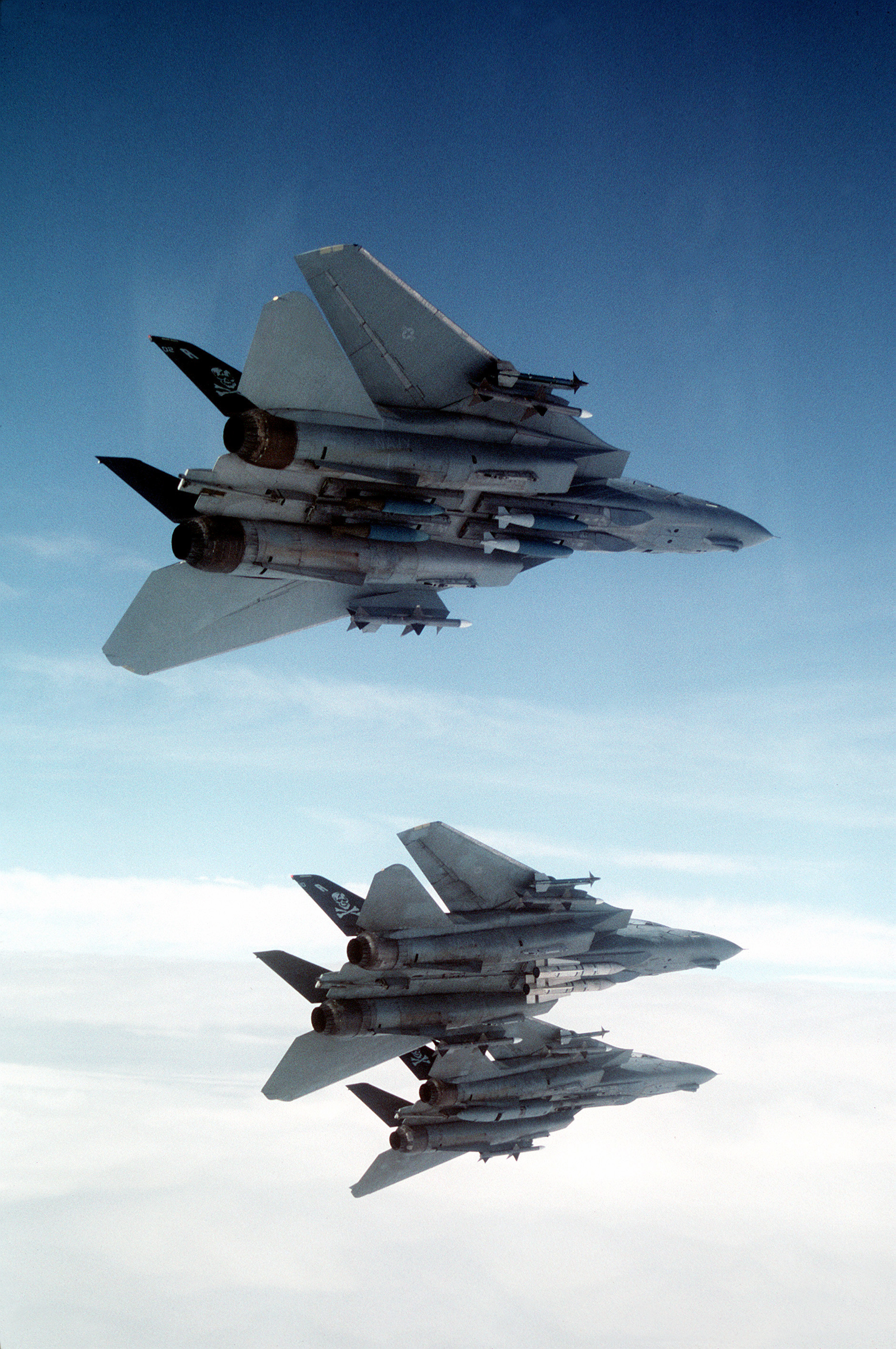
爆弾を搭載したF-14A

F-14は、当初搭載されたレーダーの能力などから空対空戦闘のみを考慮された戦闘機だったが、航続距離が長いことや搭載能力に余裕があるなどの利点があった。
湾岸戦争でのA-6の損耗率の高さと、後継機として開発されていたA-12アヴェンジャーIIやその代替案であるA-6Fの開発が中止されたことにより、A-6引退とF/A-18E/F スーパーホーネット配備までのつなぎとして、F-14の右主翼付け根のパイロンに、LANTIRNポッド（F-15EやF-16に搭載されているものにGPSとの連動機能を追加する改修が行われておりLTS（LANTIRN目標照準システム）と呼ばれた）を装備して対地攻撃能力を付与することとなった。
この改修によりポッド搭載のみでレーザー誘導爆弾などの使用が可能となった。この対地攻撃能力が付与されたタイプのことをボムキャットと呼ぶこともある（トムとボムを掛けている）。また、F-14Dではこれらに加えて空対地ミサイルの装備も検討されていたが予算の問題で計画は破棄されている。

### 偵察能力
F-14は偵察ポッド（TARPS）を装備し、偵察任務にも使用されている。RF-8の退役後、アメリカ海軍には専用の戦術偵察機がなく、F-14はその重要な代替機となった。1990年代から始まった空母航空団と飛行隊の改編ではTARPSとLTSを装備しない飛行隊から解隊・機種転換されていったことから、これらのポッドによってF-14が延命できたともいえる。
TARPSとLTSは同じ配線とコンソールパネル部を共用しているため同時に装備することはできなかった。
ちなみに、TARPSを装備した機体には「ピーピング・トム」（覗き屋トム、出歯亀の意）の別称があり、カメラを構えたトムをデザインした専用パッチもある。

### 低価格型
F-14Aは価格高騰が配備する上で大きな問題となっており、この問題を解決対策する必要が生じた。当時まだF/A-18の配備まで時間があったため代替機の選定が行われた。F-14では、AIM-54 フェニックスの運用能力を削除したF-14TやAIM-54の限定的な運用能力を持つF-14Xが提案されF-15NとF-4改良型と発注を争った。しかし、これらの案では老朽化したF-4と比べ大きな利点がなく、コスト面でも割に合わないことなどから選定より漏れている。
ちなみにこの選定ではF-4の改良型のF-4Sが選定され、F/A-18の配備まで使用されている。

### 要撃機型
上述の通りF-14に搭載された火器管制システムAN/AWG-9と、AIM-54 フェニックスは、要撃機への搭載を目的とする空軍との共同開発である。そのため、F-15と共に、老朽化したF-106に代わる要撃機としての採用が検討された。
要撃機としての能力は、上昇性能においてはF-15が優れるものの、ミサイルと火器管制システムの能力ではF-14が優れており、一長一短である。だが1970年代以降のアメリカ空軍は防空を軽視しており（それ以前にソ連の爆撃機の脅威を過大評価した事の反動である）、F-106後継機の選定は優先度の高い要件とはみなされず、結論を出さないままに立ち消えとなった。結局F-106は耐用年数の限界まで配備が続き、退役後はF-15およびF-16が要撃任務を引き継いでいる。

### スーパートムキャット21計画
1990年代前半に、アフターバーナーの使用なしでのマッハ1の巡航飛行（スーパークルーズ）が可能なエンジンの搭載やステルス性の付加、さらには改良型航空電子装置の搭載や本格的な対地攻撃能力の追加などにより、21世紀にも通用する戦闘機として、本機の発達改良型であるスーパートムキャット21やアタック・スーパートムキャット21などが計画された。これは、1980年代後期から1990年代前半にかけて開発・導入が検討されていた空軍のYF-22をベースに、主翼をF-14と同じく可変翼とした海軍の発達型艦上戦術戦闘機・NATF（F-22N）や、A-6E艦上攻撃機の後継機として計画されたA-12ステルス攻撃機の開発が最終的に中止されたことを受けたためである。
しかし、空対艦ミサイル搭載可能化をはじめとするマルチロール化の失敗、F/A-18の拡大改良型であるF/A-18E/F スーパーホーネットがF-14の後継機として採用されたことなどにより、最終的に"スーパートムキャット21"などの開発は中止された。

## 実戦経験
ベトナム戦争では、配備されたのが1973年にアメリカ軍が撤退した後だったため、1975年4月にアメリカ海軍と海兵隊が中心になって行われたアメリカ民間人のサイゴン撤退作戦のための上空支援に使用されたのみとなった。
1981年の対リビア作戦で初の戦果をあげており、空母「ニミッツ」から発艦したF-14が地中海シドラ湾上空で2機のリビア空軍Su-22M（シドラ湾事件 (1981年)）を、1989年1月にも同じく2機のリビア空軍機MiG-23ML（シドラ湾事件 (1989年)）を撃墜している。
1983年のレバノン内戦への介入、および1986年4月のベンガジとトリポリへの侵攻（リビア爆撃）を援護。作戦活動中に偵察を行った。
1991年の湾岸戦争では大規模な空中戦は行わなかったが（同戦争で戦闘機の撃墜を記録したF-15と異なり、自力で交戦規定全てを満たせる能力がなかったため自律的な交戦ができず早期警戒管制機などから射撃許可を仰ぐ必要があったことが大きい。また、イラク軍はイラン・イラク戦争でイラン空軍のF-14と交戦した経験から、F-14を非常に警戒し交戦を避けていた）、Mi-8ヘリコプターを撃墜している。一方、イラク軍の地対空ミサイルで1機が撃墜されている。
1993年からバルカン上空で、ユーゴスラビア紛争に絡み戦闘空中哨戒（CAP）および偵察を実施、1995年に初の爆撃を行った。コソボ紛争でもF-14が高速前線航空管制および爆撃を実施した。
2001年のアフガニスタン戦争では作戦の中心となり、前線航空管制（FAC）や、燃料積載量が少なく奥地まで飛行できないF/A-18Cの代わりに、F-14が誘導爆弾などを投下し、多数の戦果を上げている。
2003年のイラク戦争でも、誘導爆弾などを投下し、戦果を上げた。
2025年、イスラエルがイランを攻撃。この際、イスラエル側からイランのF-14を破壊する映像が公開された。

## 配備状況

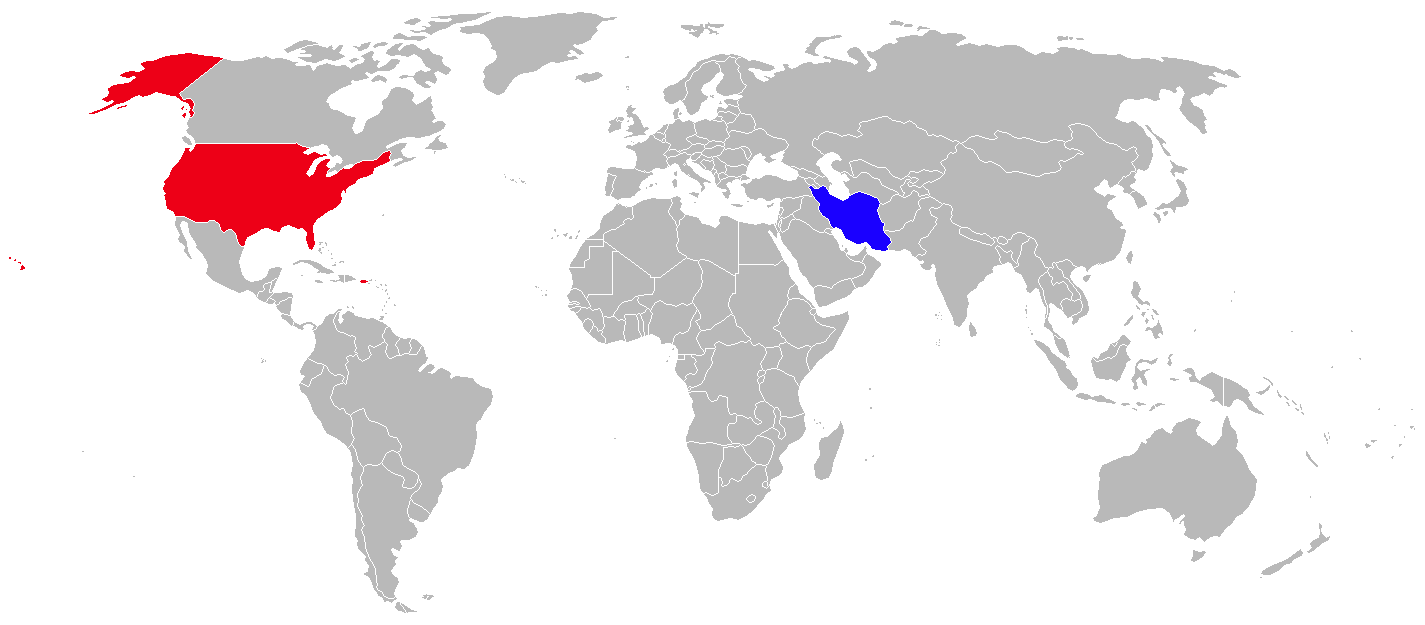
F-14の運用国。赤色の国ではすでに退役している

保守・整備の容易さと多用途性などに由来するコストパフォーマンス面からF/A-18E/F戦闘攻撃機への機種転換が進められ、最後に残った戦闘部隊VF-31トムキャッターズも2006年9月22日に解隊したため、アメリカ海軍のF-14は全機が完全退役している。

### アメリカ海軍太平洋艦隊
- アメリカ海軍戦闘機兵器学校（NFWS：Navy Fighter Weapons School）通称：トップガン - 1996年に海軍打撃作戦センター（NSWC）に吸収され、海軍打撃・航空作戦センター（NSAWC）として再編成
- 第1戦闘飛行隊 (VF-1 Wolfpack) - 1993年9月30日全機退役
- 第2戦闘飛行隊 (VF-2 Bounty Hunters) - 2003年7月1日にF/A-18FによるVFA-2へ再編成
- 第21戦闘飛行隊 (VF-21 Freelancers) - 1996年1月31日全機退役
- 第24戦闘飛行隊 (VF-24 Fighting Renegades) - 1996年8月20日全機退役
- 第51戦闘飛行隊 (VF-51 Screaming Eagles) - 1995年3月31日全機退役
- 第111戦闘飛行隊 (VF-111 Sundowners) - 1995年3月31日全機退役
- 第114戦闘飛行隊 (VF-114 Aardvarks) - 1993年4月30日全機退役
- 第124戦闘飛行隊 (VF-124 Gunfighters) - 1994年9月30日全機退役
- 第154戦闘飛行隊 (VF-154 Black Knights) - 2003年10月からF/A-18FによるVFA-154へと再編成
- 第191戦闘飛行隊 (VF-191 Satan's Kittens) - 1988年4月30日全機退役
- 第194戦闘飛行隊 (VF-194 Red Lightnings) - 1988年4月30日全機退役
- 第201戦闘飛行隊 (VF-201 Hunters) - 1999年1月1日にF/A-18AによるVFA-201へ再編成
- 第202戦闘飛行隊 (VF-202 Superheats) - 1999年12月31日全機退役
- 第301戦闘飛行隊 (VF-301 Devil's Disciples) - 1994年9月11日全機退役
- 第302戦闘飛行隊 (VF-302 Stallions) - 1994年9月11日全機退役

### アメリカ海軍大西洋艦隊

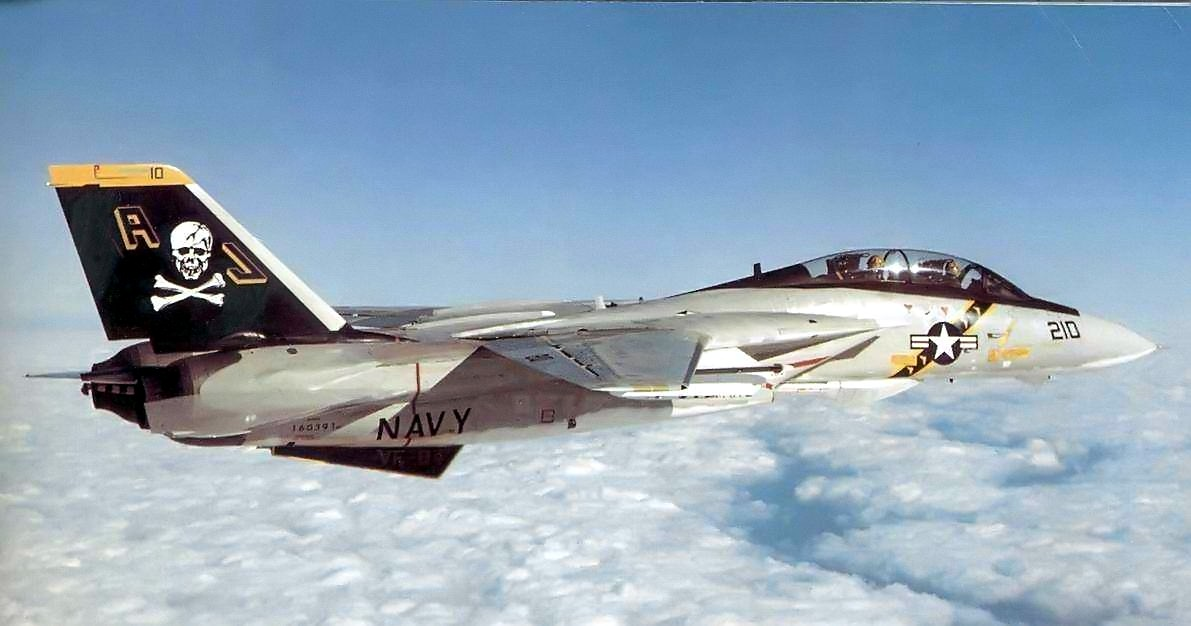
VF-84 ジョリーロジャースは1976年にF-4からF-14Aへと交代した

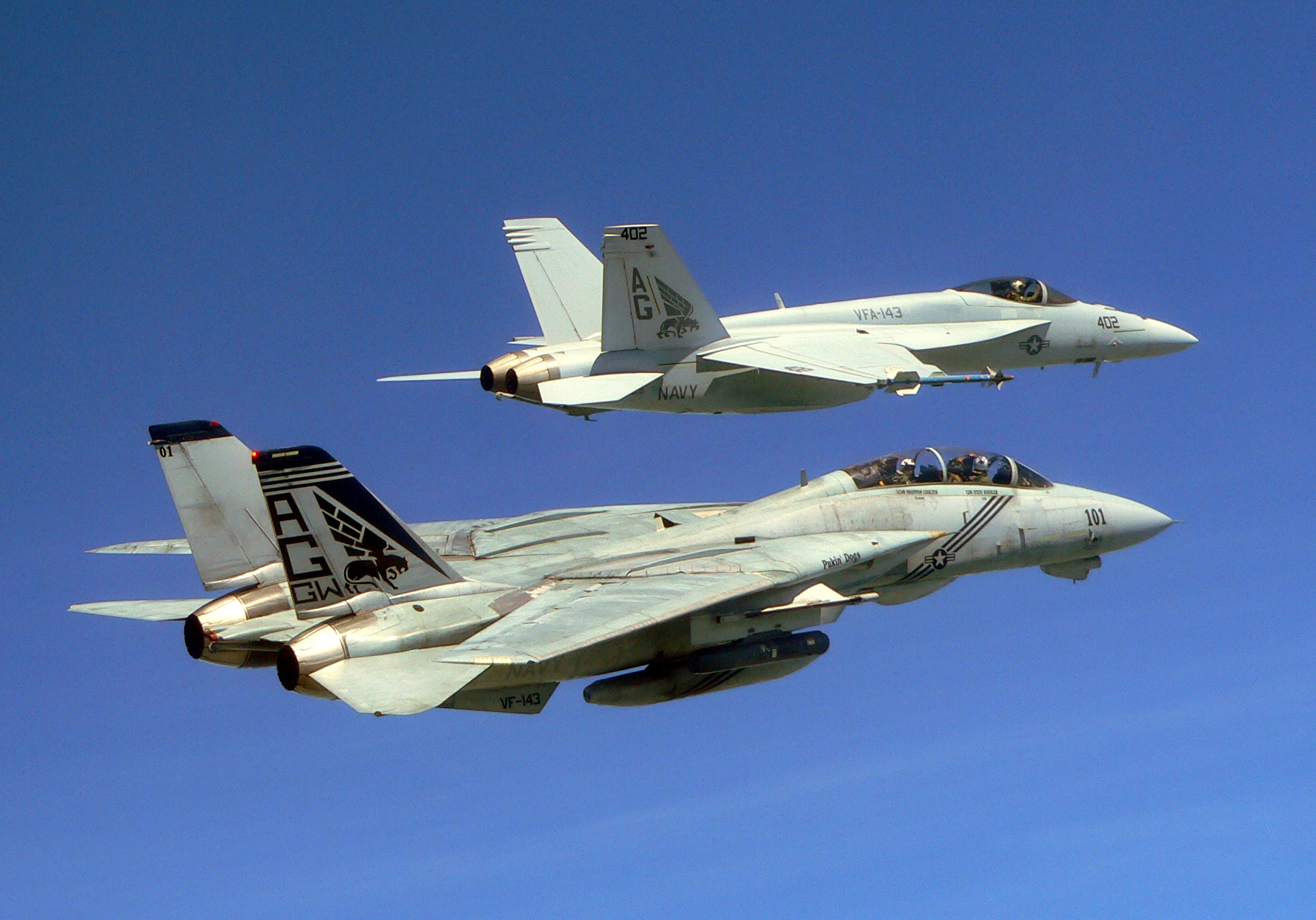
第143戦闘飛行隊のF-14とF/A-18E（2005年）

- 第14戦闘飛行隊 (VF-14 Tophatters) - 2001年12月1日にF/A-18EによるVFA-14へ再編成
- 第31戦闘飛行隊 (VF-31 Tomcatters) - 2006年10月にF/A-18EによるVFA-31へ再編成
- 第32戦闘飛行隊 (VF-32 Swordsmen) - 2005年10月1日にF/A-18FによるVFA-32へ再編成
- 第33戦闘飛行隊 (VF-33 Starfighters) - 1993年10月1日全機退役
- 第41戦闘飛行隊 (VF-41 Black Aces) - 2001年12月1日にF/A-18FによるVFA-41へ再編成
- 第74戦闘飛行隊 (VF-74 Bedevilers) - 1994年4月30日全機退役
- 第84戦闘飛行隊 (VF-84 Jolly Rogers) - 1995年10月1日全機退役
- 第101戦闘飛行隊 (VF-101 Grim Reapers) - 2005年9月15日全機退役
- 第102戦闘飛行隊 (VF-102 Diamondbacks) - 2002年5月1日にF/A-18FによるVFA-102へ再編成
- 第103戦闘飛行隊 (VF-103 Sluggers/Jolly Rogers) - 2005年5月1日にF/A-18FによるVFA-103へ再編成
- 第142戦闘飛行隊 (VF-142 Ghostriders) - 1995年4月30日全機退役
- 第143戦闘飛行隊 (VF-143 Pukin' Dogs) - 2005年前期にF/A-18EによるVFA-143へ再編成
- 第211戦闘飛行隊 (VF-211 Fighting Checkmates) - 2004年10月1日にF/A-18FによるVFA-211へ再編成
- 第213戦闘飛行隊 (VF-213 Blacklions) - 2006年5月にF/A-18FによるVFA-213へ再編成

### 試験評価飛行隊(Test and Evaluation Squadrons)
- 第4試験評価飛行隊 (VX-4 The Evaluators) - 1994年9月30日に全機退役
- 第9試験評価飛行隊 (VX-9 The Vampires) - 全機退役
- 第23評価飛行試験隊 (VX-23 Salty Dogs) - 全機退役

### ブルーエンジェルスでの採用
A-4Fの後継機の検討の段階において主力戦闘機であったF-14Aも候補に挙がっていた。しかし、F/A-18Aと比較し、ショーサイトに展開するにあたって、2.5倍の整備員と3倍近い予備パーツ、最低4基の予備エンジンを必要とし、コストも高かったことから、早々と候補から外されている。

### ギャラリー

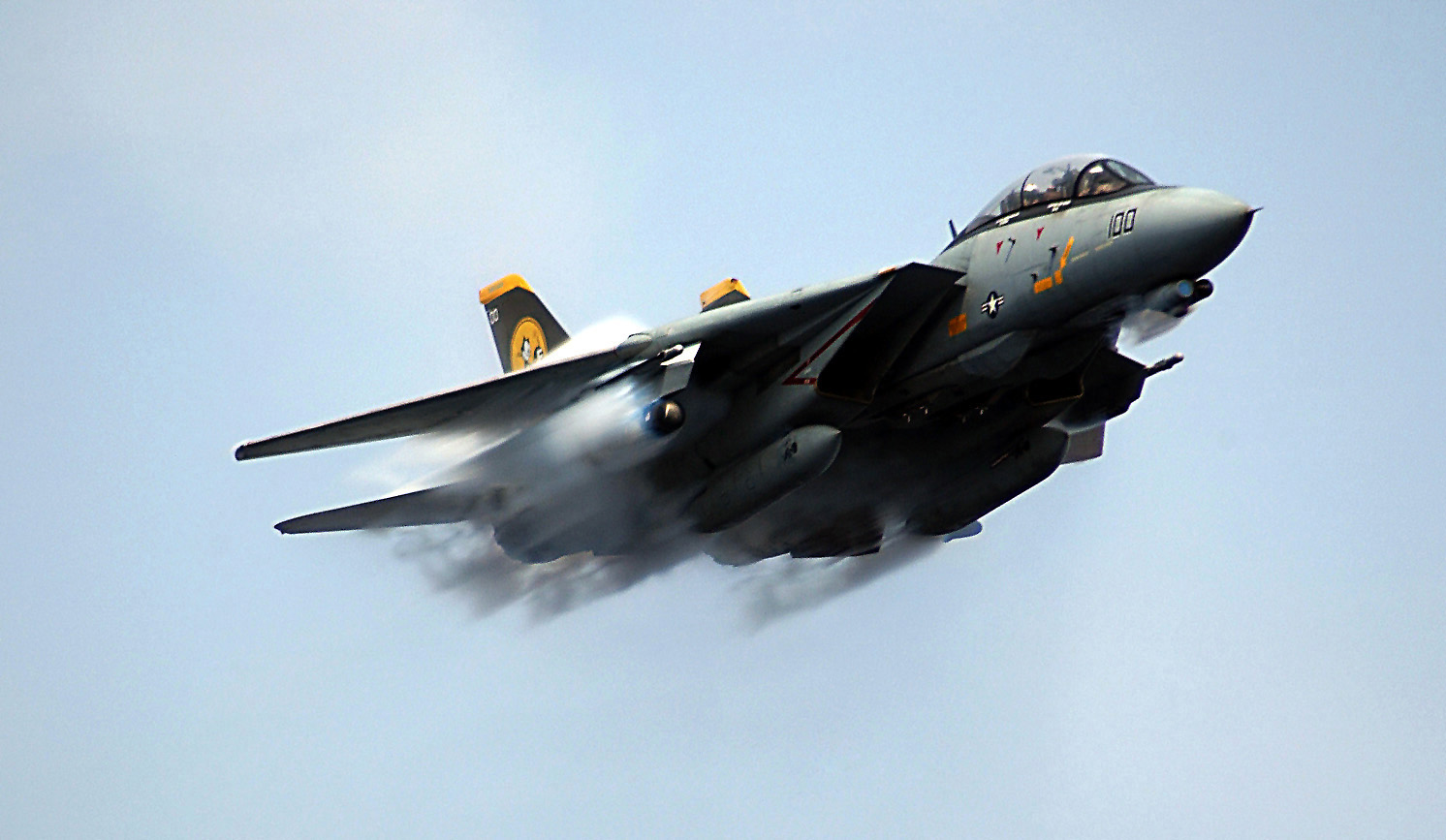
VF-31所属のF-14D（2006年）
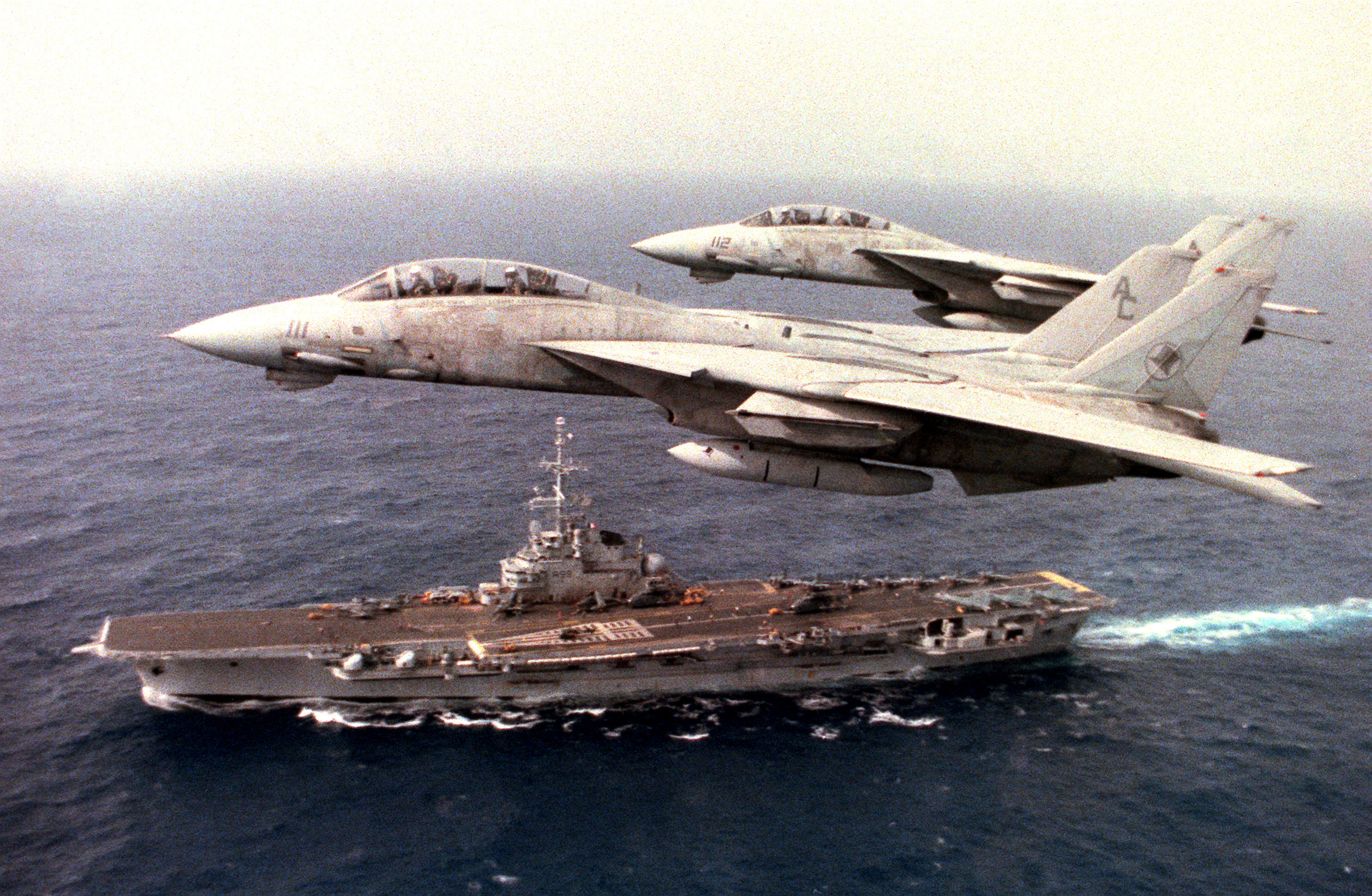
VF-14所属機
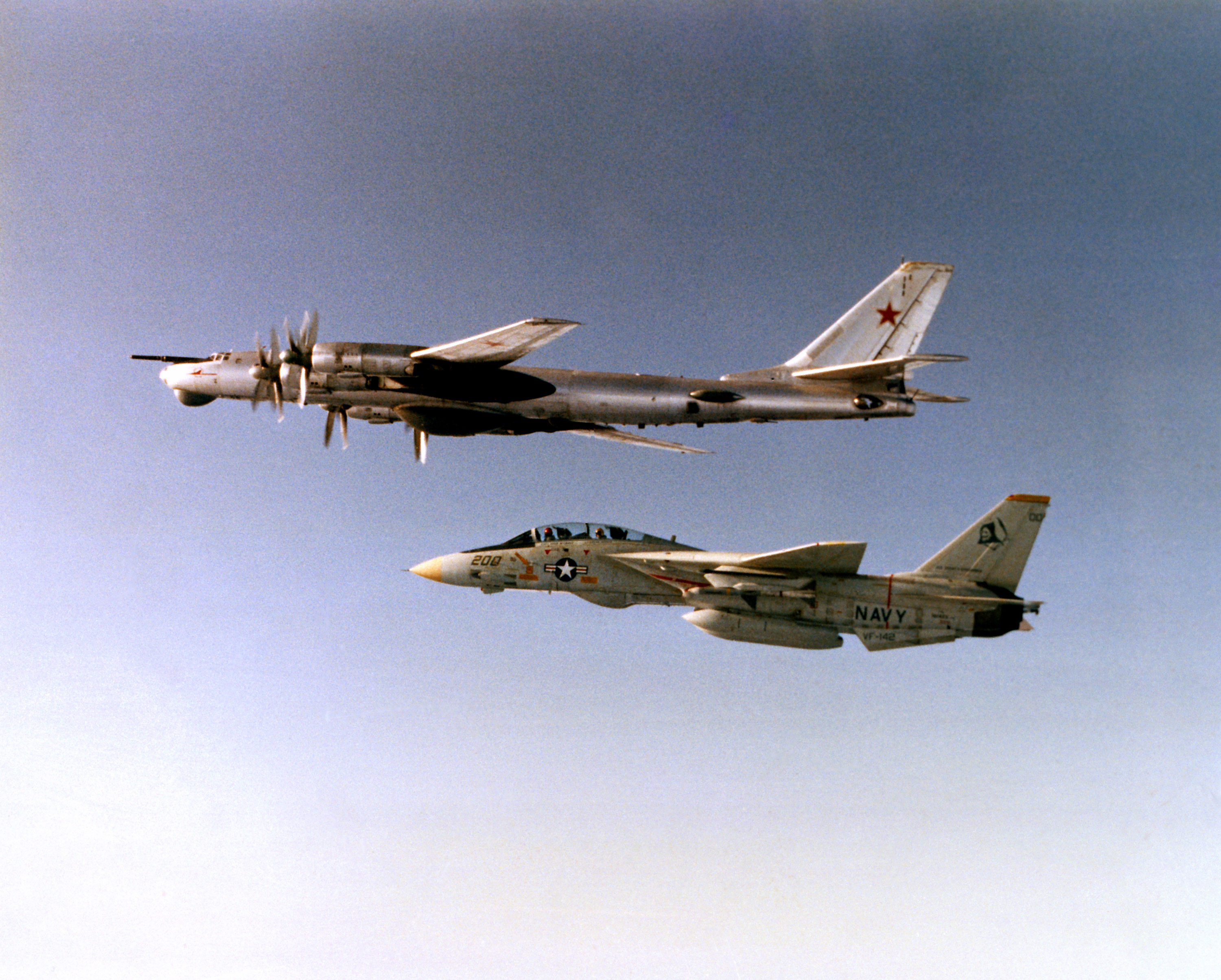
ソ連空軍のTu-95爆撃機を追跡するF-14
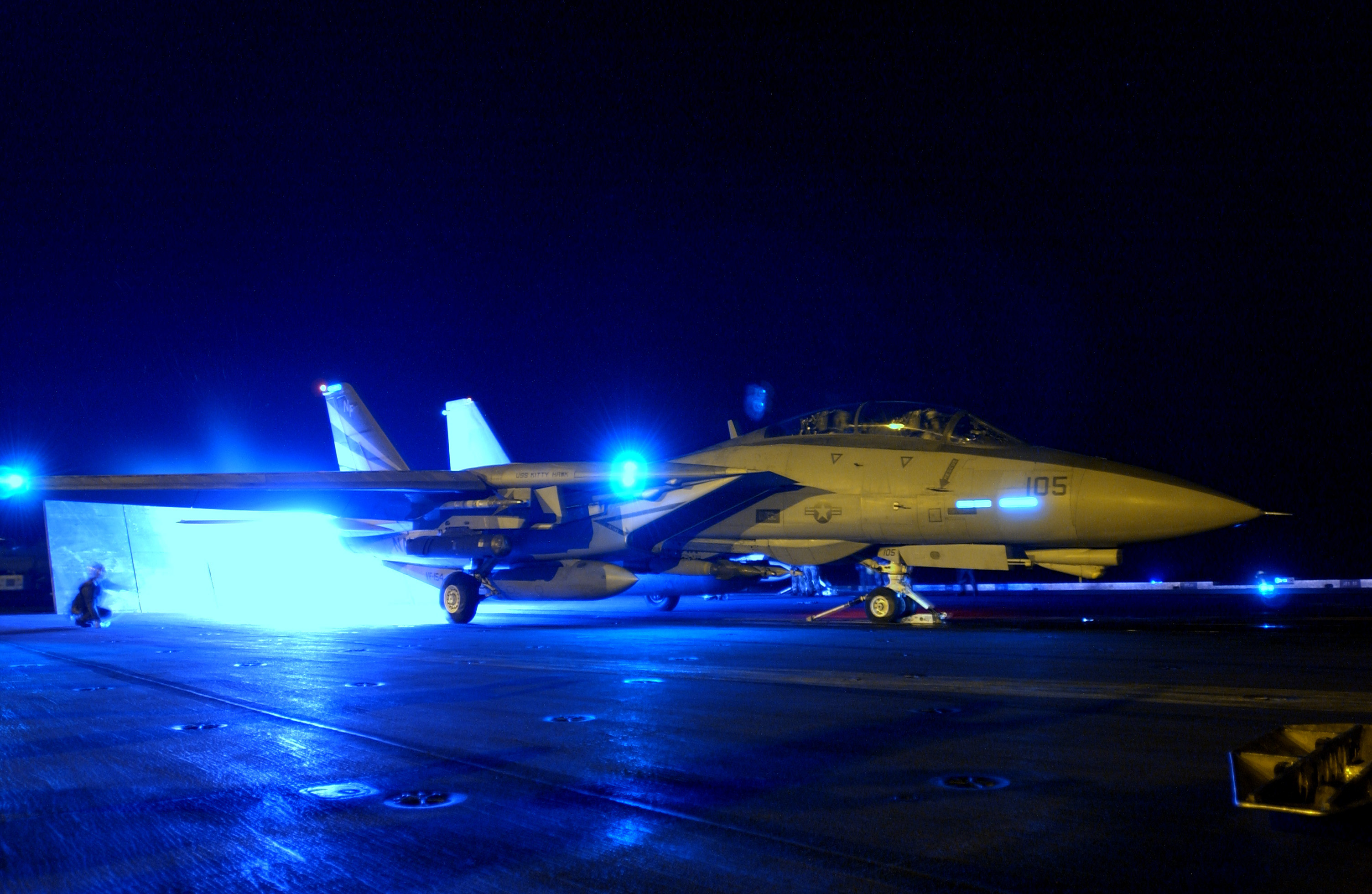
空母「キティホーク」から夜間発進するF-14D
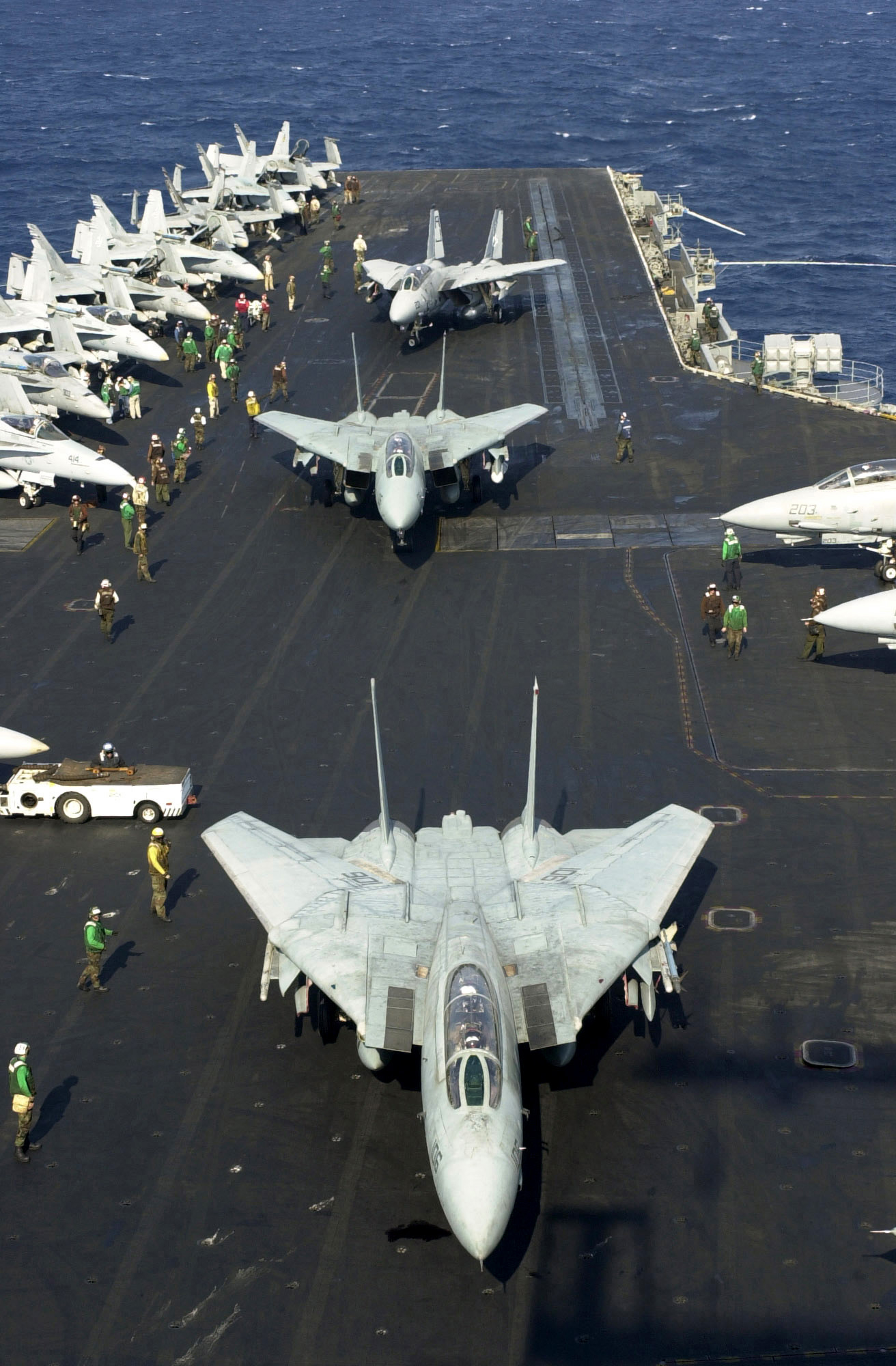
空母「エンタープライズ」艦上のF-14（2001年）
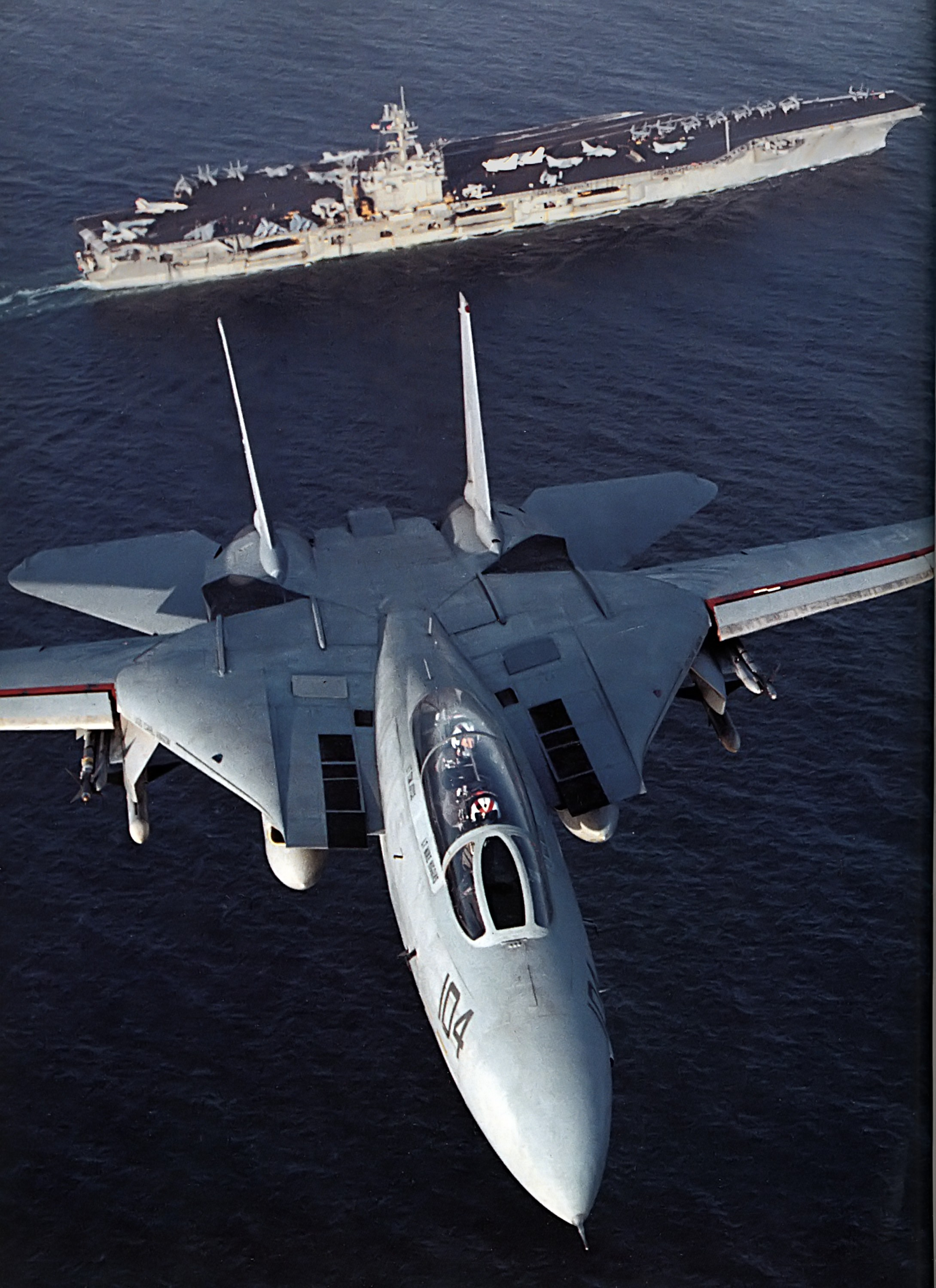
空母「カール・ヴィンソン」から飛び立ったF-14
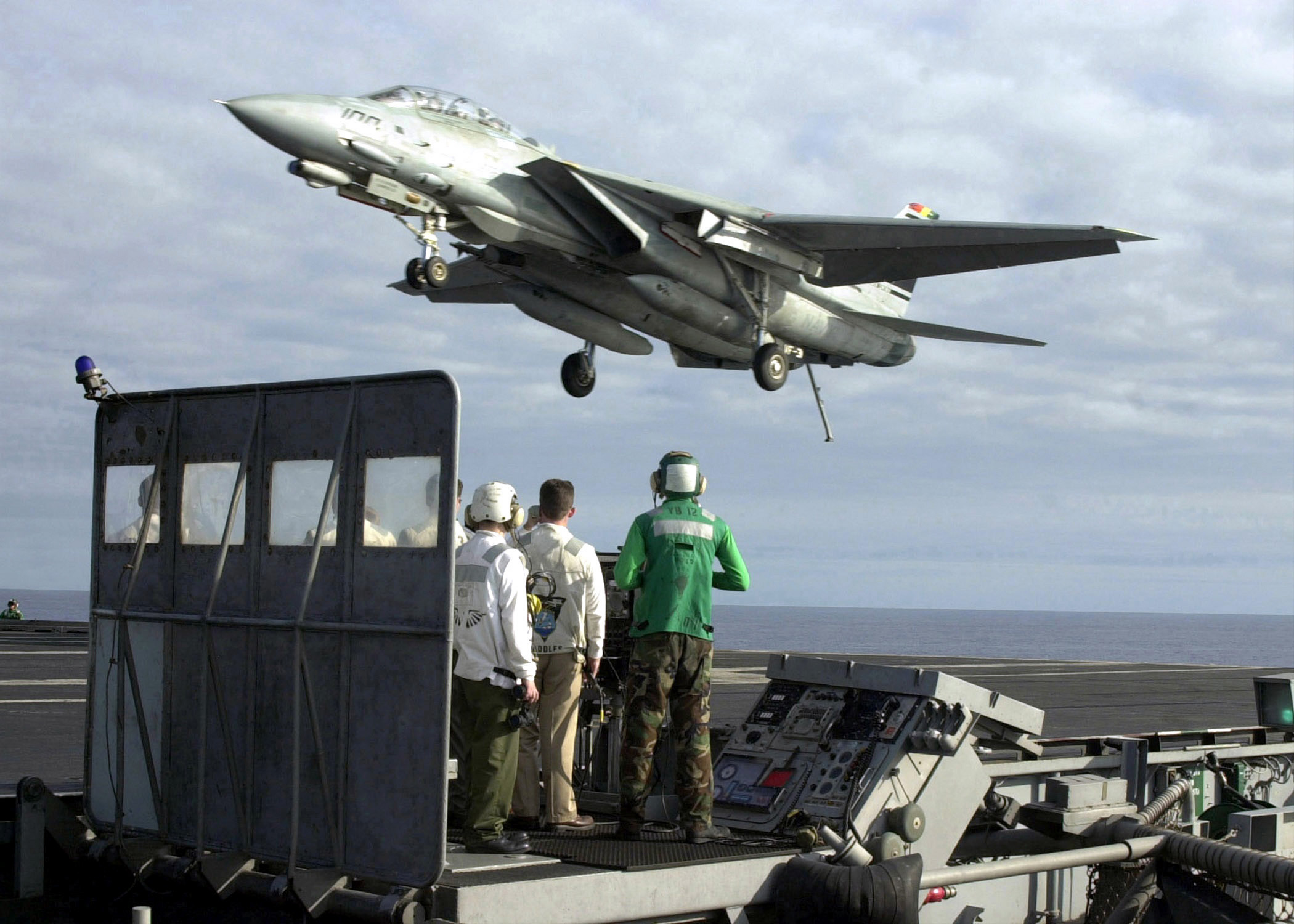
空母「エイブラハム・リンカーン」に着艦するF-14D
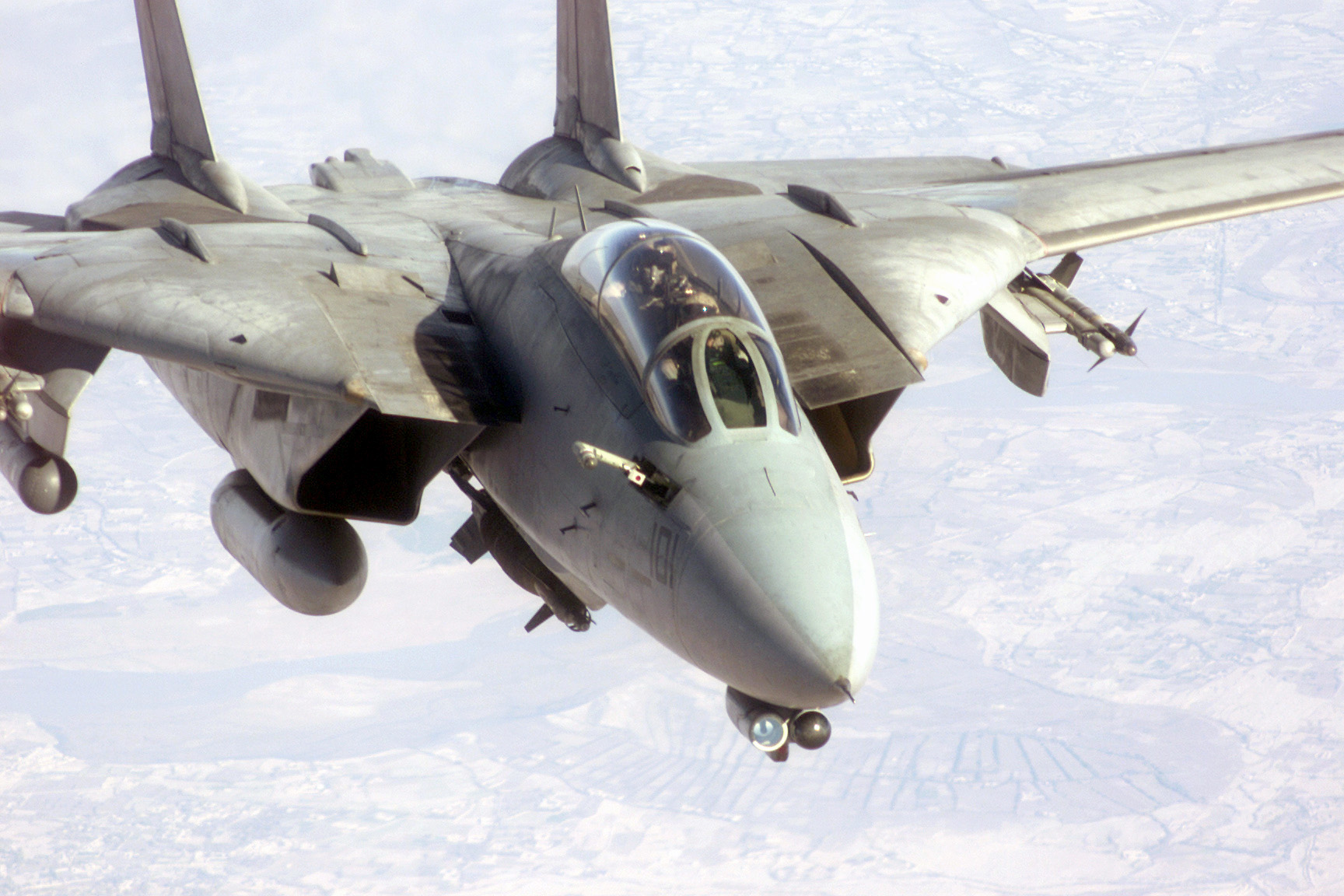
空中給油口を出したF-14D
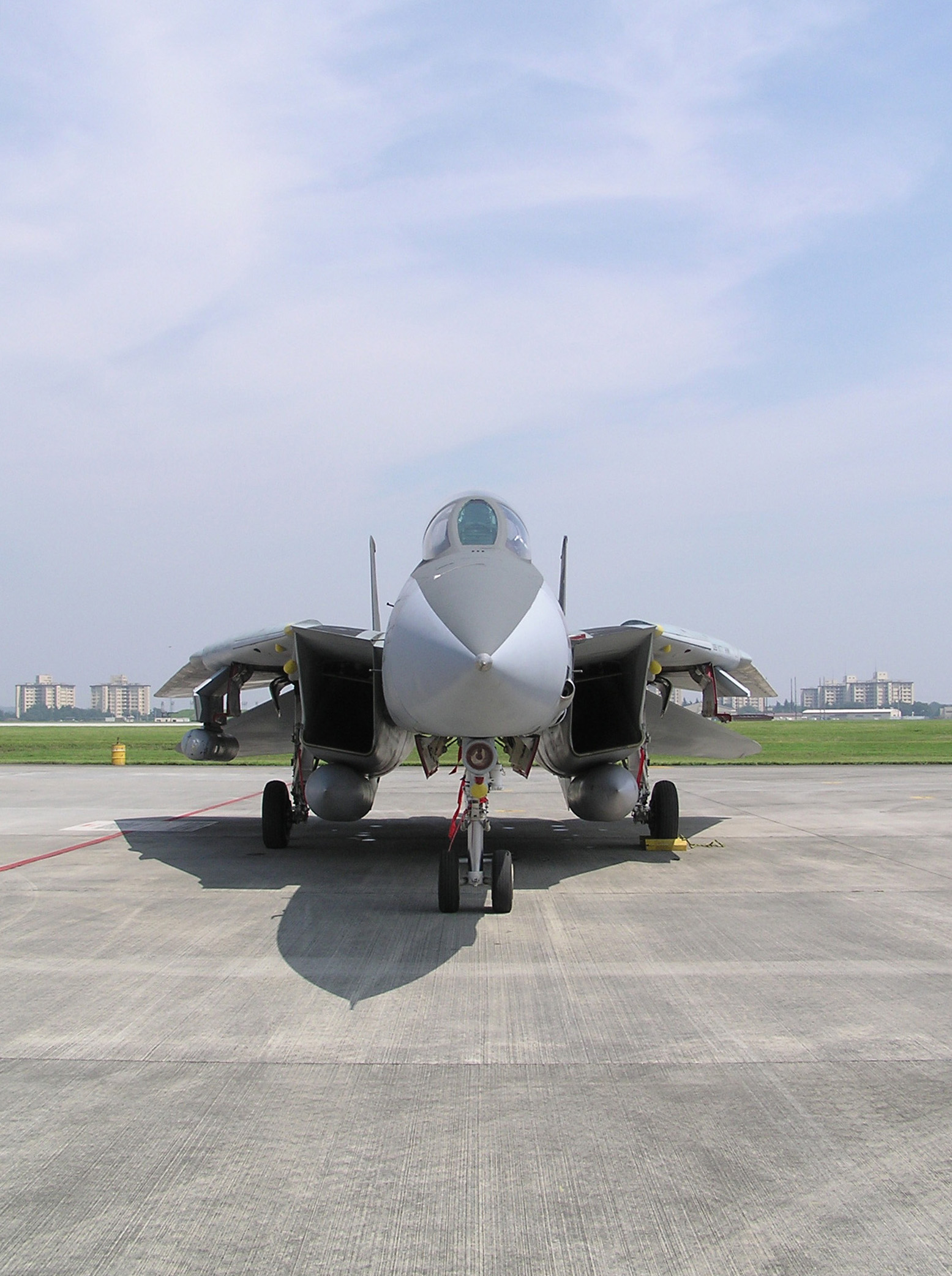
東京 横田基地のF-14A。正面から（2003年）
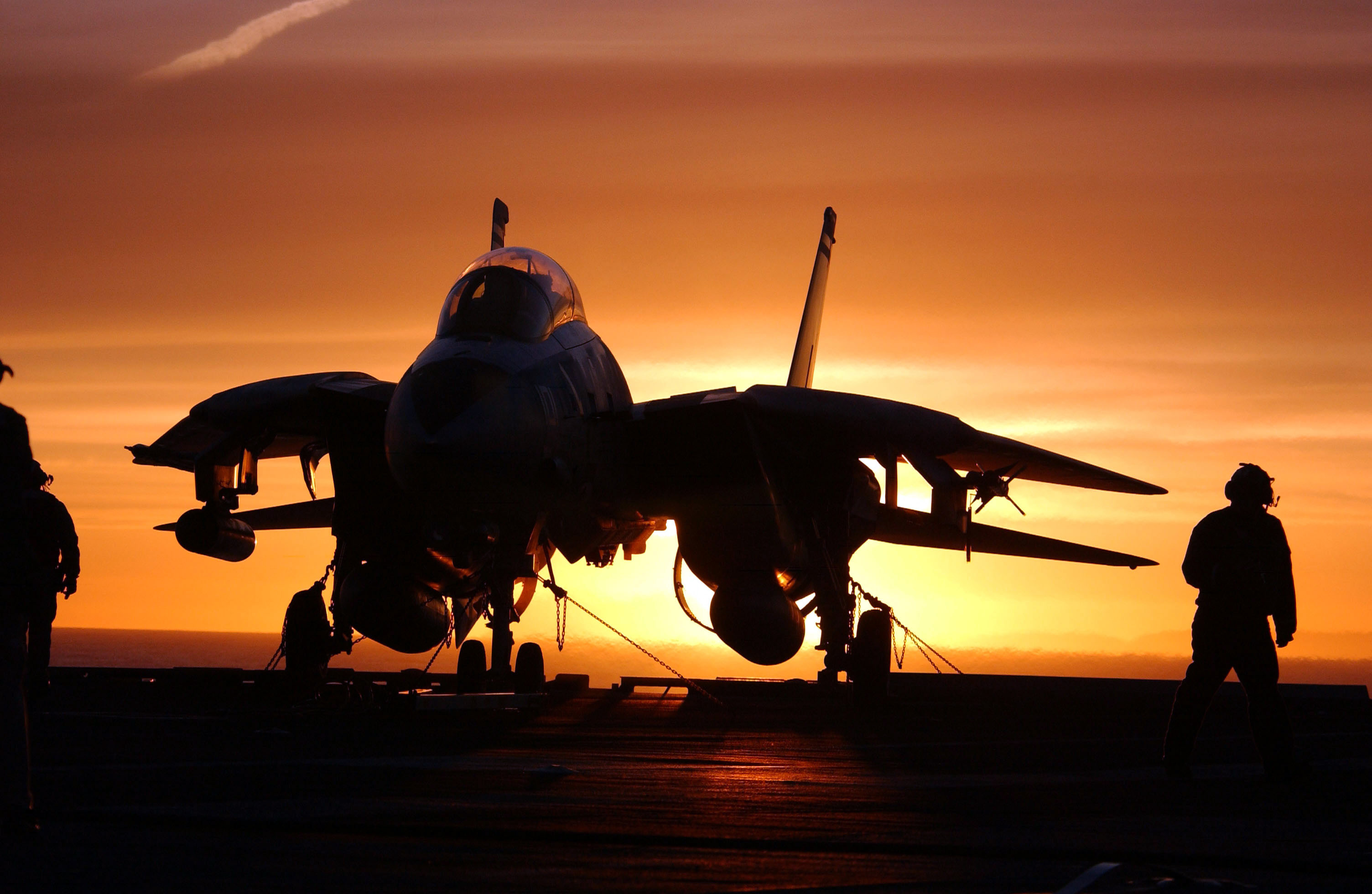
日没とF-14D
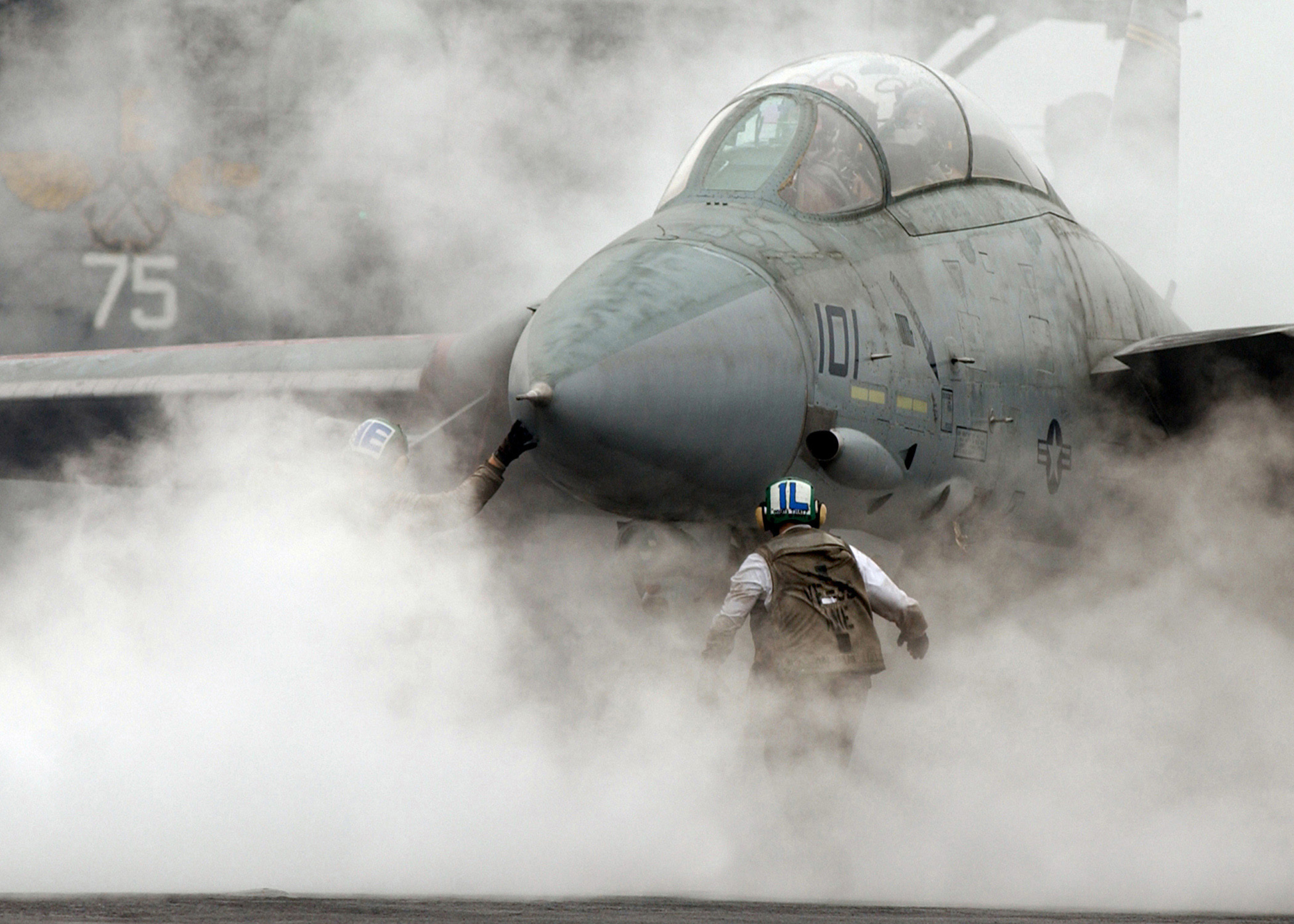
空母「ハリー・S・トルーマン」のF-14B
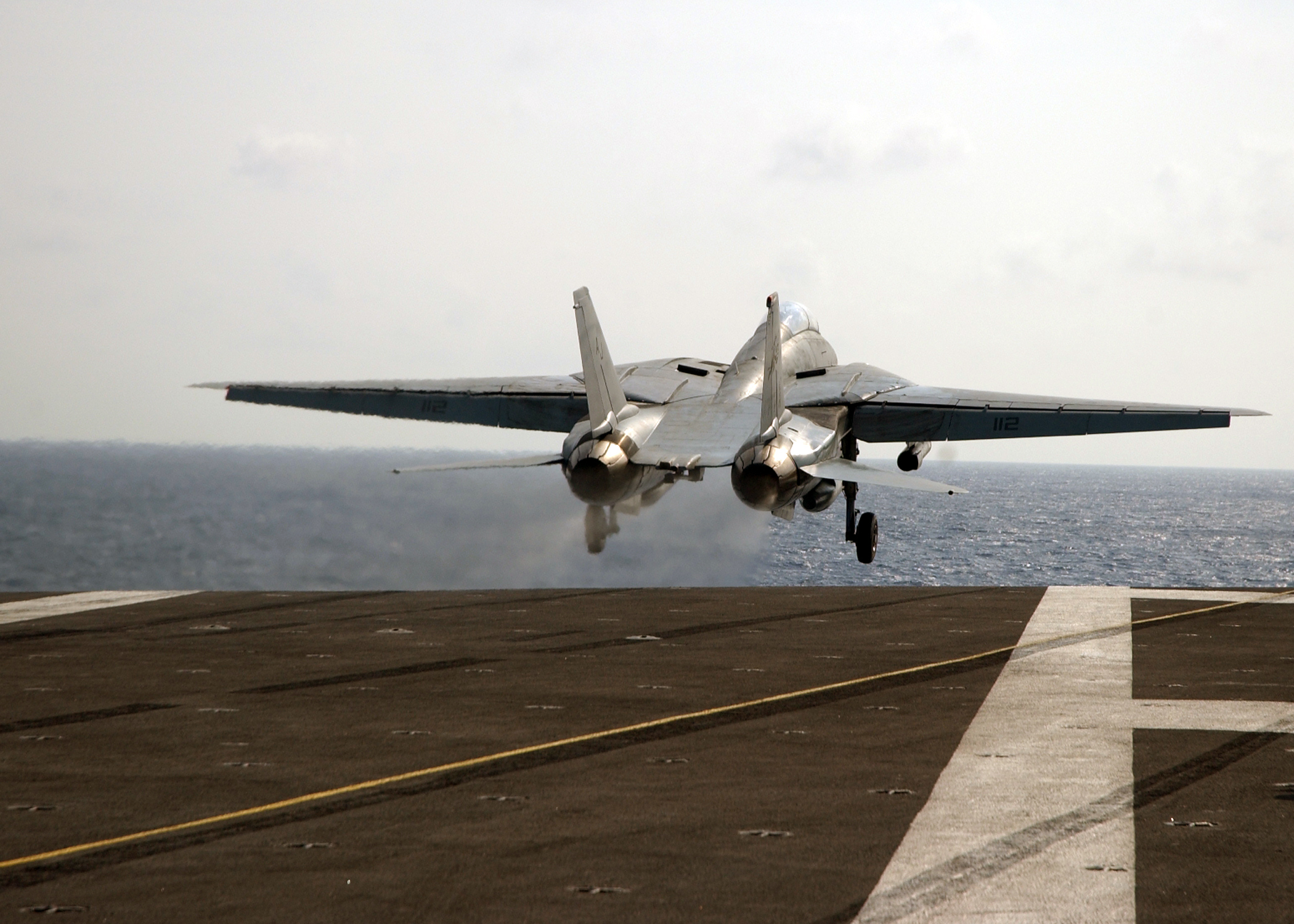
空母「セオドア・ルーズベルト」から最後の発艦をするF-14（2006年7月28日）
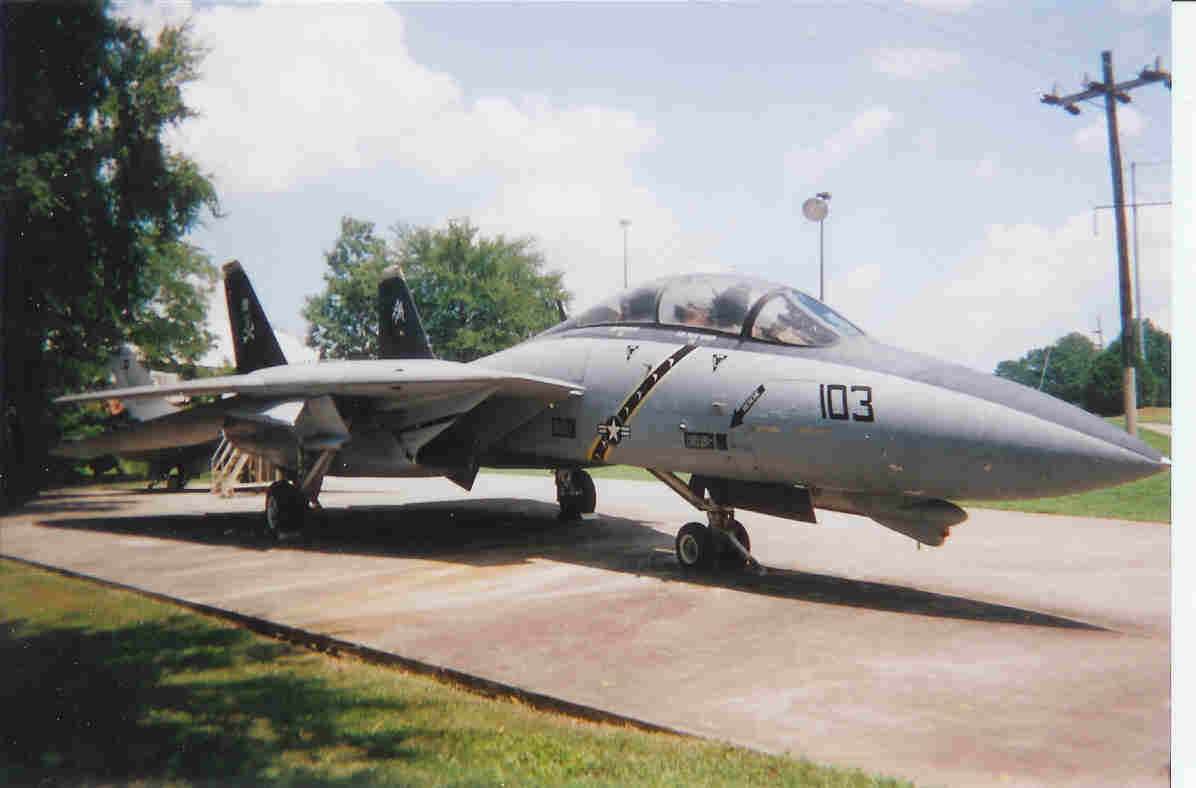
アラバマ州ハンツビルのスペース＆ロケットセンターの航空挑戦施設で展示されているF-14A（160661）。2009年8月
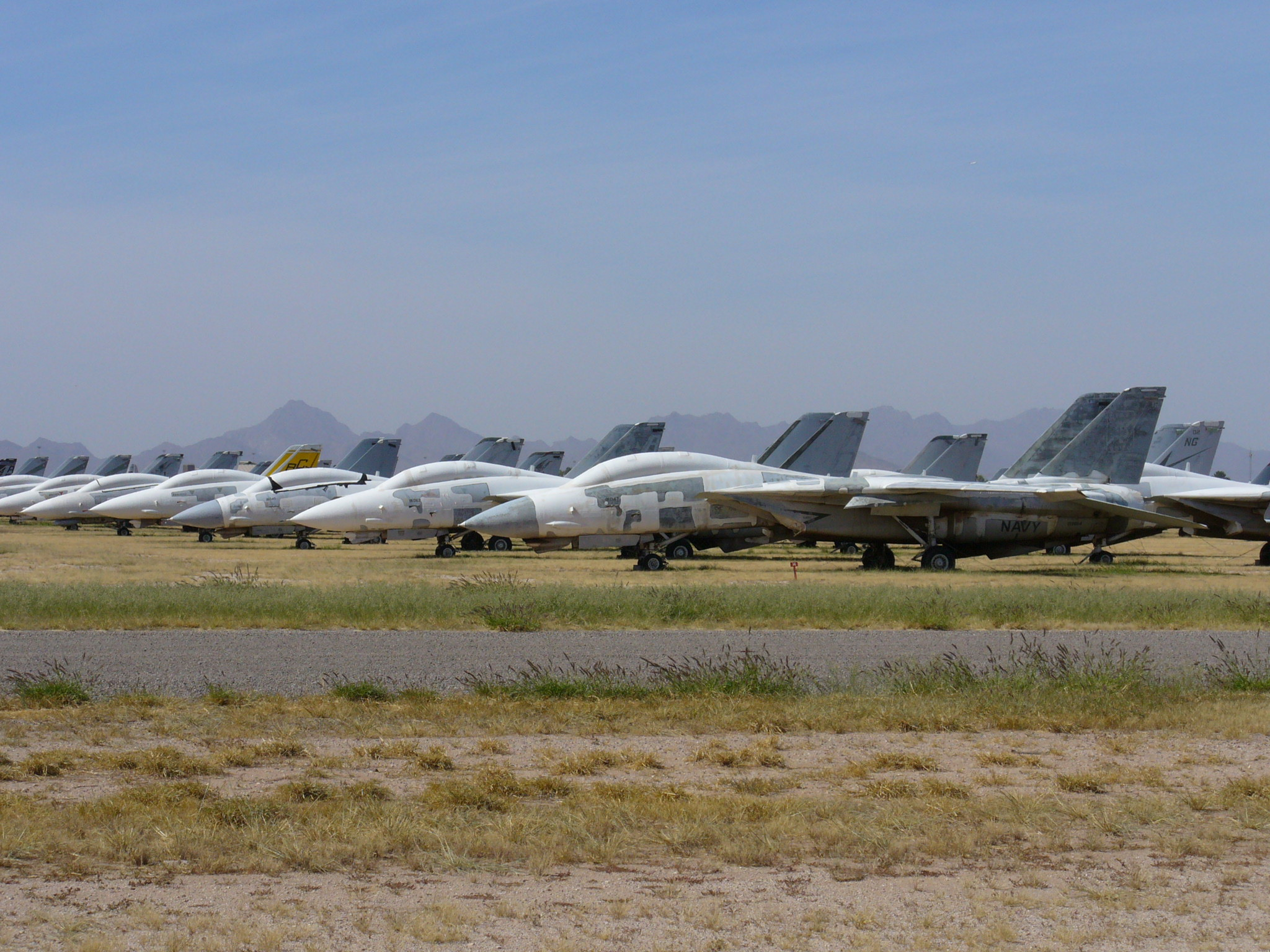
デビスモンサン空軍基地にあるAMARG（英語版）でモスボール保管されているF-14。(2007年10月)

## アメリカ以外での採用
グラマン社はアメリカ海軍での正式採用後、アメリカの同盟国を中心にセールスを行ったが、高額な運用コストや艦隊防空を重視した複座型艦上機であるが故にユーザーが限定されたことで、イスラエル、サウジアラビア、カナダ、スペイン、オーストラリアなどはF-15やF/A-18などを選択した。日本の航空自衛隊でもかつて、第3次F-XでF-14を導入しようと検討していたこともあったが、比較評価の結果F-15となった。
結局導入したのは潤沢なオイルマネーを背景に皇帝自らの指示のもと当時友好関係にあった西側諸国の最新鋭兵器を次々と導入していた、パーレビ王朝時代のイラン空軍のみとなった。アメリカ海軍が調達を抑えた分はイランへの販売に回したため赤字は免れたものの、政変により売り切ることができずアフターサービスによる収入も途絶えた。高性能機ではあるが、アメリカ向けの200機で生産終了したF-11に引き続きグラマンへの利益は少なく、莫大な開発費を差し引くとセールス的には失敗に近い結果であった。

### イラン

#### 導入に至る経緯

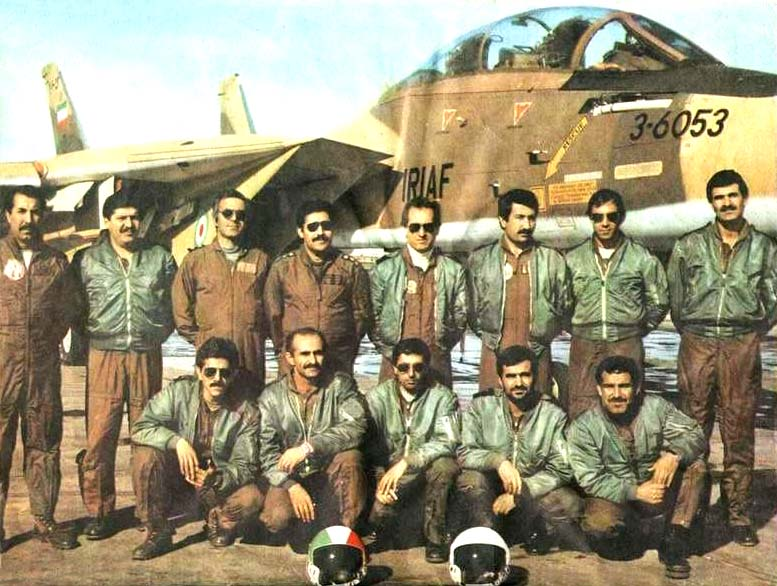
イラン空軍のF-14Aとパイロット（1979年）

親米のパーレビ王朝はソ連偵察機による領空侵犯にたびたび悩まされていたが、イランの国土は山がちでありほとんど平野が無い。とくにソビエトと国境を接するテヘラン北方は標高5604メートルのダマーヴァント山を筆頭とするアルボルズ山脈によって地上配備のレーダーの視程に大きな制限が加えられていた。当時、AWACSは開発途上であり、短期的には多数のレーダーサイトの建設は時間的にも費用的に間に合うものではないことから、限られた地上の支援であっても迎撃を成功させ得る強力なレーダーを搭載した戦闘機が求められた。それを受けてニクソン大統領は1972年5月に最新鋭機であるF-14あるいはF-15の売却を決断、同年11月に議会の承認を受けたことから、F-14同様に強力なレーダーを搭載するマクドネル・ダグラス社のF-15との一騎討ちとなった。
両者の比較において
- 強力なレーダーによりAIM-54 フェニックスミサイルが使用可能であること、F-15と同じAIM-7FやAIM-9を搭載した場合でも射程が長くなる。
- F-14Aの方が運動性や多用途性でF-15Aより勝る。
- 兵装システムの操作が当時のF-15Aよりも簡単。

と判定され、1974年6月にF-14Aの採用が決定された。
選考の際には、自らもパイロットとして知られた当時のイラン皇帝モハンマド・レザー・パフラヴィー（パーレビ国王）が両機を操縦して乗り比べて決定したかのような説が流布しているが、イラン空軍関係者は「デモ飛行だけで決めるはずがない」と否定している。実際には決定に先立って行われたデモフライトにおいて、採用の成否に社運をかけたグラマンがシャーのためにペルシア帝国の紋章のパッチ付きの飛行服を用意し、体験搭乗の準備をしたのは事実であるが、搭乗はしていない。ただし、デモ飛行をあえてF-15のあとにし、パイロットを巻き込んだ上で軍当局からの叱責を覚悟してのF-14の「派手」なパフォーマンスはシャーに強い印象を与えたらしく、当時のグラマンの重役は「デモの終了後にシャーはF-14の飛行を手でなぞっていた」と残している。当時のグラマン社の重役はF-14とF-15の違いについて、地上のレーダーサイトや迎撃管制の支援を受けられる、たとえばイスラエルのような環境であればF-15が有利であろうと説明している。
1974年1月に30機の納入契約がなされたのち、6月には50機が追加されて80機のF-14Aと714発のAIM-54、10年間のエンジンのサポート、イラン国内での運用支援体制の構築が3億ドルで発注されたが、実際にイランに引き渡されたのは79機、AIM-54は訓練弾を含め284発であった。イラン革命によって引き渡されなかった80番機（Bu No 160378）はアメリカ海軍に引きとられ、ポイントマグー海軍基地に展開するNWTS (Naval Weapons Test Squadron)においてNF-14Aとして各種テストベッドに使用されたのち退役、2000年8月からデビスモンサン空軍基地に隣接するAMARC（Aerospace Maintenance and Regeneration Center）で保管されている。2010年8月、この80機目についてイランは引き渡しを求めている。
導入前後にはアメリカ本土において、アメリカ海軍の訓練教官らによるイラン空軍パイロットへのトレーニングも施されたほか、グラマン社はペルシア語を学習した1000人の技術者とその家族をイランに派遣している。帝政イラン空軍はこの後、AGM-53とレーザー誘導爆弾の運用能力を付与したマルチロール仕様のF-14Aを70機追加導入する予定であった。

#### 機体
イラン向けF-14は、搭載されたアビオニクスのうち電子戦装置の周波数変調速度、ならびに各種プロセッサの動作が1/100秒遅れるというダウングレードを施されたが、空軍仕様のハーネスと酸素供給装置に変更された以外はタイヤ径や空気圧、着艦フックも含めてアメリカ海軍に納入されたブロック90（初期契約の30機）ならびにブロック95（追加の50機）と同一である（米海軍向けはイラン向けの生産ののち、エンジンを新型のTF30-414Aに交換している）。
なお、イランのF-14Aの塗装は引渡し以来「デザート迷彩」を施していたが、近年、同国空軍のMiG-29同様の砂色と水色による迷彩に塗り替えられた機体も増えている。また、後述の改修機には「Edged Three Tone Asian Minor 2」という幾何学的なパターンの迷彩が1機だけに採用されている。
1986年夏、イラン軍パイロット4名がF-4とF-14を使ってイラクを経由してアメリカに亡命。到着した機体はイラン軍の整備能力を調べるため分解され、多くの部品がアメリカ本土へ持ち帰られた。調査の結果、イランは独自にF-14の部品を製造していると結論に至った。これについての詳細は後述。

#### 現在の運用状況

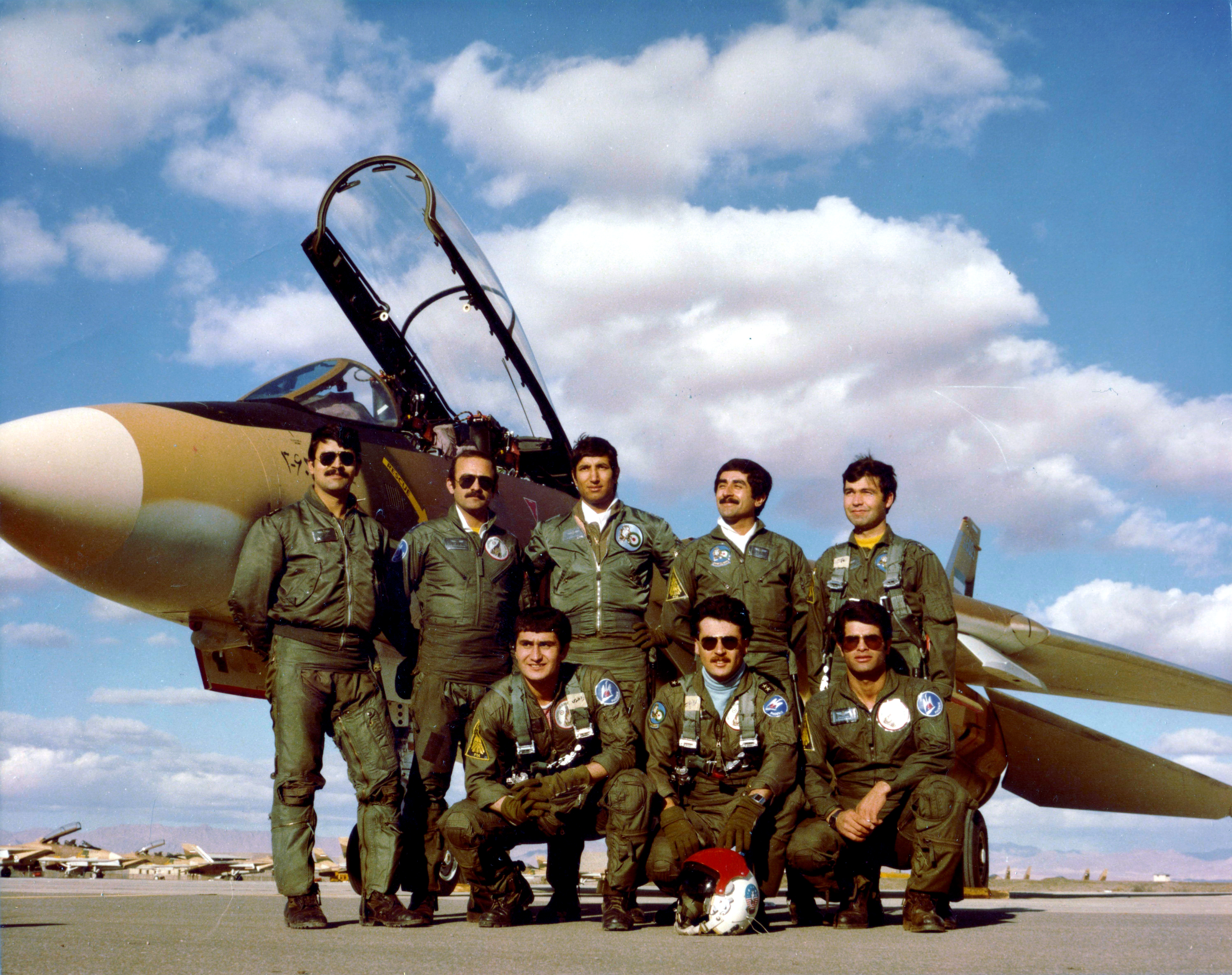
イラン空軍のF-14Aとパイロット（2013年）

その後の1979年1月に、反米的なルーホッラー・ホメイニーを指導者に行われたイラン革命によりアメリカは引渡し前の機体の差し止めと部品供給の停止を行い、補修部品の調達が困難となったイランでは同機の運用は困難となった。
しかし、イラン・コントラ事件に絡んでイランのアメリカ製機は補修部品調達を受け続けた為稼動状態を保ち、F-14もイラン・イラク戦争で実戦使用された。このときは多目標を同時追尾でき、かつ長距離を探索可能なAN/AWG-9レーダーを活かしてAWACSの代わりに働いていたともいわれている。1983年には部品の効率的な管理方法を編み出し、1985年にはテヘラン上空を25機以上のF-14を飛行させたことなどから一時は最大48機が稼動状態にあったとも言われている。
その後、イランへの武器の禁輸や生産中止によるパーツの不足から、2004年時点での稼働機は16機となり、うち5機のみが完全な任務遂行能力を保持する状態となった。しかし、2006年にアメリカ海軍からトムキャットが全機退役すると、多くのパーツが密輸入を含む様々なルートから調達された。2007年には、アメリカ国防総省国防兵站局の国防再利用販売サービス禁輸品目管理システムの不備を突いて部品1,400点以上を入手している。これにより、2011年には稼働機は42機に増加し軍の記念日に展示飛行を行っている。また、独自にオーバーホールセンターを立ち上げている。
しかしイラン空軍は、F-4D/EやF-5E/Fについては数百万ドルを投じてリバースエンジニアリングと保守部品の国内生産化を図ってきたのに対し、F-14については機体維持を共食い整備に依存してきた。このため、稼働状態にある機体の数は、2012年の29機から、2021年には16機に減少した。ロシアからのSu-35SEの導入計画を受けて、空軍司令官 バヘディ准将は2024年中にF-14の運用を終了することを表明している。
アメリカ海軍では鹵獲によりF-14とAIM-54のパーツがイラン空軍へ渡ることを防ぐため、AIM-54を搭載したまま海中に没したF-14をNR-1で回収するなど厳重な対策を行っていた。退役後も他の戦闘機の例に漏れず各地で展示されつつあるが、レーダー・電子部品・エンジンなどは完全撤去され、稼働状態へ戻せない処置を施してから引き渡されている。ただし、取り外したエンジンなどは博物館において展示されており再装着は可能。なお、この処置が不十分な機体が一部にあり、2007年3月にはカリフォルニア州政府がチノの博物館が所有する機体を押収するという事件が発生した。

#### 改修
2009年から2019年にかけて、イラン空軍はF-14Aの整備・オーバーホールおよび能力改善を行う「プロジェクト・ババエイ」（Project Babaiee）を実施した。この改修により、AN/AWG-9レーダーは、パルス・ドップラー・サーチ（PDS）モードで爆撃機サイズの目標なら277キロ、戦闘機サイズの目標なら213キロで探知できるようになる。まず2009年1月から2012年4月の間に、テヘランのイラン空軍第1戦術戦闘機基地（1TFB）のオーバーホールセンターで、シリアル番号3-6049の機体が改修され、同機は2012年5月に第81戦術戦闘飛行隊（81TFS）で再就役した。同機の実績を踏まえて、2013年からはイスファハンの第8戦術戦闘機基地（8TFB）のオーバーホールセンターでも同様の改修が開始され、2016年までに4機、2017・8年には更に3機が改修された。これらの改修機はF-14AMと呼称されるようになり、またスプリンターアジアン・マイナーII迷彩塗装が施された。
アメリカから輸入されたAIM-54ミサイルについては1980年代半ばに大半が使用不能となったが、2008年にレストアを行い2009年にはテストに成功した。またイラン・イラク戦争中には、セジル計画としてMIM-23Bホーク地対空ミサイルをAN/AWG-9に適合化する研究が行われており、4機が改修された。空対空用のホークはAIM-23Cセジルと称された。更に2010年代には、MIM-23Bの部品をAIM-54Aと同一形状の弾体に収容したAIM-23Bマグソウドも製造された。このほか、ロシア製のR-27RやR-73の搭載も検討されたものの、前者は技術的な問題で断念され、後者も赤外線捜索追尾システム（IRST）の欠如のために本来の性能を発揮できず、従来用いられてきたAIM-9Jに対する優位性がないとして、中止された。通常爆弾の運用能力も付加されており、イランのプレスは、「残り全てのF-14Aが打撃作戦遂行用に適用され、各種空対地装備を搭載できる」と伝えている。そのほか、空中給油装置の改修がなされている（プローブを引き込み式から固定式に変更）。
配備部隊
- 第72飛行隊(72nd TFS) - 1976年-1980年
- 第73飛行隊(73rd TFS) - 1977年-1990年代半ば頃
- 第81飛行隊(81st TFS) - 1977年より
- 第82飛行隊(82nd TFS) - 1978年より
- 第83飛行隊(83rd TFS) - 第73飛行隊より編成

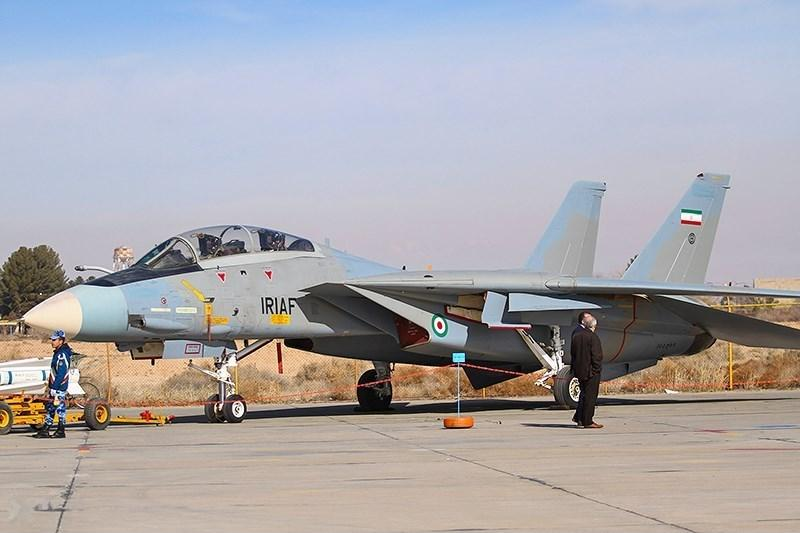
イラン空軍機。砂色と水色による迷彩が施された機体（2016年）
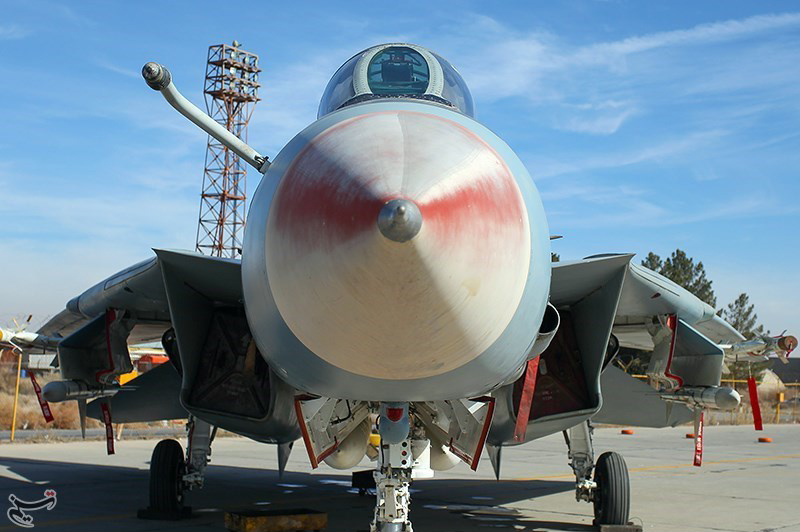
固定式に改修された空中給油装置のプローブ（2016年）
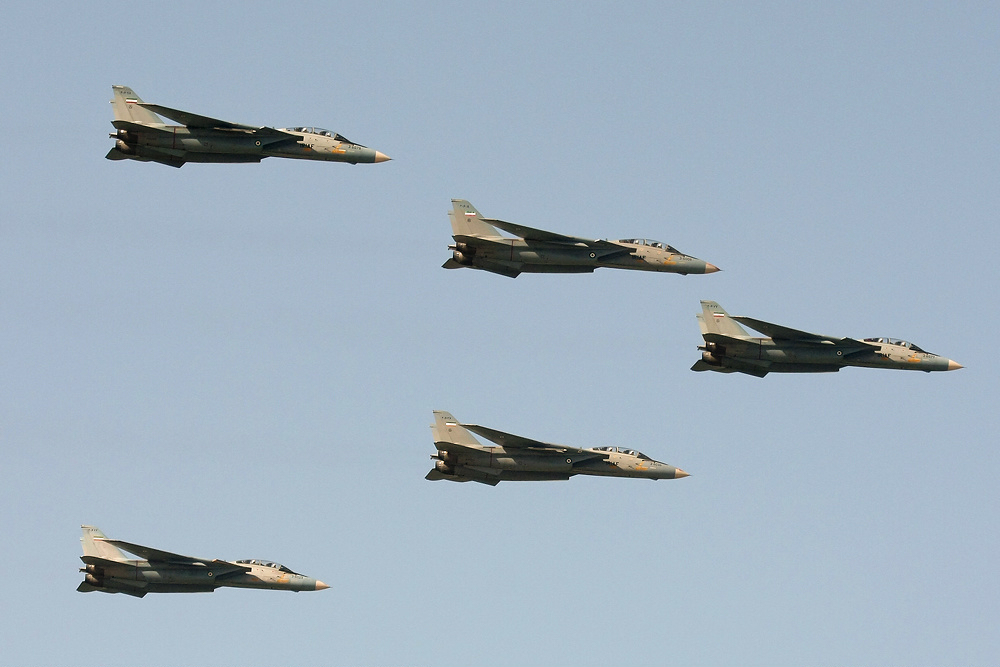
編隊飛行するイラン空軍機（2011年）
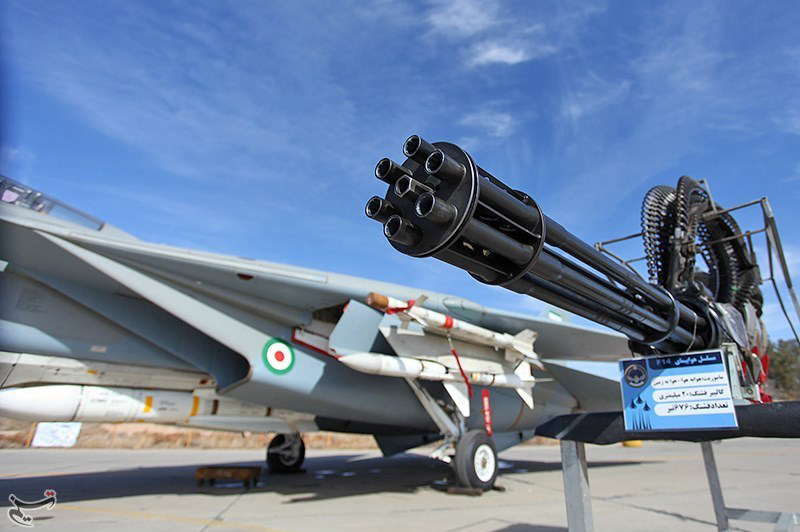
展示されるイラン空軍機の武装（2016年）

#### 活躍
1977年8月にイラン空軍のF-14はMIG-25Rが領空を飛行しているのを捕捉、撃墜には至らなかったが、ソ連はこれを機にイランへの領空偵察を取り止めている(この件については、実際はソ連領空に侵入して追尾されつつ逃げ帰って来たイランの偵察機を援護した結果とも言われる)。
イラン革命後のイラン・イラク戦争開戦時、完全な状態の稼働機は7機程度でその他は非稼働か、少なくともAN/AWG-9レーダーが作動しない状態であり、またイラン革命の際にパイロットや整備員が逮捕されていたためF-14を稼働させるための人員そのものが不足していた。この間は数少ない機数で主に後方で長距離探知が可能なレーダーを生かし早期警戒管制機のような運用を行った。その後はパイロットや技術者の釈放に伴い若干数の機体を稼働状態に戻し、イラン上空の戦闘空中哨戒(CAP)を行ったとされる。
戦争中にはイラク軍のMIG-25RBやミラージュF1EQを撃墜したとされ、また1988年2月25日にはイラク軍の西安B-6D(Tu-16の中国生産機)とその機体が発射したC-601(中国語版)空対艦ミサイルを撃墜する戦果を挙げている。時にはAN/AWG-9レーダーが故障した状態で機関砲とAIM-9のみを用いて空戦に参加したという証言もある。イラク空軍はイラン空軍のF-14の活躍により、のちの湾岸戦争で米海軍のF-14を回避せざるを得なくなったとされている。
イラン側発表では、総撃墜数は30機で、うち16機がAIM-54Aによる確実撃墜であると結論付けている。しかしイラン空軍の記録上ではF-14による撃墜数は確実撃墜130機、未確認23機とされている。このうち少なくとも40機はAIM-54Aによるもので、2ないし3機が機関砲、15機程度がAIM-7によるもので、その他はAIM-9による戦果であるとしている。また、ロシアの調査ではイラン空軍は12-16機のF-14（16機の内、空対空戦闘で3機、自軍地対空ミサイルの誤射により4機撃墜されたことが確認されている）を喪失したとしており、同じ可変翼機のMiG-23とのドッグファイトで撃墜された機体もあることはイランも認めている。

## 派生型

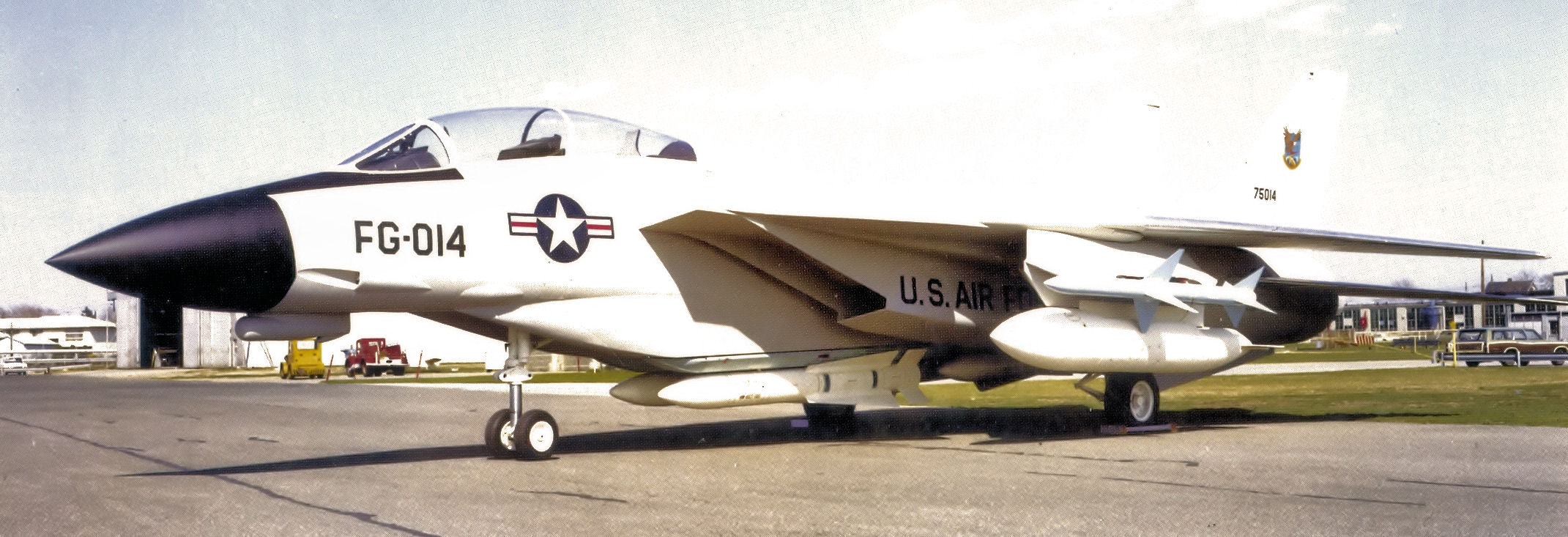
F-14 IMIのモックアップ

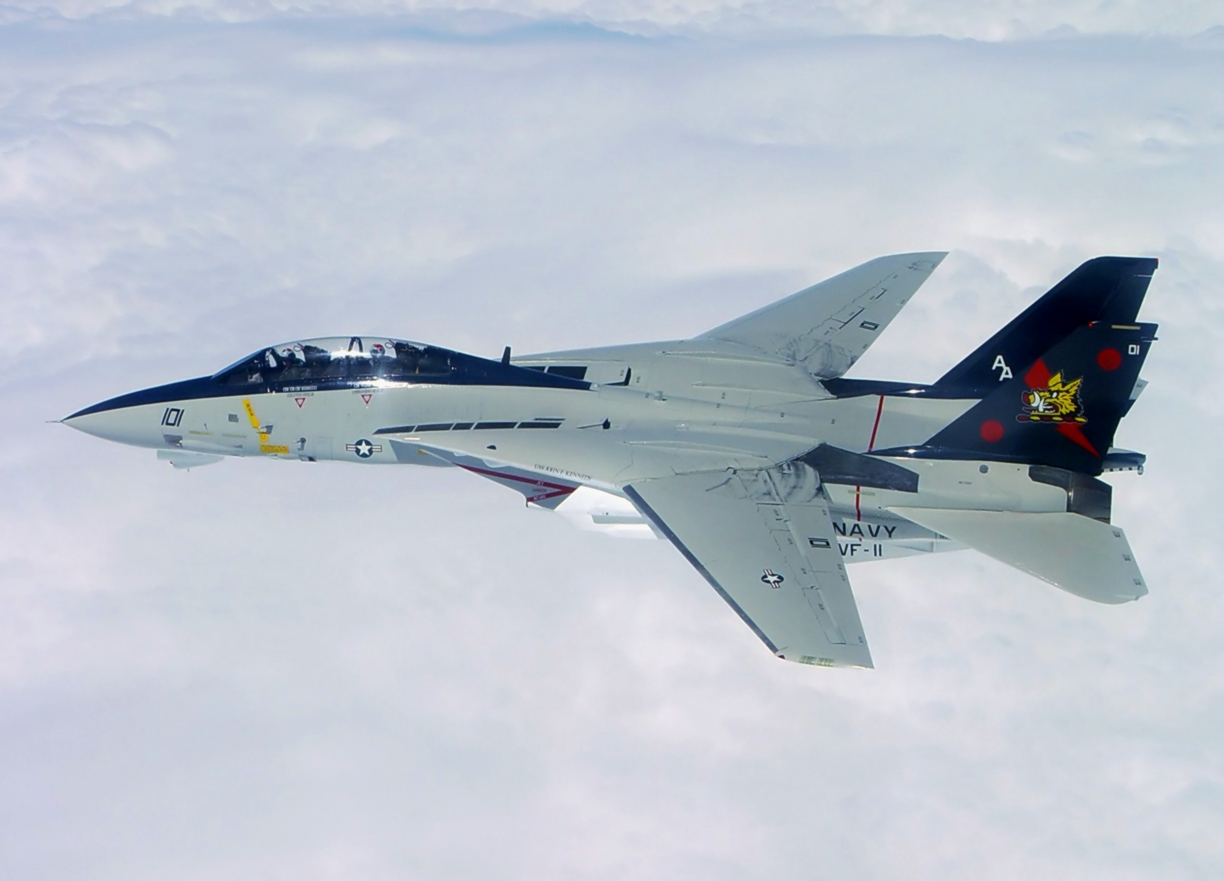
F-14B

1969年-1991年までの期間に、総計で712機のF-14A/B/Dが製造された。グラマン社はF-14の発展型として、電子機器を換装し、全天候攻撃・偵察能力を持たせたF-14Cの新製を提案したが、計画段階で却下されている。実機にC型がないのはこのためであり、この仕様はD型計画に統合、活用された。さらには、性能を落とした「F-14X」も計画したが、こちらも却下されている。

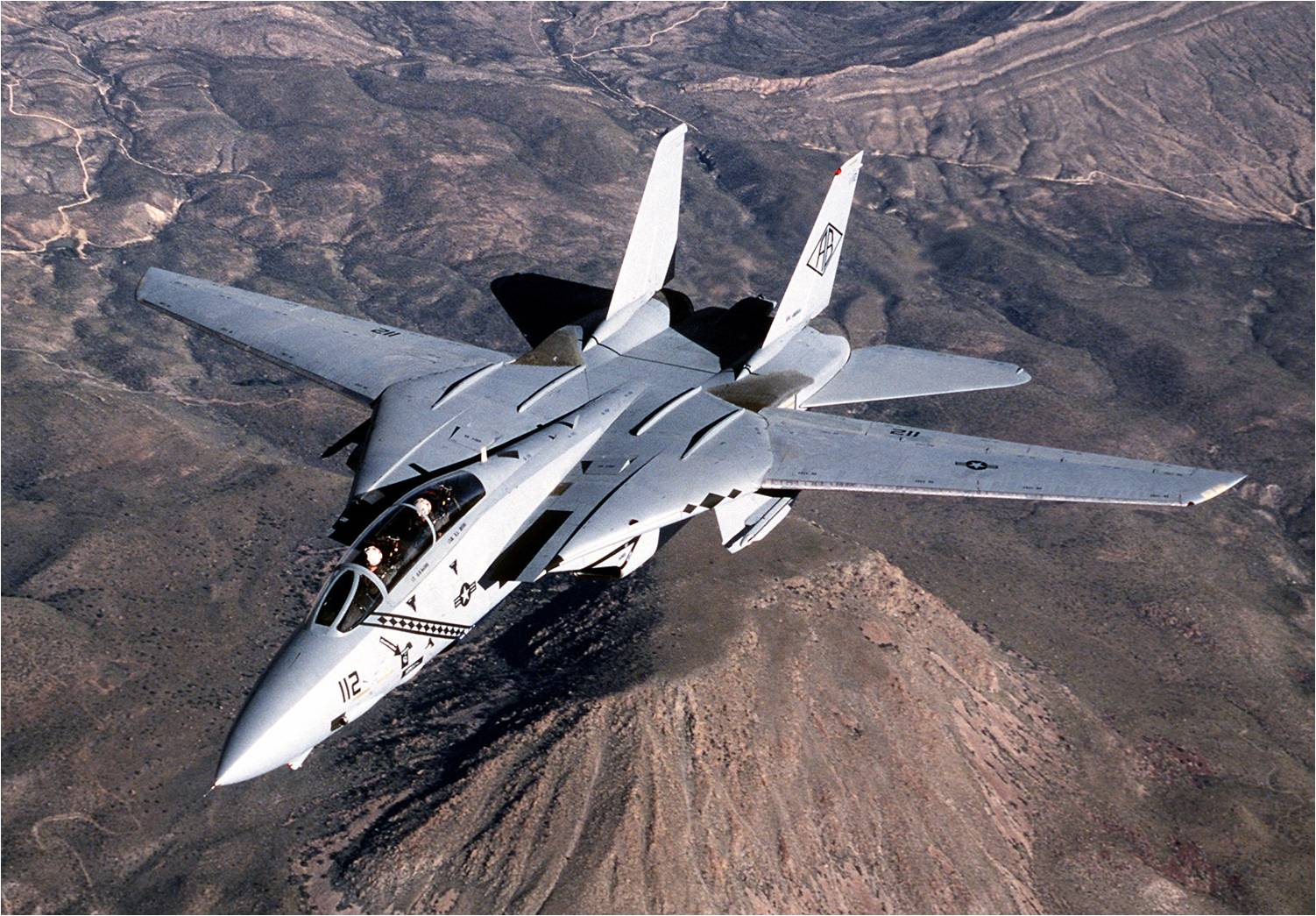
F-14A
基本型で478機がアメリカ海軍、79機がイラン空軍に引き渡された。なお、爆弾の装備はB型以降だと思われがちだが、米海軍のF-14Aについては1991年5月からテープ115Bと呼ばれる地上攻撃用プログラムの追加がF-14A全機に施されており、爆弾が装備可能である。
F-14A先行量産型（Block 1-55）
初期ロットの先行量産型。機体によっては、可変翼を収める「グローブ」と呼ばれる部分の形状、機首下面のポッド形状やECMアンテナが後の生産型と異なりブロックによっても差異がある。なお先行量産型は「YF-14A」と呼ばれることもあるがこれは非正式呼称である。
Block 65-
エンジンをTF30-P-412からTF30-P-412Aに変更。
Block 70-
機体尾部の編隊灯の位置の変更および追加。機体上面の小翼（オーバーウィングフェアリング）の面積を2/3に縮小。なお、先行量産型でも同様の仕様の機体がいくつか存在し、このブロック以前の機体でもものによっては改修により実装している機体も存在した。
Block 80-
後方フェアリング内にAN/ALE-29チャフ・フレア・ディスペンサーを追加し、尾部中央部を後方に延長。この変更に伴い主翼後退時の視認性が低下したため、尾灯の位置を変更。
Block 85-
機関砲のガス抜きを7分割から上下2分割に変更（この変更自体はBlock 65の生産中から導入がはじめられていた）。
Block 90-
セントラルコンピュータの換装、主翼フラップ、前縁スラットをコンピューター自動制御化。UHF無線機をAN/ARC-51AからAN/ARC-159に変更。レドーム先端にピトー管を追加。この機体がF-14Aの基本形として定まる。
Block 95-
信頼性・整備性を向上。機内消火システムの改善。また、67号機よりエンジンをTF30-P-414Aに変更。
Block 100-
フラップ、スラットの駆動部性能の向上。燃料系統の改善。水密構造の強化。AN/AWG-9の信頼性向上。
Block 110（最終号機）~
ECM装置をAN/ALQ-100からAN/ALQ-126（後にAN/ALQ-126B）に変更。チャフ・フレア・ディスペンサーをAN/ALE-39に変更。
Block 125-
機首下面にAN/AXX-1 TVカメラセットを装着可能に変更。Block 125以前の機体についても装着可能に改修が施された。しかし、TVカメラセット自体の数が133個しか無かったため、飛行隊同士で使い回しを行っている。
F-14T
F-14Aの製造費用があまりにも高価だったため性能を落とし費用を低減した型式。特にAIM-54の運用能力の削除など火器管制装置の機能が落とされている。計画のみ。
F-14X
F-14Tの火器管制能力をF-14A以下F-14T以上のものに変更した型式。計画のみ。
F-14 Optimod
F-14Aの火器管制装置をダウングレードした輸出用廉価版。計画のみ。型式のOptimodは最適改善の意。
RF-14
F-14Aをベースとした偵察型。計画のみ。この計画の代わりに海軍は下記のTRAPS案を採用している。
F-14A（TARPS）
偵察ポッドTARPSを運用するF-14A。71機に対してTARPS搭載改修が行われていると言われている。
F-14BとF-14C
当初、アメリカ海軍にとってF-14Aの生産は暫定的なものであり、エンジンにせよアビオニクスにせよ早期にアップデートする予定であった。その第一段階としてエンジンをF401に換装したF-14B、エンジン換装に加えアビオニクスをアップデートしたものをF-14Cとしていた。しかしF401の開発の遅れと経費の高騰からB型がキャンセルされたことからC型もキャンセルされた。
1981年に保管状態だった試作7号機のエンジンをF401からF101に再換装して試験を行うも再び計画はキャンセルされ、1984年7月のF110へのアップグレードを待つことになる。
F-14 IMI
IMIはImproved Manned Interceptor 改良型有人迎撃機の略で、1968年のYF-12のキャンセルを受けてアメリカ空軍防空軍団（ADC）の運用するF-106の後継機を求めたもの。ノースアメリカンのA-5ビジランティのトンネル型爆弾倉に加速用ロケットを搭載したリタニエーターを改設計し、ロケットの代わりに3基目のJ79エンジンを搭載した3発機「NR-349」、コンベアのF-106のアップデート案である「F-106E/F」とともに、1971年にグラマンが提案した空軍向け迎撃型。エンジンに前述のF401を搭載したB型をベースに両サイドのエンジン間のトンネルをAIM-54のランチャー兼用のコンフォーマルタンクとすることで航続距離を延長する予定であった。
しかしIMI計画そのものがFY73（73会計年度）の500万ドルを最後に支出が打ち切られ、キャンセルされた。グラマンはこの後も海軍のB型（後述のA+ではなく上述のF401搭載のB型）がキャンセルされるまで、F-14 IMIの作業を続けている。
F-14B（F-14A+）
F-14A+はB型として予定されていたエンジンの換装とC型で予定されていたアビオニクスのアップデートの統合を行った機体である。上記のエンジンの問題にもあるように、F-14AのTF30エンジンは開発当初からその問題が指摘されていた。そのためエンジンの換装案がいくつか挙がっており、最終的にエンジンをゼネラル・エレクトリック F110-GE-400に換装したF-14A+が開発された。1991年5月にはF-14Bに呼称を変更されている。F-14BのテストベッドとされたF-14A試作7号機もエンジンを再々換装されテストに参加した。
- エンジンをTF30からF110-GE-400に変更
- 火器管制セットをAN/AWG-15Hに変更
- グローブベーンを廃止し代わりに燃料タンクを装備
- ミッションコンピューターをCP-2213/AWG-9に変更
- チャフ・フレア・ディスペンサーをAN/ALE-47に変更

1996年から以下の改修が行われた
- MIL-STD-1553Bデジタルデータバスの搭載
- 航行装置にAN/ASN-163GPSを追加
- 対地攻撃用の火器管制装置AN/AWG-15の搭載
- AN/ALR-67レーダー警報受信機の搭載
- サイドワインダーのランチャーをLAU-7/AからLAU-138 BOLチャフディスペンサー付きランチャーに変更
- AN/AWG-9に爆撃用プログラムの追加
- LANTIRNポッド（AN/AAQ-25）運用能力の付加。これによりレーザー誘導爆弾によるピンポイント爆撃や夜間や悪天候下での地上攻撃が行えようになった。
- 機体下面のミサイルフェアにADU-703アダプターを介してBRU-32エジェクターラックまたはBRU-42トリプルエジェクターラックを搭載可能に変更。爆弾の搭載能力および搭載数を増加

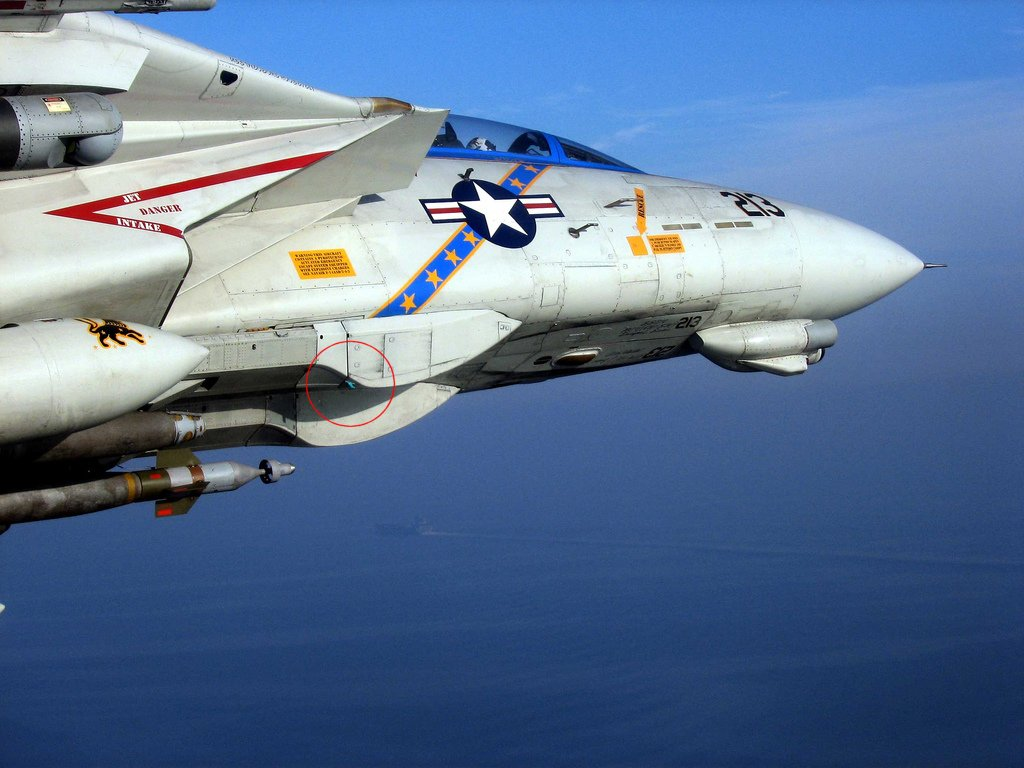
空母「セオドア・ルーズベルト」所属機のF-14D(R)に追加されたROVERの送受信アンテナ（赤丸の部分）

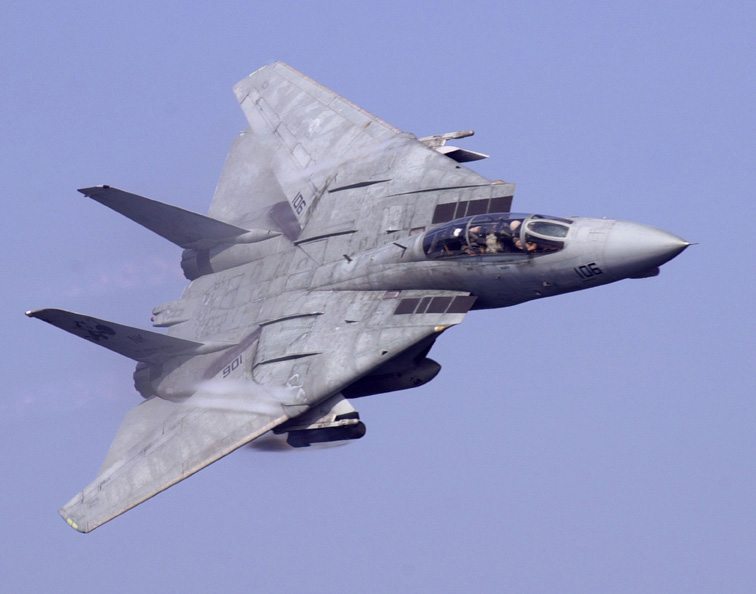
F-14D
1990年には、レーダーをデジタル化したAN/APG-71に換装したD型が開発された。D型には実際に配備されたものには新規で製造されたものと、F-14Aを改修したものの2つのタイプがあるが、前者はF-14Dと呼び、後者はF-14D(R)と呼ばれる。B、Dとも最初は全てのA型を改修する予定だったが、冷戦の終結で製造費が安価で運用も柔軟なF/A-18戦闘攻撃機の導入が基本方針となり、改修も新造も大幅に規模が縮小された。
- 火器管制レーダーをデジタル化したAN/APG-71に変更
- 火器管制セットをAN/AYQ-15に変更
- 敵味方識別装置をAN/APX-72からAN/APX-100に変更
- 慣性航法装置をAN/ASN-92からデジタル式のAN/ASN-139に変更
- AIM-54用ランチャーをLAU-93からLAU-132に変更
- コックピットをグラス化し、前席中央部と右側計器版を5インチの多機能ディスプレイへ変更、後席もデジタルディスプレイとプログラム可能戦術情報ディスプレイに変更
- HUDをAN/AVA-12からIP-1494/Aへ変更。風防に直接投影するタイプのAVA-12に比べ、2枚のガラスパネルに投影するタイプのIP-1494/Aは広視角となっている。後に、A・B型も同HUDに換装されている
- AN/AAS-42IRSTの搭載
- 暗視ゴーグルへの対応
- AN/ALQ-165発達型自衛用妨害装置（航空機搭載自身保護ジャマー（ASPJ）の搭載
- レーダー警報受信機をAN/ALR-67からAN/ALR-67(V)2へ変更
- 射出座席をマーチンベイカー社製GRU-7AからSJU-17(V)NACESに変更
- 統合戦術情報伝達システム（JTIDS）搭載によるTADIL-Jへの対応

2002年には、AFC880改修を受けAN/AVX-3戦術画像セットを搭載可能となった。また、2005年には、いくつかのF-14Dに対して改良型遠隔操作ビデオレコーダーフルモーションビデオ(ROVER III)受信/送信機が追加され、データリンクを通して撮影した画像をほぼリアルタイムで送信可能となった
F/A-14D
既存のF-14Dを改修し攻撃力を向上させることでA-6等の代替を図った型式。1994年に資金が獲得出来れば、1995年に計画を立ち上げ1997年までにロールアウトする予定であったが予算が獲得できなかったため計画のみとなっている。
F/A-14Dは4段階で改修を進める事が計画されていた。改修点は以下の通り
PHASE-1
- 攻撃用前方監視赤外線装置（FLIR）の搭載
- 統合スタンドオフ兵器のJSOWへの対応とそれに伴うMIL-STD-1760配線の追加
- 一体型風防の採用
- 正面からのRCSの低減
- 燃料タンクを防護する乾燥ベイフォームの追加
- AN/AYK-14コンピューターを新型のM8メモリーモジュールへ変更

PHASE-2
- コックピットを航法用FLIRと暗視装置に完全対応したものへと変更
- カラーデジタル移動地図の搭載

PHASE-3
- AN/APG-71に以下のモードを追加（合成開口レーダーモード、海上捜索モード、移動目標追尾モード、地形追随モード、グランドマッピングモードなど）

PHASE-4
- 統合直接攻撃弾薬（JDAM）への対応

F-14Dクイックストライク（英：F-14D Quickstrike）
F-14Dを21世紀にも通用する戦闘機として改良した発達型。本格的な対地攻撃能力の付加により退役したA-6の役割も代替できるとされていた。計画のみ。
- 火器管制装置のAN/APG-71のレーダー作動モードの追加
- 胴体下への攻撃用FLIRの装備やLANTIRN運用能力の付加による本格的な対地攻撃能力の付加
- ハードポイントのサブステーション数の増加
- 大型カラーディスプレイなどの採用による完全なグラスコックピット化
- ハープーン（対艦ミサイル）、HARM（対レーダーミサイル）、SLAM、AGM-65 マーベリック（空対地ミサイル）への対応

スーパートムキャット21（英：Super Tomcat 21st Century：ST21）
NATFの代替案として提案された発展型。クイックストライクの改修点に加え以下の改良が予定されていた。計画のみ。
- エンジンをF110-GE-429（F110-GE-129をF-14用に改修した型）へ変更
- エンジンの推力強化とグローブの拡張化によるアフターバーナーなしでM1.0-M1.3程度での巡航飛行（スーパークルーズ）能力の付加
- 推力偏向ノズルによる機動性の向上
- グローブを拡張し燃料搭載量の増加
- スロットフラップや翼弦を延ばしたスラットの取り付けによる発艦能力の向上
- 一体型風防の採用による良好な視界の確保
- フェーズドアレイレーダーの搭載
- フライ・バイ・ワイヤ、CCVの装備
- 正面からのRCSの低減

アタック・スーパートムキャット21（英：Attack Super Tomcat 21st Century、AST21）
A-12の代替案として提案された発展型。計画のみ。
- 空中航空統制能力の付加
- 核兵器運用能力の付加
- 主翼の外翼を厚く変更し燃料タンクを増設
- 大型の機外燃料タンクへの対応
- 単隙間式のファウラーフラップや翼弦を延ばしたスラットの採用など高揚力装置の改良。重量増加を抑えるためフラップ、スラットは複合材を使用
- 火器管制レーダーをA-12用に開発されていたAN/APQ-183へ変更

先進型攻撃戦闘機（英：Advanced Strike Fighter、ASF-14）
スーパートムキャット21とアタック・スーパートムキャット21の複合案。NATFの兵装やシステム、エンジンなどを搭載する予定であった。計画のみ
F-14B、F-14Dはスーパー・トムキャット（Super Tomcat）という非公式の愛称がつけられている。BおよびDはF110エンジンを搭載し、排気ノズルの形状がTF30エンジンのA型と異なるため、外見から判別可能である。また、DはIRSTはTVカメラセットと並べた形で搭載しておりBと判別可能である。
B/D型の改修は同時並行で行われたこともあり、各機によって改修の程度がバラバラであり、ブロックについても先行して次のブロックの仕様が取り入れられている機体も存在した。
国防総省は海軍からの根強い反対にもかかわらず、性能は劣るものの安価で整備が容易なF/A-18を主力として、F-14Dの全面配備を認めなかった。当初400機以上が導入される予定であったF-14Dは結局、国防予算の都合、フル装備の重いF-14が着艦可能な空母が無い、既にF/A-18が配備されていたなどの理由により、新造37機、A型からの改造18機の計55機の配備にとどまった。
スーパートムキャットなどの発展型はいずれも多機能かつF/A-18E/Fよりも低コストであるとされていたが、可変翼ゆえの整備性・運用コストの悪さと空対艦ミサイル搭載可能化などマルチロール化が失敗したことなどにより採用されることはなかった。

## 諸元
| 乗員         | 乗員         | 2名 | 2名 | 2名 |
| 全長         | 全長         | 61.9ft (18.87m) | 61.9ft (18.87m) | 61.9ft (18.87m) |
| 全幅         | 全幅         | 64.13ft/38.2ft/33.29ft (19.55m/11.64m/10.15m) ※主翼後退角：20度/68度/75度                                                 | 64.13ft/38.2ft/33.29ft (19.55m/11.64m/10.15m) ※主翼後退角：20度/68度/75度                                                 | 64.13ft/38.2ft/33.29ft (19.55m/11.64m/10.15m) ※主翼後退角：20度/68度/75度                                                 |
| 全高         | 全高         | 16ft (4.88m) | 16ft (4.88m) | 16ft (4.88m) |
| 翼面積       | 翼面積       | 565ft² (52.49m²) | 565ft² (52.49m²) | 565ft² (52.49m²) |
| エンジン     | エンジン     | Pratt & Whitney TF30-P-412/412A/414A (推力：48.04kN ⇒ 92.97kN)×2                                                          | Pratt & Whitney TF30-P-412/412A/414A (推力：48.04kN ⇒ 92.97kN)×2                                                          | Pratt & Whitney TF30-P-412/412A/414A (推力：48.04kN ⇒ 92.97kN)×2                                                          |
| 空虚重量     | 空虚重量     | 38,188lbs (17,322kg) | 38,188lbs (17,322kg) | 38,188lbs (17,322kg) |
| ミッション   | ミッション   | HI-HI-HI | FIGHTER ESCORT | FLEET AIR DEFENSE |
| 離陸重量     | 離陸重量     | 56,790lbs (25,760kg) | 58,790lbs (26,667kg) | 68,649lbs (31,139kg) |
| 戦闘重量     | 戦闘重量     | 50,310lbs (22,820kg) | 52,310lbs (23,727kg) | 60,256lbs (27,332kg) |
| 搭載燃料     | 搭載燃料     | 離陸重量：2,382gal (9,017ℓ) 戦闘重量：1,429gal (5,409ℓ)                                                                   | 離陸重量：2,382gal (9,017ℓ) 戦闘重量：1,429gal (5,409ℓ)                                                                   | 離陸重量：2,916gal (11,038ℓ) 戦闘重量：1,750gal (6,624ℓ)                                                                  |
| 携行装備     | 携行装備     | ― | AIM-7×4 | AIM-54×6 |
| ペイロード   | ペイロード   | 378lbs (171kg) | 2,378lbs (1,079kg) | 5,910lbs (2,681kg) |
| 最高速度     | 最高速度     | 1,314kn/38,000ft (2,434km/h 高度11,584m)                                                                                  | 1,289kn/38,000ft (2,387km/h 高度11,584m)                                                                                  | 1,090kn/38,000ft (2,019km/h 高度11,584m)                                                                                  |
| 上昇能力     | 上昇能力     | 47,900ft/m S.L. (243.33m/s 海面高度)                                                                                      | 44,800ft/m S.L. (227.58m/s 海面高度)                                                                                      | 34,200ft/m S.L. (173.74m/s 海面高度)                                                                                      |
| 実用上昇限度 | 実用上昇限度 | 57,600ft (17,556m) | 56,400ft (17,191m) | 48,200ft (14,691m) |
| 航続距離     | 航続距離     | 1,553n.mile (2,876km) | 1,480n.mile (2,741km) | 1,375n.mile (2,547km) |
| 固定兵装     | 固定兵装     | M61A1 20mm機関砲×1 (弾数計676発)                                                                                          | M61A1 20mm機関砲×1 (弾数計676発)                                                                                          | M61A1 20mm機関砲×1 (弾数計676発)                                                                                          |
| アビオニクス | 兵装制御     | AN/AWG-9/A AN/AWG-15 | AN/AWG-9/A AN/AWG-15 | AN/AWG-9/A AN/AWG-15 |
| アビオニクス | 電子戦       | AN/ALR-50 AN/ALR-45(V) AN/ALQ-100 AN/ALE-39                                                                               | AN/ALR-50 AN/ALR-45(V) AN/ALQ-100 AN/ALE-39                                                                               | AN/ALR-50 AN/ALR-45(V) AN/ALQ-100 AN/ALE-39                                                                               |
| アビオニクス | 飛行制御     | AN/ASW-32 AN/ASN-105 C-8684/A                                                                                             | AN/ASW-32 AN/ASN-105 C-8684/A                                                                                             | AN/ASW-32 AN/ASN-105 C-8684/A                                                                                             |
| アビオニクス | 通信・リンク | LS-460B/AIC JULIET-28 MX-9467/A R-1623/APN AN/APX-72 AN/APX-76(V) AN/ARC-51A AN/ASW-27B AN/ARR-69 AN/APN-154(V) AN/ARA-63 | LS-460B/AIC JULIET-28 MX-9467/A R-1623/APN AN/APX-72 AN/APX-76(V) AN/ARC-51A AN/ASW-27B AN/ARR-69 AN/APN-154(V) AN/ARA-63 | LS-460B/AIC JULIET-28 MX-9467/A R-1623/APN AN/APX-72 AN/APX-76(V) AN/ARC-51A AN/ASW-27B AN/ARR-69 AN/APN-154(V) AN/ARA-63 |
| アビオニクス | 航法支援     | AN/APN-194(V) AN/ASN-92(V) A/A24G27-A AN/ARN-84(V) AN/ARA-50 CP-1145/A CP-1030/A                                          | AN/APN-194(V) AN/ASN-92(V) A/A24G27-A AN/ARN-84(V) AN/ARA-50 CP-1145/A CP-1030/A                                          | AN/APN-194(V) AN/ASN-92(V) A/A24G27-A AN/ARN-84(V) AN/ARA-50 CP-1145/A CP-1030/A                                          |

| 乗員         | 乗員         | 2名 | 2名 | 2名 |
| 全長         | 全長         | 61.9ft (18.87m) | 61.9ft (18.87m) | 61.9ft (18.87m) |
| 全幅         | 全幅         | 64.13ft/38.2ft/33.29ft (19.55m/11.64m/10.15m) ※主翼後退角：20度/68度/75度                                                                 | 64.13ft/38.2ft/33.29ft (19.55m/11.64m/10.15m) ※主翼後退角：20度/68度/75度                                                                 | 64.13ft/38.2ft/33.29ft (19.55m/11.64m/10.15m) ※主翼後退角：20度/68度/75度                                                                 |
| 全高         | 全高         | 16ft (4.88m) | 16ft (4.88m) | 16ft (4.88m) |
| 翼面積       | 翼面積       | 565ft² (52.49m²) | 565ft² (52.49m²) | 565ft² (52.49m²) |
| エンジン     | エンジン     | General Electric F110-GE-400 (推力：52.49kN ⇒ 119.88kN)×2                                                                                 | General Electric F110-GE-400 (推力：52.49kN ⇒ 119.88kN)×2                                                                                 | General Electric F110-GE-400 (推力：52.49kN ⇒ 119.88kN)×2                                                                                 |
| 空虚重量     | 空虚重量     | 41,353lbs (18,757kg) | 41,353lbs (18,757kg) | 41,353lbs (18,757kg) |
| ミッション   | ミッション   | HI-HI-HI | FIGHTER ESCORT | FLEET AIR DEFENSE |
| 離陸重量     | 離陸重量     | 60,432lbs (27,411kg) | 63,666lbs (28,878kg) | 72,646lbs (32,952kg) |
| 戦闘重量     | 戦闘重量     | 53,952lbs (24,472kg) | 57,186lbs (25,939kg) | 64,172lbs (29,108kg) |
| 搭載燃料     | 搭載燃料     | 離陸重量：2,382gal (9,017ℓ) 戦闘重量：1,429gal (5,409ℓ)                                                                                   | 離陸重量：2,382gal (9,017ℓ) 戦闘重量：1,429gal (5,409ℓ)                                                                                   | 離陸重量：2,942gal (11,137ℓ) 戦闘重量：1,765gal (6,681ℓ)                                                                                  |
| 携行装備     | 携行装備     | ― | AIM-7×4 + AIM-9×4 | AIM-54×4 + AIM-7×2 + AIM-9×2 |
| ペイロード   | ペイロード   | 378lbs (171kg) | 3,158lbs (1,432kg) | 5,980lbs (2,712kg) |
| 最高速度     | 最高速度     | 1,196kn/35,000ft (2,215km/h 高度10,668m)                                                                                                  | 1,052kn/35,000ft (1,948km/h 高度10,668m)                                                                                                  | 1,052kn/35,000ft (1,948km/h 高度10,668m)                                                                                                  |
| 上昇能力     | 上昇能力     | 44,500ft/m S.L. (226.06m/s 海面高度) 40,000ft (12,192m) まで81秒                                                                          | 39,900ft/m S.L. (202.69m/s 海面高度) 40,000ft (12,192m) まで91.2秒                                                                        | 34,000ft/m S.L. (172.72m/s 海面高度) 40,000ft (12,192m) まで109.8秒                                                                       |
| 実用上昇限度 | 実用上昇限度 | 56,500ft (17,221m) | 54,200ft (16,520m) | 51,200ft (15,606m) |
| 航続距離     | 航続距離     | 1,312n.mile (2,430km) | 1,158n.mile (2,145km) | 1,226n.mile (2,271km) |
| 固定兵装     | 固定兵装     | M61A1 20mm機関砲×1 (弾数計676発) | M61A1 20mm機関砲×1 (弾数計676発) | M61A1 20mm機関砲×1 (弾数計676発) |
| アビオニクス | 兵装制御     | AN/APG-71 [ 注 27 ] AN/AAS-42 [ 注 28 ] AN/AXX-1 AN/AYQ-15 AN/AWW-4                                                                       | AN/APG-71 [ 注 27 ] AN/AAS-42 [ 注 28 ] AN/AXX-1 AN/AYQ-15 AN/AWW-4                                                                       | AN/APG-71 [ 注 27 ] AN/AAS-42 [ 注 28 ] AN/AXX-1 AN/AYQ-15 AN/AWW-4                                                                       |
| アビオニクス | 電子戦       | AN/ALR-67(V) AN/ALQ-165(V) AN/ALE-39 LAU-138A/A                                                                                           | AN/ALR-67(V) AN/ALQ-165(V) AN/ALE-39 LAU-138A/A                                                                                           | AN/ALR-67(V) AN/ALQ-165(V) AN/ALE-39 LAU-138A/A                                                                                           |
| アビオニクス | 飛行制御     | C-9684 A/A ⇒ C-8684B/A CPU-175/A ID-663D/U AVU-30/A AAU-39/A AQU-5/A AAU-8/A AN/ASW-43A ⇒ AN/ASW-59 AN/ASN-105 ⇒ AN/ASN-146               | C-9684 A/A ⇒ C-8684B/A CPU-175/A ID-663D/U AVU-30/A AAU-39/A AQU-5/A AAU-8/A AN/ASW-43A ⇒ AN/ASW-59 AN/ASN-105 ⇒ AN/ASN-146               | C-9684 A/A ⇒ C-8684B/A CPU-175/A ID-663D/U AVU-30/A AAU-39/A AQU-5/A AAU-8/A AN/ASW-43A ⇒ AN/ASW-59 AN/ASN-105 ⇒ AN/ASN-146               |
| アビオニクス | 通信・リンク | LS-460B/AIC TSEC/KY-58 MX-10666/A R-1623/APN-154 AN/APX-100(V) AN/APX-76C AN/ARC-182(V) AN/ASW-27B/C AN/APN-154(V) AN/ARA-63/B AN/URC-107 | LS-460B/AIC TSEC/KY-58 MX-10666/A R-1623/APN-154 AN/APX-100(V) AN/APX-76C AN/ARC-182(V) AN/ASW-27B/C AN/APN-154(V) AN/ARA-63/B AN/URC-107 | LS-460B/AIC TSEC/KY-58 MX-10666/A R-1623/APN-154 AN/APX-100(V) AN/APX-76C AN/ARC-182(V) AN/ASW-27B/C AN/APN-154(V) AN/ARA-63/B AN/URC-107 |
| アビオニクス | 偵察補助     | KA-99A KS-87B LA-610 | KA-99A KS-87B LA-610 | KA-99A KS-87B LA-610 |
| アビオニクス | 航法支援     | OA-8697A/ARD CV-3845/A DSU-4A/A R-2512 MU-1053/A AN/APN-194(V) AN/ASN-130A ⇒ AN/ASN-139 AN/ARN-118(V) AN/AYK-14(V) [ 注 29 ] AN/USN-2(V)  | OA-8697A/ARD CV-3845/A DSU-4A/A R-2512 MU-1053/A AN/APN-194(V) AN/ASN-130A ⇒ AN/ASN-139 AN/ARN-118(V) AN/AYK-14(V) [ 注 29 ] AN/USN-2(V)  | OA-8697A/ARD CV-3845/A DSU-4A/A R-2512 MU-1053/A AN/APN-194(V) AN/ASN-130A ⇒ AN/ASN-139 AN/ARN-118(V) AN/AYK-14(V) [ 注 29 ] AN/USN-2(V)  |
| アビオニクス | ディスプレイ | IP-1494/A IP-1514/A CV-3916/A C-11554 | IP-1494/A IP-1514/A CV-3916/A C-11554 | IP-1494/A IP-1514/A CV-3916/A C-11554 |

### 兵装
- 固定武装：M61A1 20mmガトリング砲×1（装弾数：675発）
- 空対空ミサイル
  - AIM-7F スパロー×4発
  - AIM-54A/C フェニックス×6発
  - AIM-9J サイドワインダー×4発

- 通常爆弾
  - Mk 82汎用爆弾×14発
  - Mk 83汎用爆弾×4発
  - Mk 84汎用爆弾×2発（改修機のみ）

- クラスター爆弾
  - CBU-20/78/99/100（英語版）（改修機のみ）

- 誘導爆弾
  - CBU-24ペイブウェイ×2発（改修機のみ）
  - GBU-31 JDAM×2発（改修機のみ）[35]

- ロケット弾
  - LAU-10 ズーニー・ロケット弾[36]

#### 運用試験機に装備
- - AIM-120 アムラーム（運用試験機のみ）
  - AIM-152 AAAM（試験機のみ）
  - AGM-62 ウォールアイ空対地ミサイル（運用試験機のみ）
  - AGM-88 HARM（試験機のみ）

#### イラン空軍独自兵装
- ファッター（英語版）（サイドワインダーのコピー[37]）
- セジル（ホークのコピーで空対空戦闘用の改良が施されているとされる[38]）
- Fakour 90
- Maqsoud
- R-27R
- R-73

## 現存する機体
イランに部品が持ち去られる事態を想定して、展示されている機体からはエンジンと電子部品を取り外している。ただし、それらの部品はきちんと保存されており再装着出来る可能性がある。また、主翼を最大に展開すると展示する場所を取るために、多くの機体は可変翼を活かし最大後退位置に移動されている。
F-14A
- BuNo.157982:ニューヨーク州のクレイドル・オブ・アビエーション・ミュージアム。試作3号機でミサイルなどの試験に使われた。
- BuNo.157988:バージニア州のオシアナ海軍航空基地。
- BuNo.157990:カリフォルニア州のマーチフィールド航空博物館。空母適合性試験に使用。
- BuNo.158617:ペンシルベニア州のホワイトホール。
- BuNo.158978:カリフォルニア州のUSSミッドウェイ航空博物館。
- BuNo.158985:カリフォルニア州のヤンクス航空博物館。
- BuNo.158998:ニュージャージー州の航空勝利博物館。
- BuNo.158999:テキサス州のフォートワース海軍航空基地統合予備役基地。
- BuNo.159025:サウスカロライナ州のパトリオッツ・ポイント海軍海洋博物館。
- BuNo.159445:バージニア州のノーフォーク海軍基地。
- BuNo.159448:ペンシルベニア州の海軍在庫管理センター。
- BuNo.159455:メリーランド州のパタクセント・リバー海軍航空基地におけるレキシントンパーク。VX-23所属機。
- BuNo.159620:カリフォルニア州のエル・セントロ海軍航空施設。
- BuNo.159626:ネバダ州のファロン海軍航空基地。海軍打撃・航空戦センター。
- BuNo.159631:カリフォルニア州のサンディエゴ航空宇宙博物館。映画「トップガン マーベリック」の撮影に使用。
- BuNo.159829:コロラド州のウィングス・オーバー・ザ・ロッキー航空宇宙博物館。VF-211で使用された後に整備訓練に使用。
- BuNo.159830:カリフォルニア州の西側航空博物館。
- BuNo.159848:オレゴン州のティラムック航空博物館。
- BuNo.159853:バージニア州の防衛供給センター。
- BuNo.160382:ワシントン州のタクウィラ航空博物館。映画「ファイナル・カウントダウン」の撮影に使用。
- BuNo.160386:イリノイ州の五大湖海軍基地。
- BuNo.160391:テキサス州のテキサス航空博物館。「エグゼクティブ・ディシジョン」、「ファイナル・カウントダウン」に使用。
- BuNo.160395:ミシガン州のカラマズー航空歴史博物館。
- BuNo.160401:バージニア州のオシアナ海軍航空基地・ケープス艦隊エリア管制監視施設。
- BuNo.160402:バージニア州のオシアナ海軍航空基地。
- BuNo.160403:テキサス州の空軍遺産博物館。1981年のシドラ湾事件に参加した機体。
- BuNo.160411:ニューヨーク州のエンパイアステート航空科学博物館。
- BuNo.160658:ニュージャージー州のマックガイヤ-ディックス-レイクハースト統合基地。
- BuNo.160661:アラバマ州の米国宇宙ロケットセンター。
- BuNo.160666:カリフォルニア州の西側航空宇宙博物館。後に電子機器や兵装システムのテストに用いられた。
- BuNo.160684:アリゾナ州のピマ航空宇宙博物館。
- BuNo.160694:テキサス州のレキシントン博物館。映画「トップガン」の撮影に使用された。
- BuNo.160889:カリフォルニア州のチャールズ・M・シュルツ・ソノマカウンティ空港に併設されたパシフィックコース航空博物館。
- BuNo.160898:カリフォルニア州のパームスプリングス航空博物館。
- BuNo.160902:ニューヨーク州のグラマン記念公園。
- BuNo.190903:カンザス州のミッドアメリカ航空博物館。
- BuNo.160909:ジョージア州のドビンズ空軍予備基地。
- BuNo.160914:ミネソタ州のウィルマー市営空港。
- BuNo.160925:カンザス州のアイゼンハワー･パーク。
- BuNo.161134:フロリダ州のヴァリアント航空司令部ウォーバード博物館。
- BuNo.161141:日本の厚木基地。
- BuNo.161598:オクラホマ州のタルサ航空宇宙博物館。
- BuNo.161605:ニューヨーク州のウィングス・オブ・イーグルス・ディスカバリー・センター。
- BuNo.161615:カンザス州の戦闘航空博物館。
- BuNo.161620:ミシガン州のセルブリッジ軍事航空博物館。
- BuNo.161860:ケンタッキー州のケンタッキー航空博物館。
- BuNo.162591:メリーランド州の米国海軍兵学校。
- BuNo.162592:カリフォルニア州のロナルド･レーガン大統領図書館。
- BuNo.162595:メリーランド州のパタクセント・リバー海軍航空基地。
- BuNo.162608:アラバマ州の南部航空博物館。
- BuNo.162689:カリフォルニア州のホーネット博物館。
- BuNo.162694:オハイオ州のMAPS航空博物館。
- BuNo.162710:フロリダ州の国立海軍航空博物館。

F-14B
- BuNo.161422:ニュージャージー州のワイルドウッド航空博物館。
- BuNo.161426:フロリダ州のデランド海軍航空博物館。
- BuNo.162912:インディアナ州のグリソム航空博物館。
- BuNo.162916:ペンシルベニア州の東ベルリン地区。
- BuNo.162926:コネチカット州のニューイングランド航空博物館。
- BuNo.162911:カリフォルニア州のエストレーラ・ウォーバード博物館。

F-14D
- BuNo.157986:ニューヨーク州のイントレピッド海空宇宙博物館。試作7号機。
- BuNo.163893:テネシー州のアーノルド空軍基地。エンジニアリング開発センター正門に配置。
- BuNo.163897:カリフォルニア州の航空宇宙博物館。
- BuNo.163902:ノースカロライナ州のヒッコリー航空博物館。退役式に参加した。
- BuNo.163904:ハワイ諸島のフォード島の太平洋航空博物館。
- BuNo.164342:フロリダ州のウイングス・オーバー・マイアミ。
- BuNo.164343:オレゴン州のエバーグリーン航空博物館。
- BuNo.164346:ジョージア州のローマ航空博物館。最後に空母で離発着を行ったD型。
- BuNo.164350:カリフォルニア州のジョー・デイビス・ヘリテージ・エアパーク。
- BuNo.164601:カリフォルニア州のキャッスル航空博物館。
- BuNo.164603:ニューヨーク州のクレイドル航空博物館。最後に飛行したD型。
- BuNo.164604:バージニア州のNASオシアナ記念公園。最後に製造されたD型。

F-14D(R)
- BuNo.159600:テキサス州ブロンコ博物館。
- BuNo.159610:バージニア州のスミソニアン航空宇宙博物館。第二次シドラ湾事件に参加していた機体。
- BuNo.159619:フロリダ州のフロリダ航空博物館。
- BuNo.161159:フロリダ州の国立海軍博物館。
- BuNo.161163:イリノイ州のプレーリー航空博物館。
- BuNo.161166:ノースカロライナ州のカロライナ航空博物館。

NF-14D
- BuNo.161623:メリーランド州のNASパタクセント・リバー海軍航空博物館。元はVX-23所属機。